# Église de Saint-Nectaire

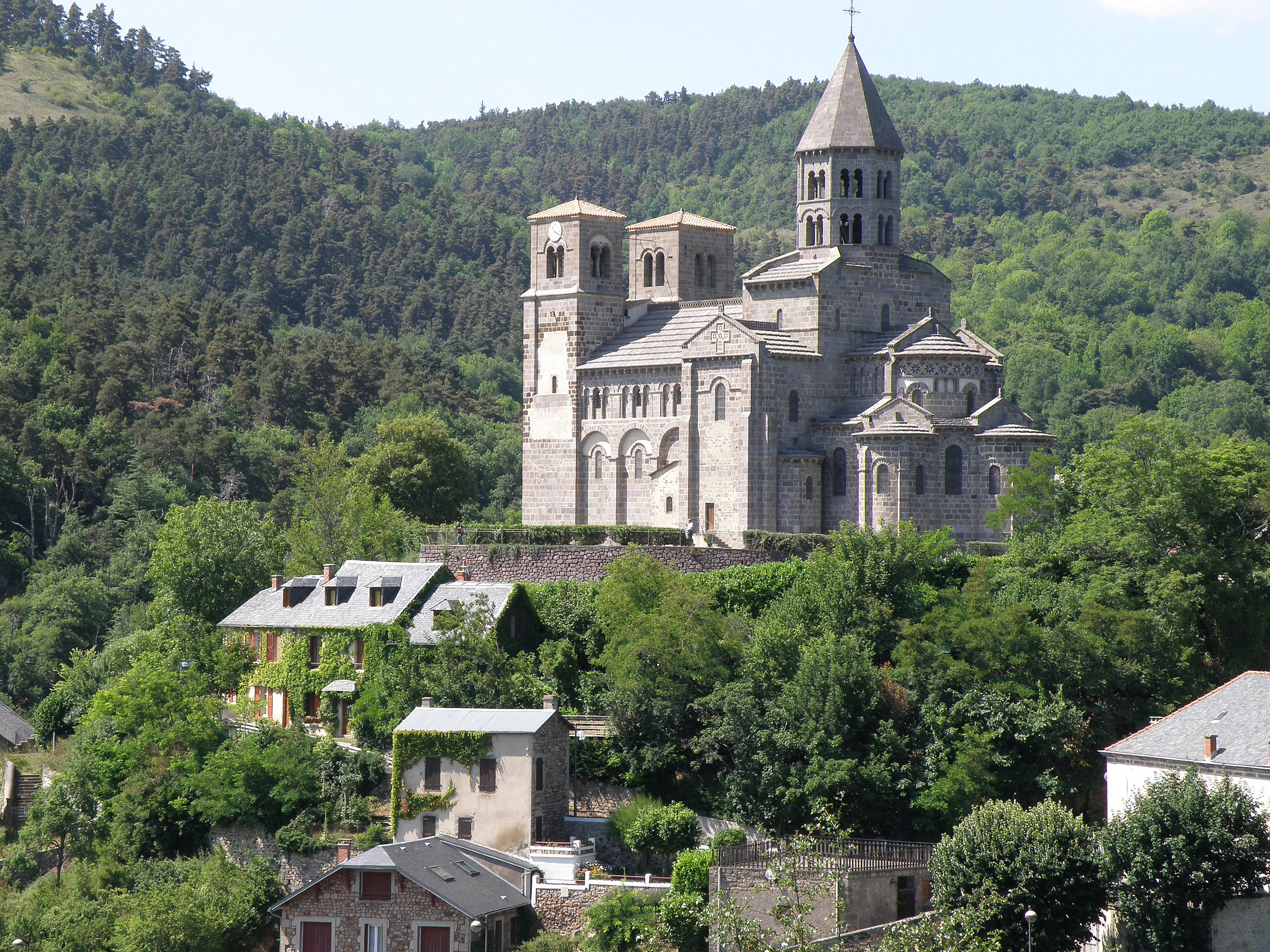
Vue générale sur l'église et le village.

L'église de Saint-Nectaire, dédiée à saint Nectaire d'Auvergne, est une église de style roman auvergnat qui se dresse sur le mont Cornadore à Saint-Nectaire, dans le département français du Puy-de-Dôme en région Auvergne-Rhône-Alpes.
Elle fait partie des cinq églises romanes d'Auvergne dites « majeures », avec la basilique Notre-Dame-du-Port de Clermont-Ferrand, l'abbatiale Saint-Austremoine d'Issoire, la basilique Notre-Dame d'Orcival et l'église Notre-Dame de Saint-Saturnin.

## Historique
L'église de Saint-Nectaire fut commencée vers 1080 et a été édifiée principalement entre 1146 et 1178.
Elle est dédiée à saint Nectaire, évangélisateur de l'Auvergne qui mourut au IIIe siècle.
Elle fait l'objet d'un classement au titre des monuments historiques depuis 1840 : elle fait partie de la première liste de monuments historiques français, la liste des monuments historiques protégés en 1840, qui comptait 1 034 monuments.
Vers 1874 Louis-Clémentin Bruyerre, architecte des monuments historiques, restaure les tours et le clocher de l'église après leur destruction en 1794.

## Dimensions

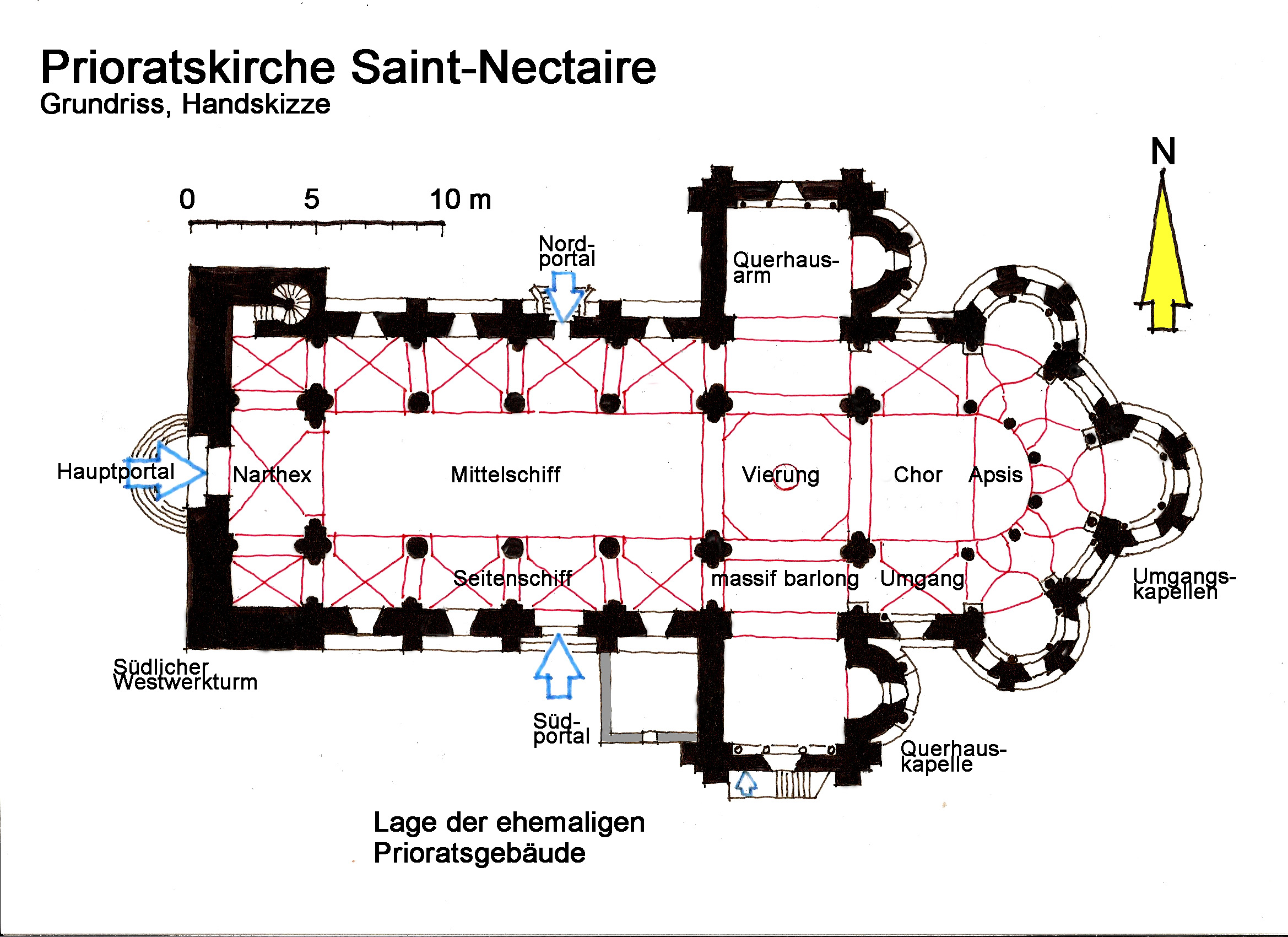
Plan au sol.

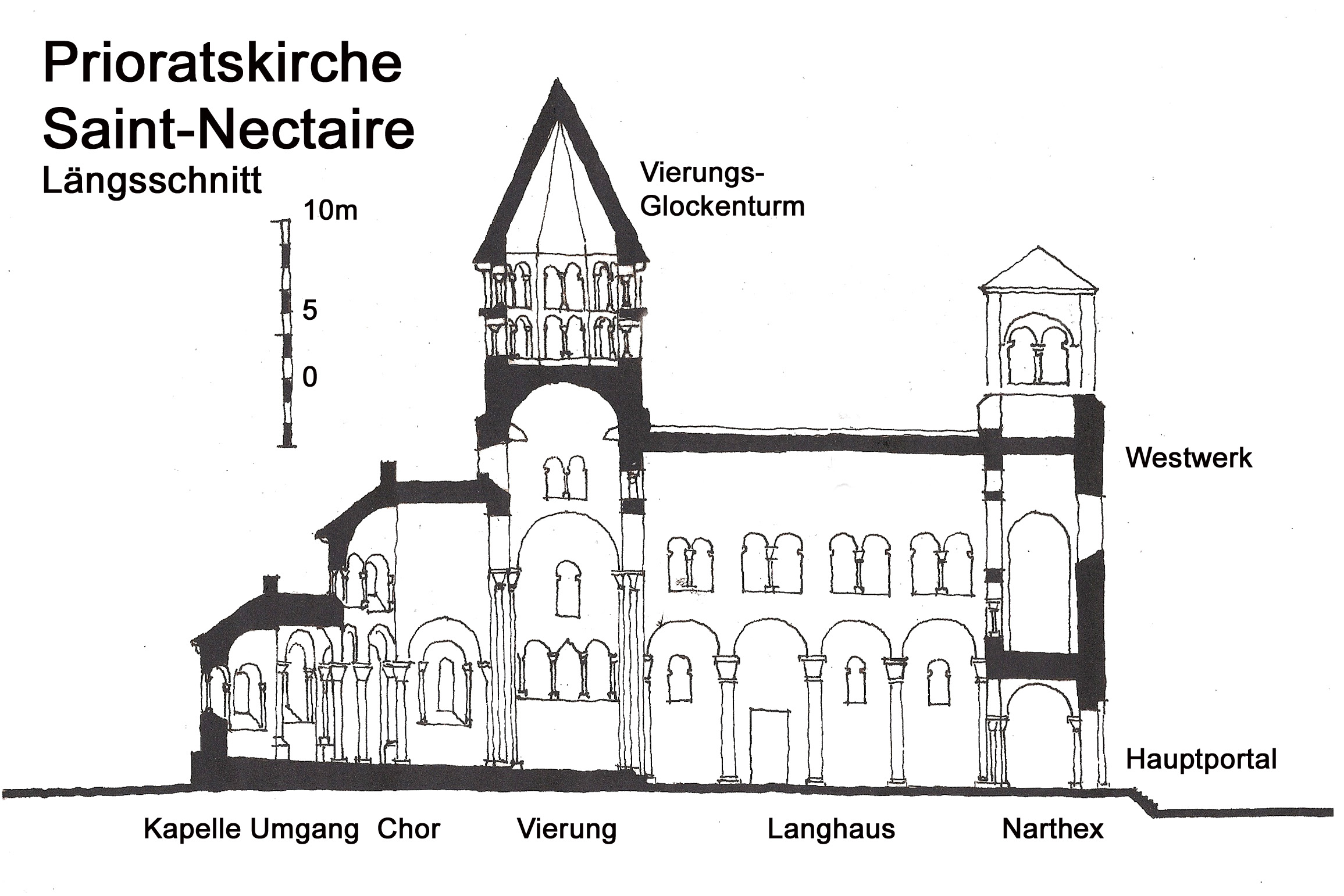
Coupe longitudinale.

- Longueur totale extérieure : 39,80 m
- Largeur extérieure de la nef (hors murs) : 12,70 m
- Longueur du transept extérieur (hors murs) : 23,30 m
- Largeur du transept extérieur (hors murs) : 6,70 m
- Longueur totale intérieure : 37,60 m
- Largeur nef intérieure : 10,90 m
- Largeur nef intérieure (entre cloisons) : 5,00 m
- Longueur intérieure du massif barlong : 21,70 m
- Largeur intérieure du massif barlong : 5,00 m
- Hauteur centrale intérieure : 15,00 m
- Hauteur d'allée intérieure : 7,50 m
- Hauteur du dôme au sommet : 18,50 m

## Architecture extérieure

### Façade ouest

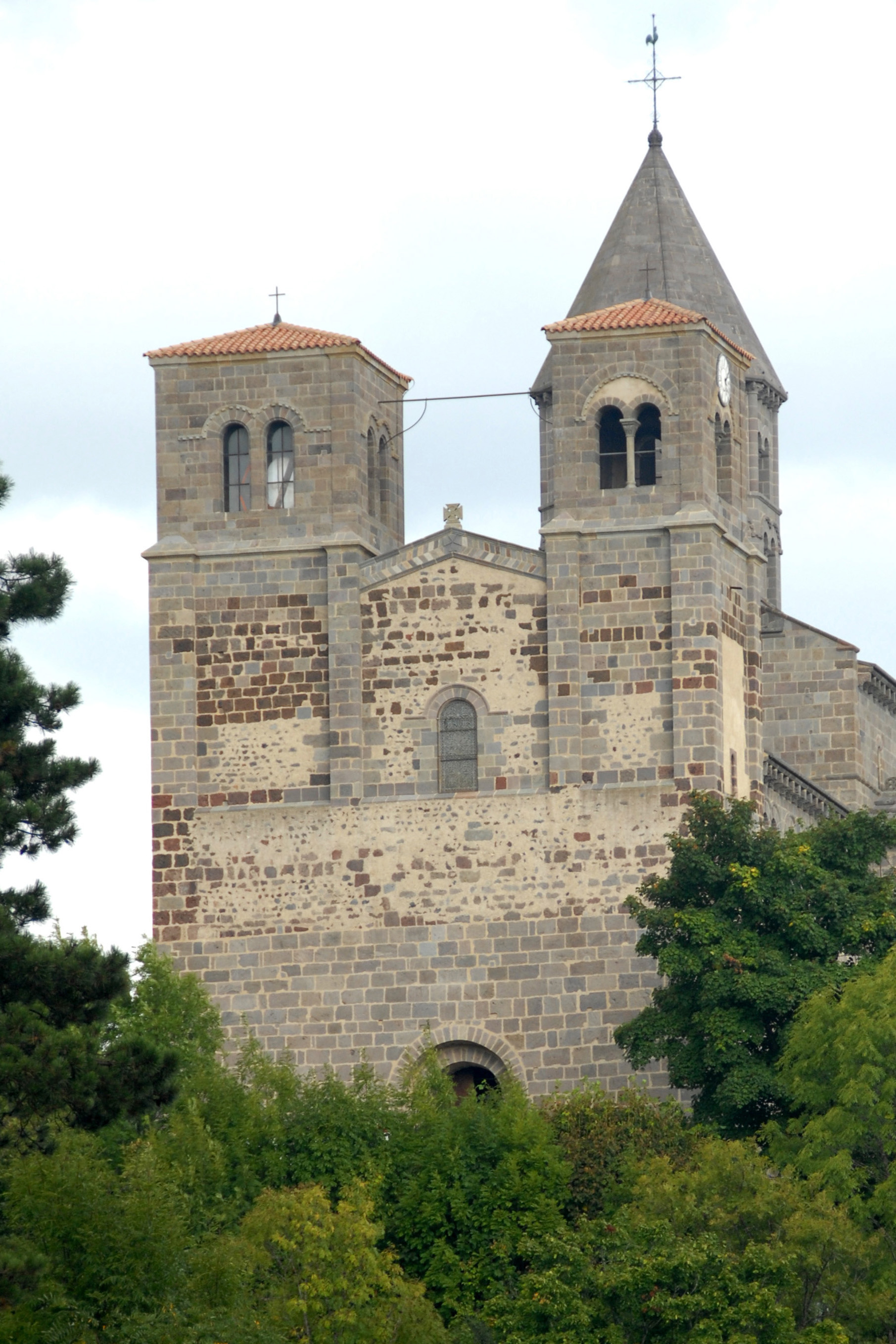
Façade ouest.

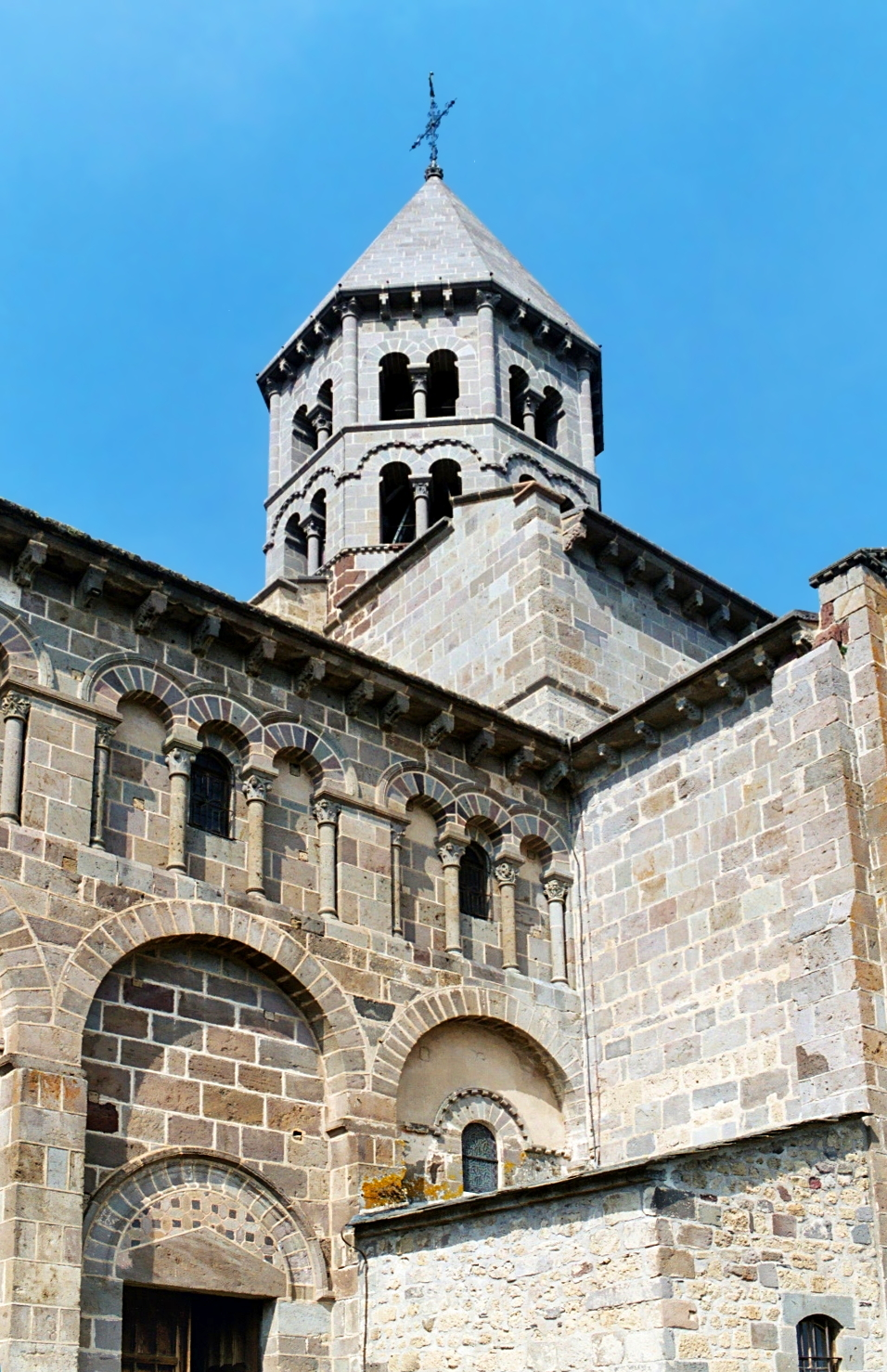
Façade méridionale, linteau en bâtière et clocher.

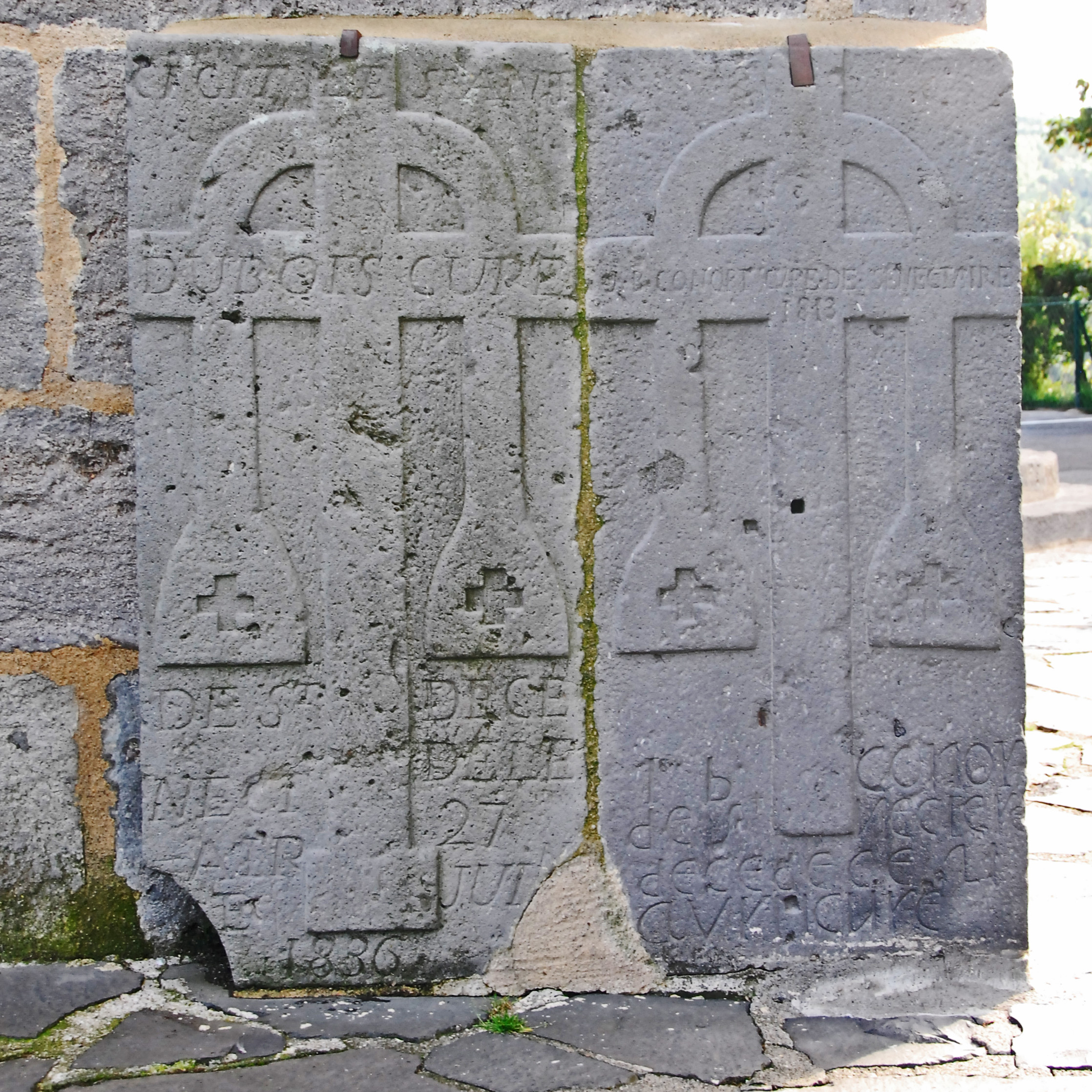
Pierres tombales.

La façade ouest est simple et peu structurée : seule une étroite bande de pierres sombres et régulières marque la limite entre le rez-de-chaussée et l'étage. Les trois quarts de la zone inférieure sont constitués de pierres gris clair appareillées, qui se prolongent vers le haut par une maçonnerie de moellons irréguliers de différentes couleurs. Seul le portail principal en plein cintre, avec une porte à double battant, ouvre cet espace compact. Un escalier semi-circulaire à six degrés mène au narthex.
Les deux côtés des étages inférieurs des tours carrées sont marqués par des bandes en forme de pilastres qui affleurent la surface inférieure des murs latéraux de la façade. L'espace délimité par les deux zones inférieures des tours est divisé par une fenêtre en plein cintre et se termine par un fronton triangulaire couronné d'une croix pattée . Des encorbellements en pente, en forme de toit, séparent les flèches. La tour nord est sensiblement plus large que la tour sud, peut-être à cause de la présence d'un escalier en colimaçon.
La hauteur des étages supérieurs de la tour correspond à la largeur de la tour nord. Ils s'éloignent quelque peu des bandes de pilastres des étages inférieurs et sont soulignés sur les côtés par des bandes de pilastres plats. La tour nord est structurée de chaque côté par des fenêtres géminées en plein cintre. Les pierres voûtées sont recouvertes de profils en porte-à-faux qui se replient horizontalement à la base de la voûte. Les côtés de la tour sud sont chacun ouverts par des biforiums, avec des arcades soutenues par des colonnes. Ils sont surmontés d'une grande arcade aveugle commune. Les deux tours ont des toits pyramidaux en pente douce : ce sont les seuls éléments de cet édifice à être couverts de tuiles rouges. Les tours de l'ouvrage ouest sont une reconstitution du XIXe siècle, qui se rapproche probablement de l'aspect d'origine.

### Façades latérales
La structure des façades latérales de la nef est en tout point semblable à ce que l'on peut observer à la basilique Notre-Dame-du-Port et à l'abbatiale Saint-Austremoine d'Issoire : les fenêtres des façades latérales de la nef, bordées d'un cordon de billettes, sont logées sous de grands arcs de raidissement surmontés de triplets de baies aveugles.
La façade méridionale est percée d'un portail surmonté d'un linteau en bâtière et d'un tympan orné d'une mosaïque polychrome.

### Structure du chevet
L'église de Saint-Nectaire, construite en trachyte (une pierre volcanique), puis peinte présente un remarquable chevet roman auvergnat constitué d'un étagement de volumes de hauteur croissante :
- deux absidioles adossées aux bras du transept
- trois chapelles rayonnantes
- le déambulatoire
- le chœur
- les bras du transept
- le « massif barlong »
- le clocher octogonal (31 m de hauteur environ)

Son chevet est donc un peu moins développé que celui de l'abbatiale Saint-Austremoine d'Issoire car elle ne possède que trois chapelles rayonnantes et pas de chapelle axiale.
La silhouette caractéristique et l'élan vertical des chevets romans auvergnats sont dus au « massif barlong », parallélépipède allongé transversalement qui surmonte la croisée du transept et est couronné par le clocher. L'élévation progressive des volumes est encore accentuée par les deux toits en appentis du « massif barlong », qui encadrent la naissance du clocher.

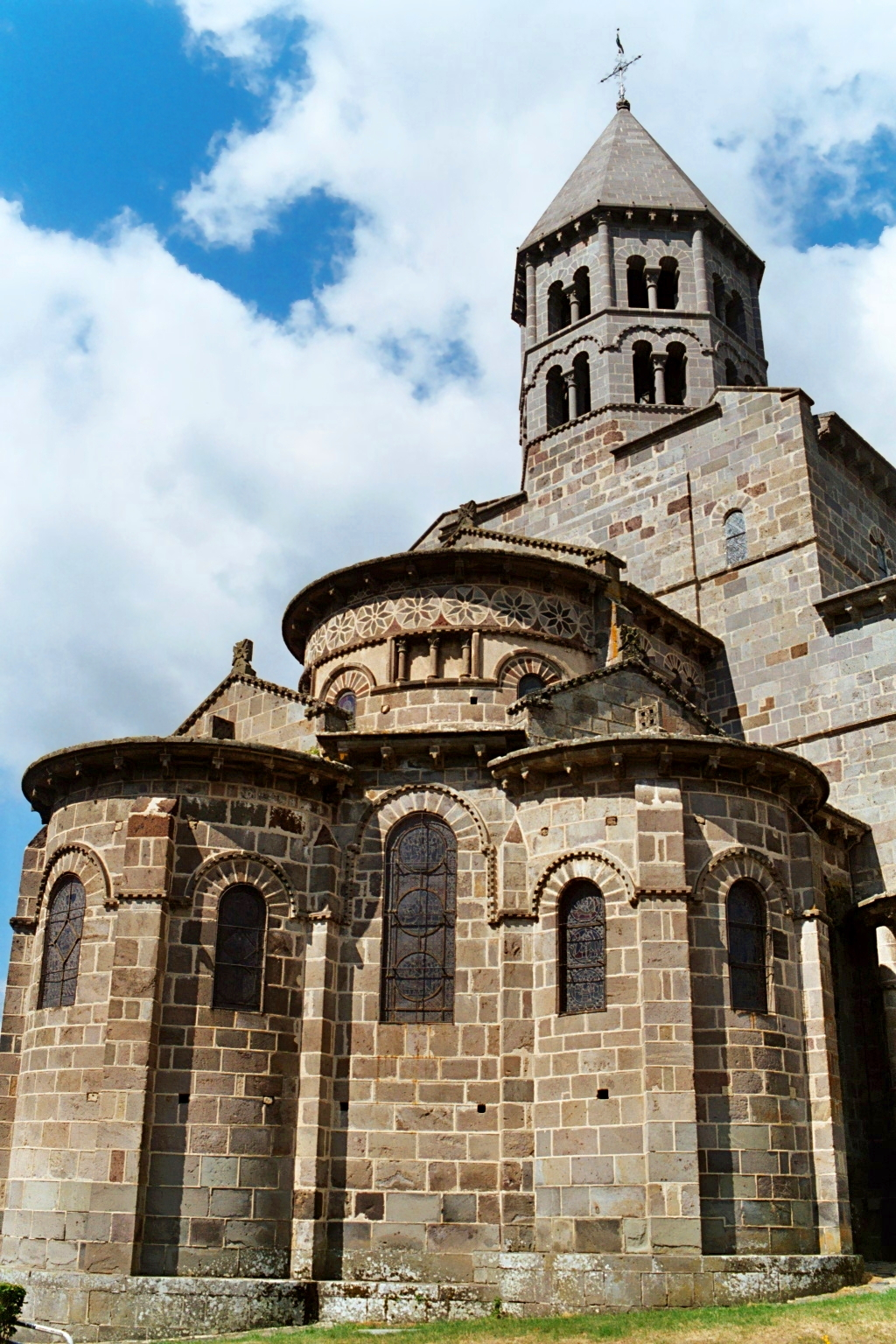
Chevet.
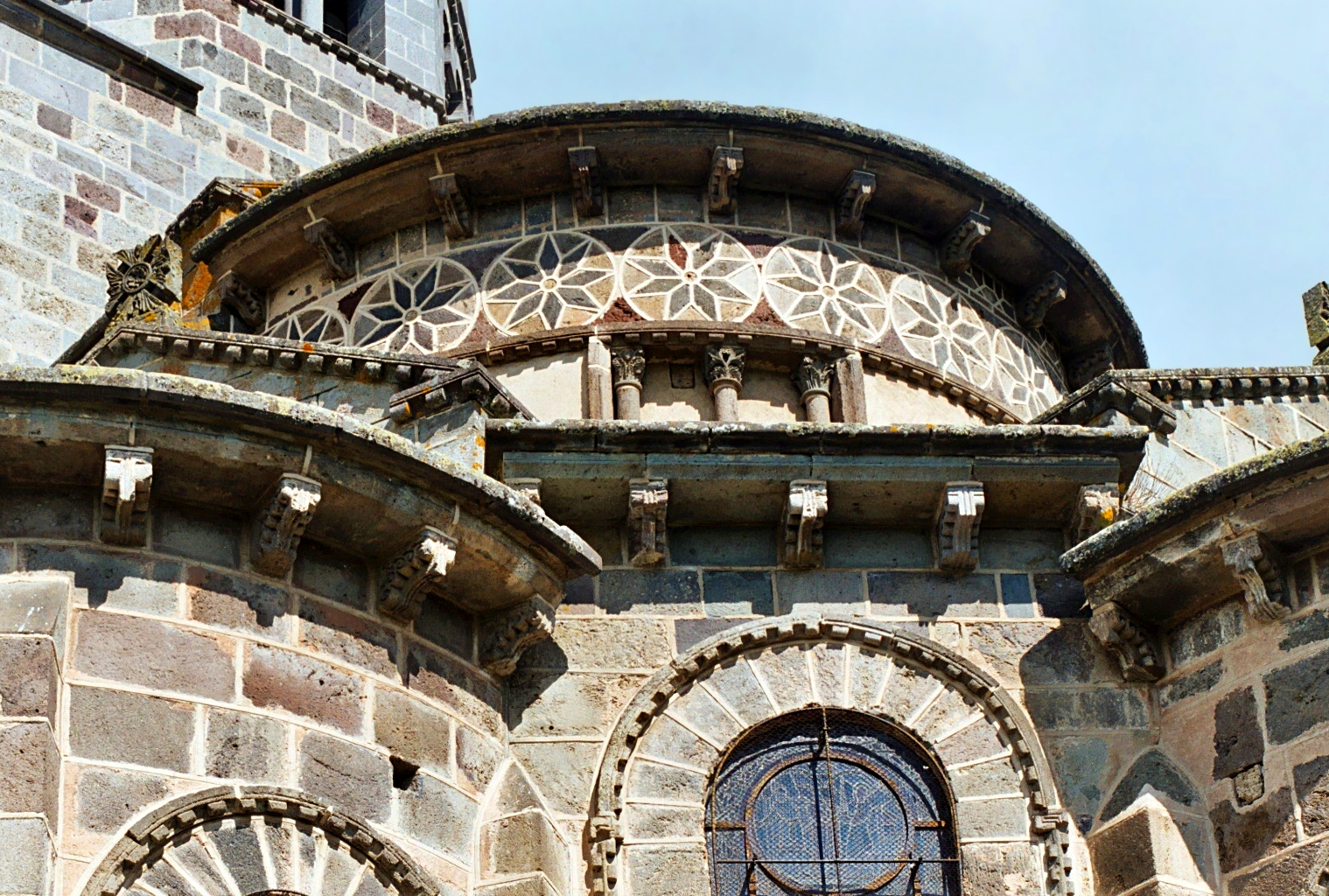
Décoration polychrome du chevet.
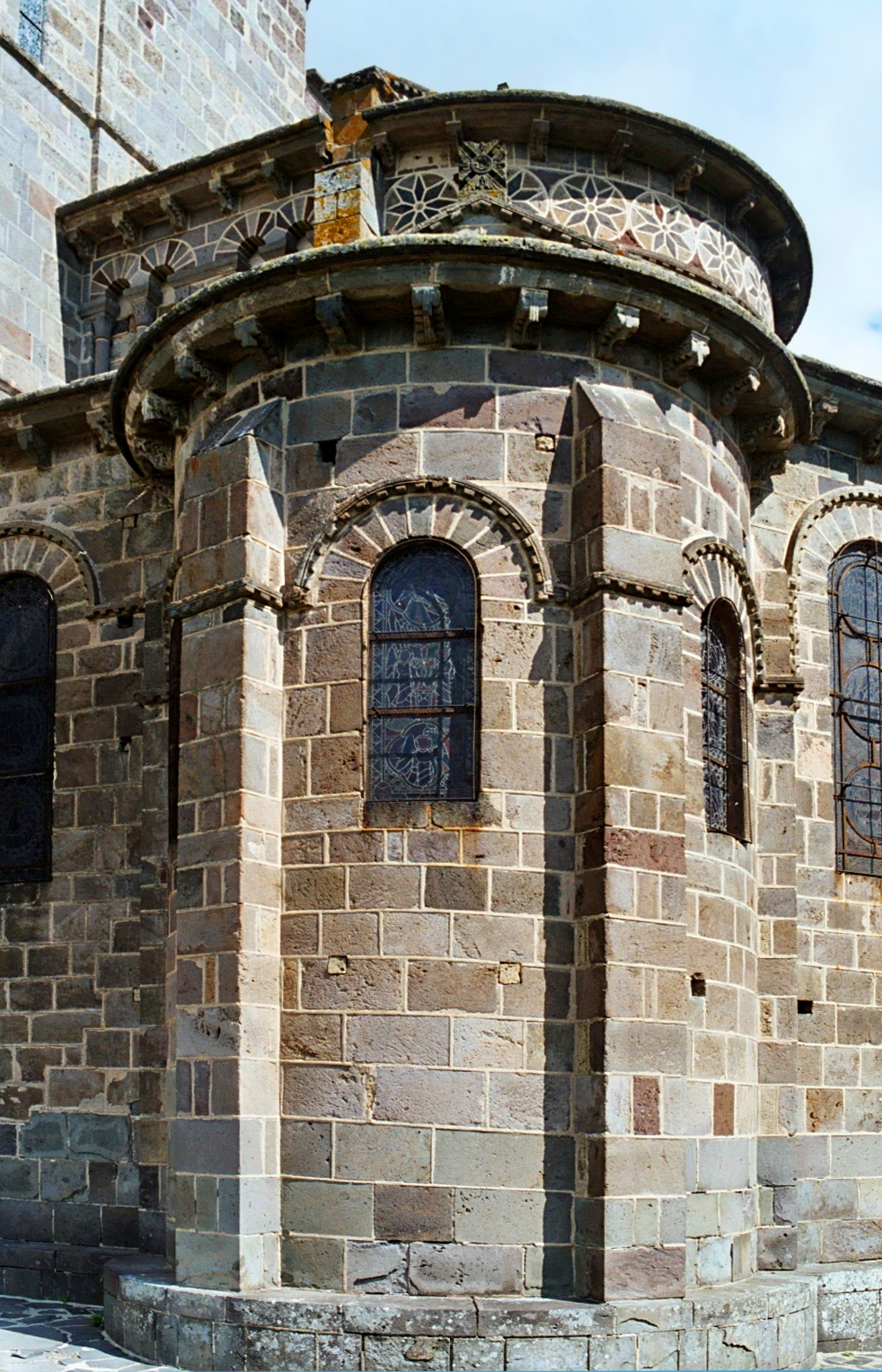
Chapelle rayonnante.

### Décoration du chevet
Le chevet possède une décoration remarquable par sa polychromie. En comparaison avec Issoire, cette décoration est cependant nettement plus sobre et la polychromie combine plutôt les tons noir, brun et beige que le noir et le blanc.
Le chœur, le déambulatoire et les chapelles rayonnantes possèdent chacun une corniche largement débordante soutenue par des modillons à copeaux. Sous la corniche du chœur se déploie une mosaïque de rosaces polychromes. Sous cette mosaïque, les fenêtres du chœur alternent avec des loges rectangulaires abritant chacune trois colonnettes. Les arcs des fenêtres du déambulatoire et des chapelles sont ornés de claveaux polychromes et bordés d'un cordon de billettes.
Chacune des chapelles rayonnantes est adossée à un pignon surmonté d'un fronton triangulaire bordé d'un cordon de billettes et couronné d'une croix de pierre faisant office d'antéfixe. Le « massif barlong », quant à lui, est très peu orné.

## Architecture intérieure
L'intérieur de l'église se caractérise par une structure claire et par la simplicité dans la décoration. Cette architecture austère, sans aucune lourdeur, respire l'élégance et l'harmonie. Cette impression est renforcée par les colonnes élancées et les proportions des arcades haute et étroites.
L'intérieur n'est pas polychrome comme à Issoire, à l'exception des chapiteaux du rond-point et du déambulatoire.

### Narthex

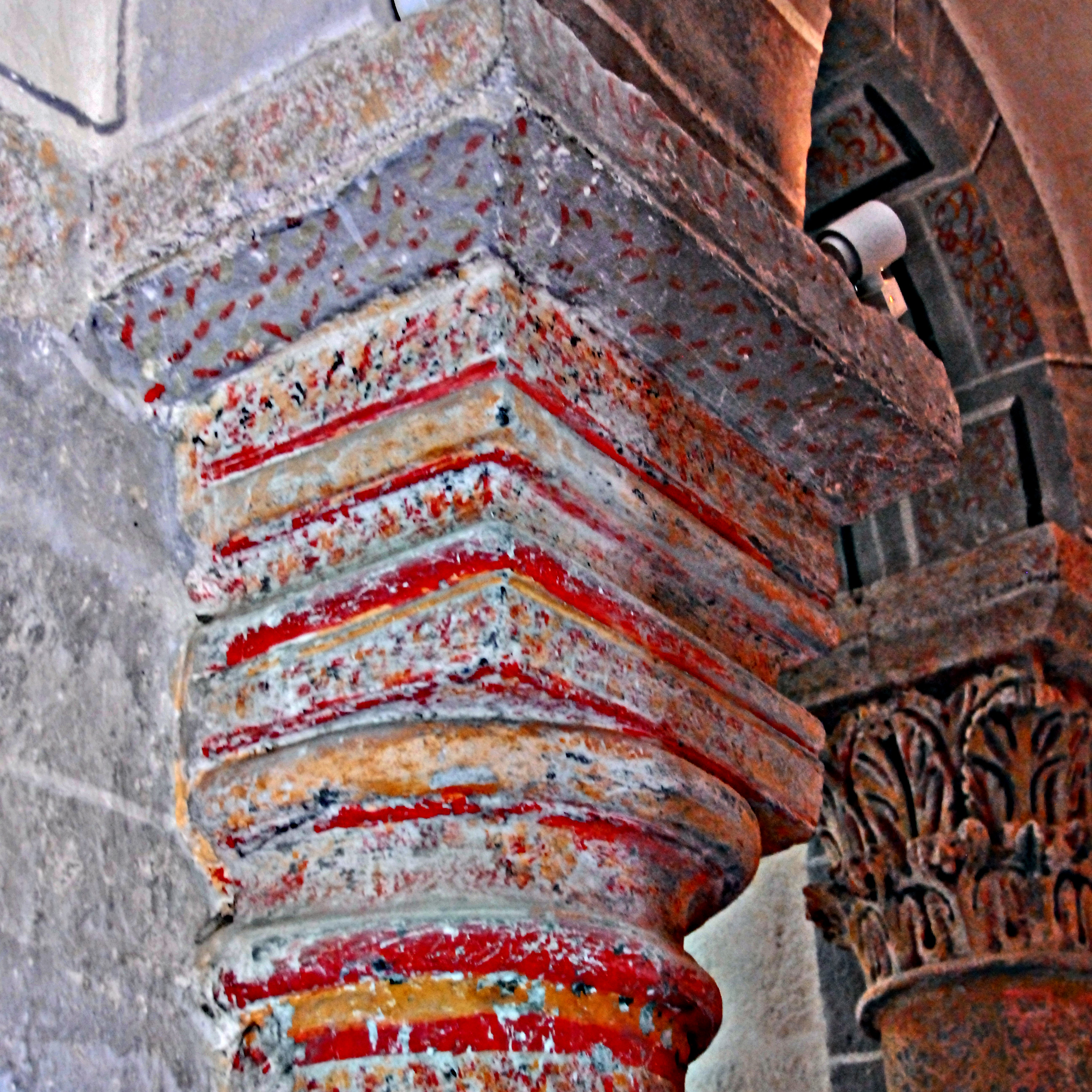
Chapiteau dans le narthex.

L'accès à l'église se fait par le grand portail principal en plein cintre du narthex, situé au centre de la façade. Contrairement aux églises paléochrétiennes, où le narthex était réservé aux catéchumènes, le narthex en Auvergne a la fonction d'un vestibule qu'il faut traverser pour pénétrer dans l'espace sacré éclairé de l'église. Architecturalement, il est complètement intégré à la structure et s'étend sur une seule travée avec un étage supérieur conçu comme une galerie aussi large que la nef. À travers les solides piliers, la basse voûte d'arêtes et le crépuscule dominant évoquent le rassemblement et le passage vers un autre monde.

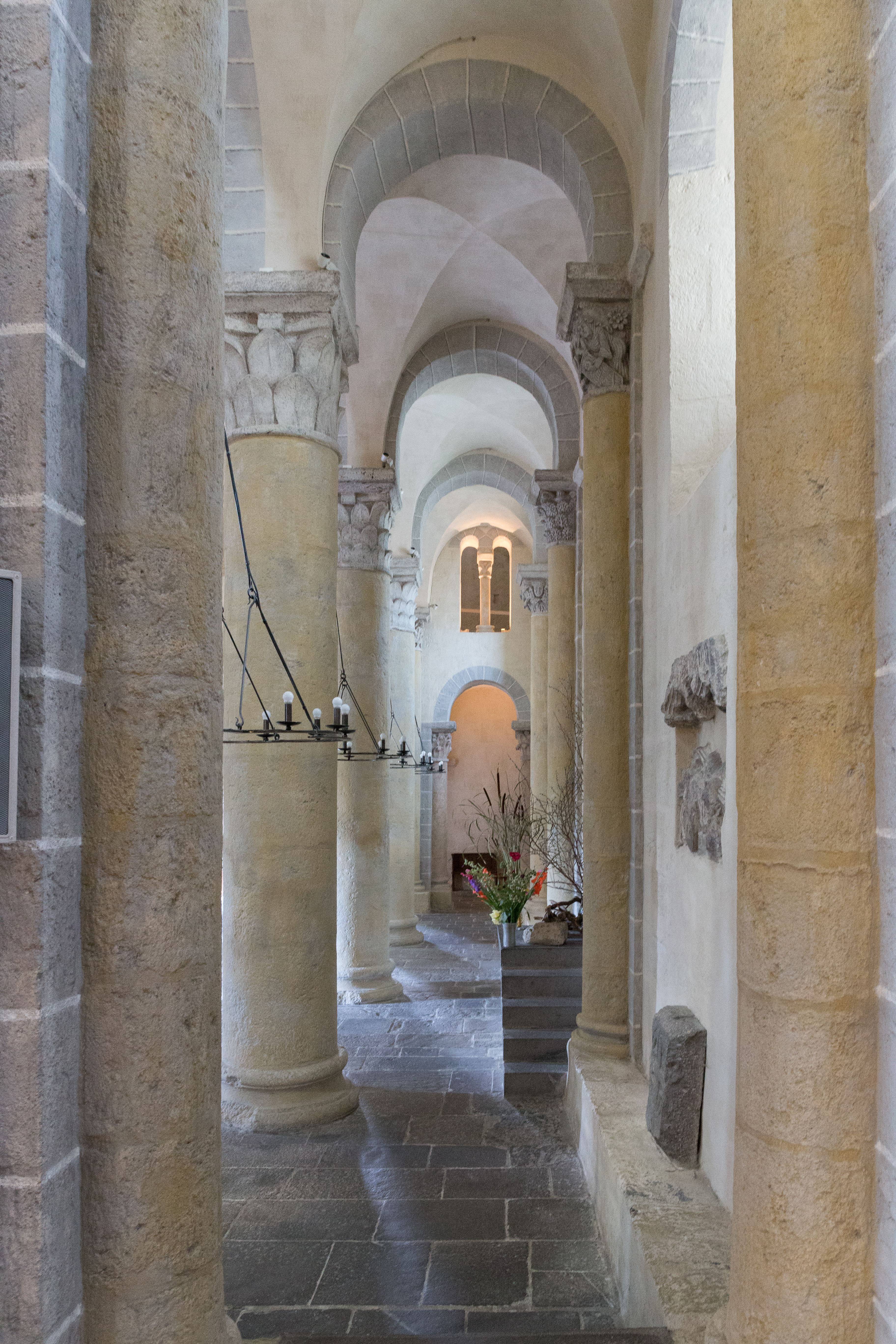
Bas-côté nord du narthex.

La galerie, de plan rectangulaire, est soutenue par des piliers munis de chapiteaux sculptés et d'impostes profilées. Semblable aux bas-côtés, la voûte d'arête au milieu se fond dans les arcs en plein cintre menant à la nef. Les murs du narthex sont plus épais que ceux de la nef, car ils sont destinés à supporter les tours.
Les galeries sont accessibles par l'escalier à vis de la tour nord. La tribune s'ouvre largement sur la nef centrale. Au niveau des arcades de la nef centrale se trouve une triple ouverture à deux colonnes et chapiteaux sculptés. Au-dessus, un grand arc de triomphe, sur toute la largeur de l'ouverture du triplet, est couvert d'un arc en plein cintre. Au-dessus, juste en dessous du sommet de la voûte, deux petites ouvertures en plein cintre sont séparées par un petit pilier. Des ouvertures jumelles en plein cintre pointent vers les bas-côtés. L'étage supérieur est éclairé par la fenêtre centrale au-dessus du portail principal, à travers laquelle la lumière jaune du soleil illumine les ouvertures de la nef centrale.

### Vaisseau
Le vaisseau principal, à quatre travées, a la structure d'une basilique à trois nefs. La nef centrale est deux fois plus haute que les bas-côtés. Elle est voûtée d'un berceau lisse soutenu par les murs de la nef centrale. Les murs se fondent dans la voûte en berceau sans finition horizontale.

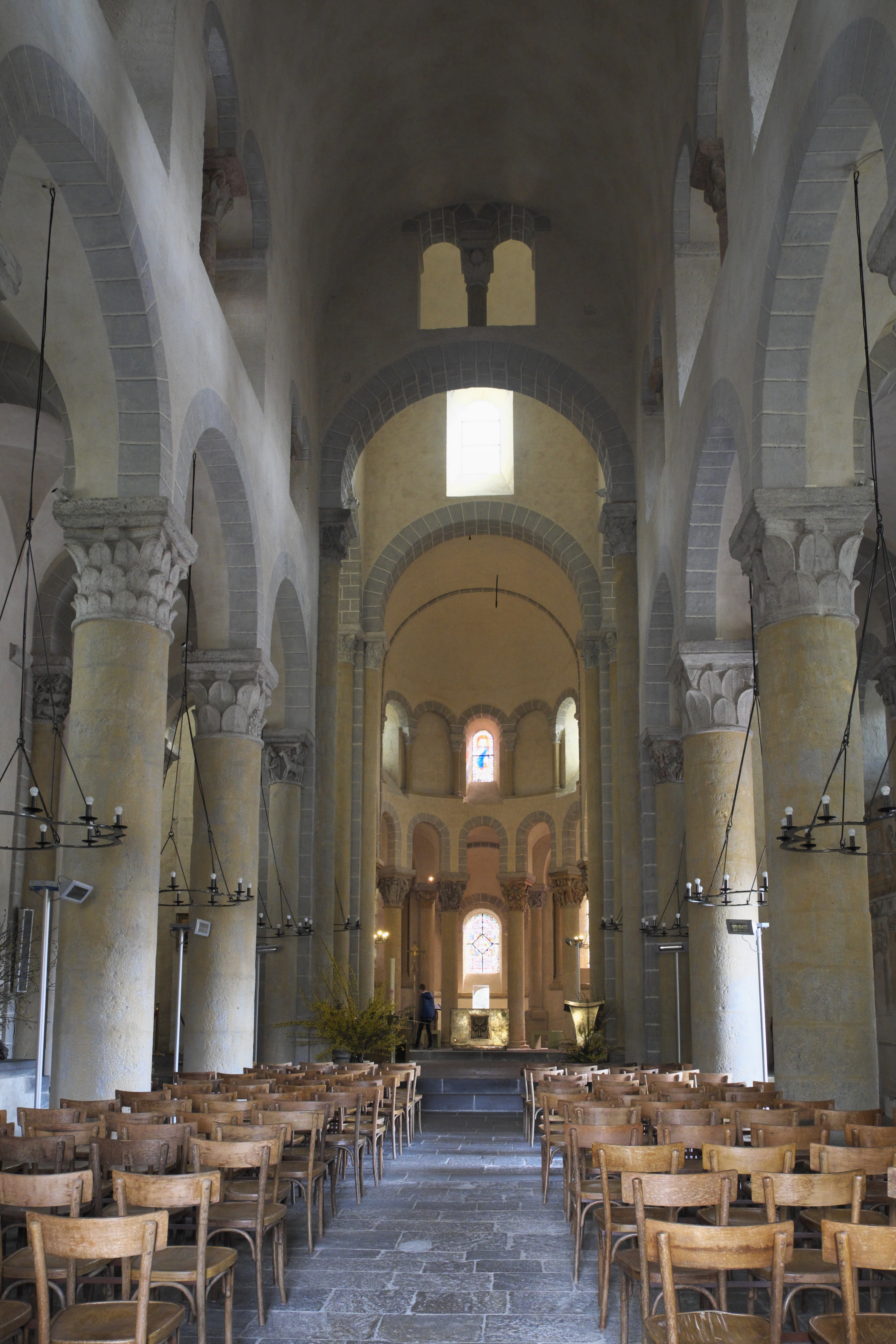
Nef centrale, vers le chœur.

La charge de la voûte en pierre génère non seulement des forces agissant verticalement, qui sont détournées des murs de la nef centrale via les piliers vers les fondations, mais aussi des forces de cisaillement agissant vers l'extérieur, qui sont ici absorbées par les voûtes en demi-berceau des planchers de la galerie au-dessus des bas-côtés et dérivées vers les fondations via les murs extérieurs des bas-côtés. Les bas-côtés du rez-de-chaussée, utilisés pour les processions typiques de l'époque, sont recouverts d'un plancher purement fonctionnel, avec des murs transversaux entre les travées pour renforcer la voûte en demi-berceau. Les galeries ne sont accessibles que par des escaliers en colimaçon étroits et ne sont pas destinées à un usage liturgique. Il était courant que les pèlerins passent la nuit dans les galeries lors des grands afflux de pèlerinages au Moyen Âge.
Les constructeurs ont réduit au minimum les dimensions des éléments structuraux, tels que les murs et les piliers. L'épaisseur des murs est ici d'environ un mètre. La jointure continue de la voûte en berceau a rendu superflus les arcs doubleaux et leurs appuis sur les côtés de la nef.
L'élévation de la nef centrale s'étend sur deux étages. Les arcades du rez-de-chaussée atteignent la moitié de la hauteur de la nef. Au-dessus, un étroit parapet marque la séparation avec l'étage et ses ouvertures géminées, chacune pourvue d'un meneau composé d'une colonne élancée et d'un chapiteau sculpté à décor végétal.
La nef centrale n'a pas de fenêtres qui l'éclairent directement. Elle ne l'est qu'indirectement par les grandes fenêtres des bas-côtés et les minuscules ouvertures des galeries. Ce n'est que depuis la dernière rénovation que l'église, avec sa nouvelle palette de couleurs vives, est inondée du soleil de midi.

#### Bas-côtés

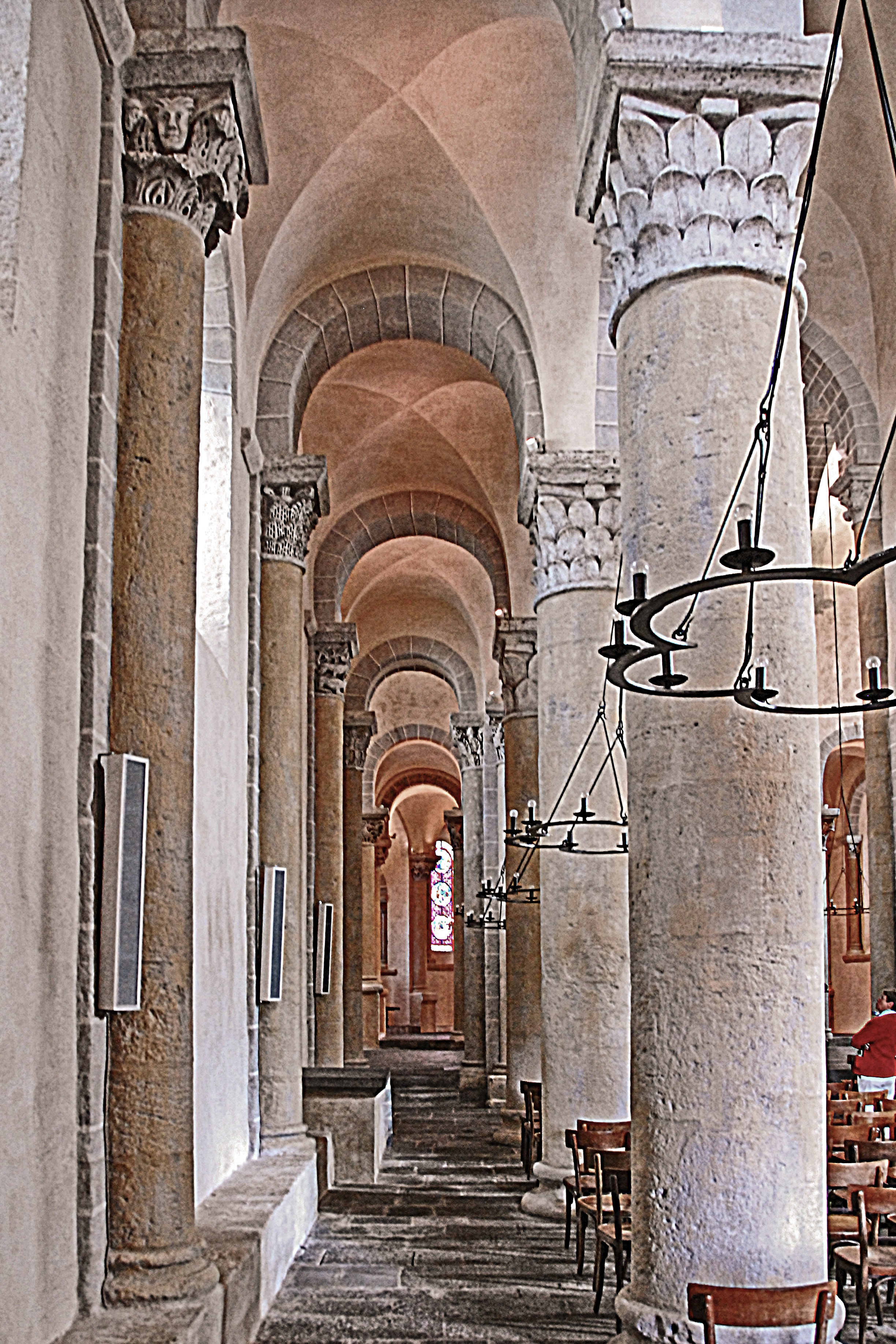
Collatéral nord.

Les deux nefs latérales sont beaucoup plus complexes. On retrouve ici la même division en quatre travées que dans la nef centrale. En face des colonnes des arcades se trouvent des pilastres. Des arcs doubleaux de la largeur des colonnes s'appuient à l'extérieur sur les consoles en plein cintre à chapiteaux sculptés, et à l'intérieur sur les grands chapiteaux des colonnes qui délimitent les travées. Chaque travée possède sa propre voûte d'arête, dont la forme est originale.
|                                |  |                 |
| Nef centrale et bas-côté nord. |  | Nef, chapiteau. |

Les travées du bas-côté sont chacune éclairées par une fenêtre en plein cintre de taille moyenne aux parois lisses inclinées, inondant de lumière naturelle le côté sud jusque dans toute la nef. Dans la 3e travée des deux bas-côtés, ces fenêtres manquent et à la place, des ouvertures de portes rectangulaires ont été découpées pour former les entrées latérales, celle du sud, un peu plus grande donnant probablement sur l'ancien cloître du prieuré et du côté nord une plus petite, probablement sur l'ancien cimetière.

#### Transept

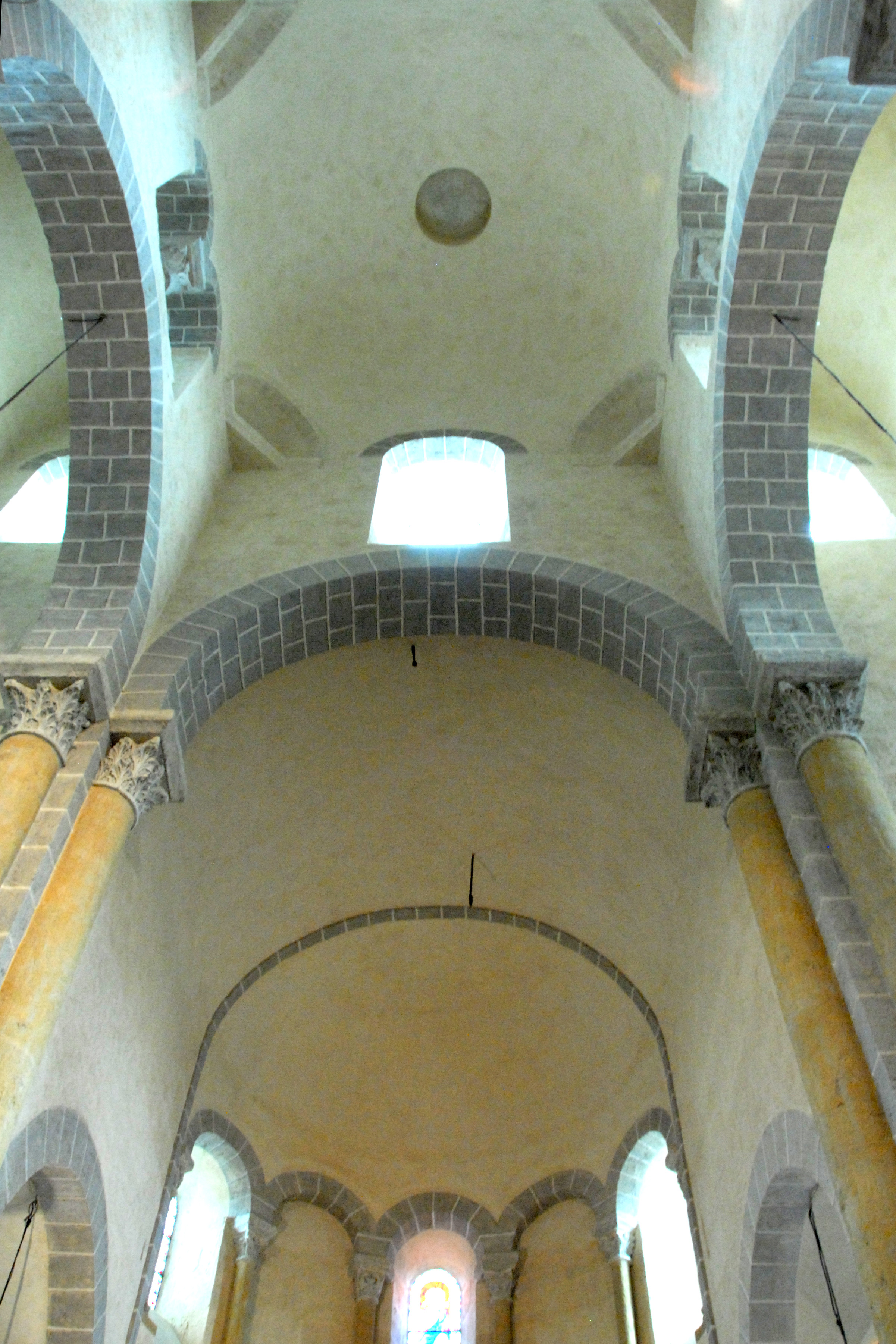
Croisée du transept.

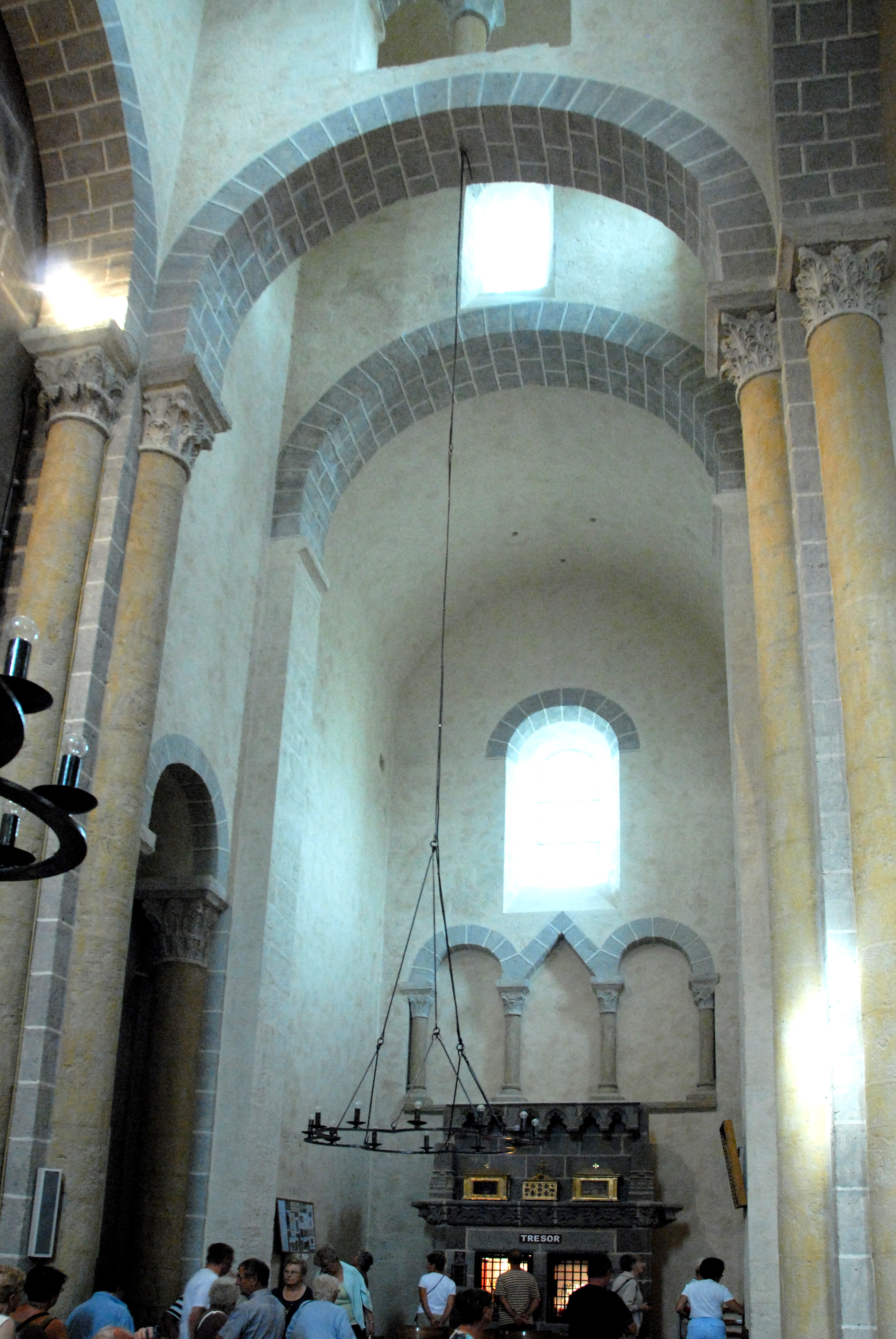
Bras nord du transept.

Les maîtres bâtisseurs de la basse Auvergne sont restés fidèles au motif des anciens arcs diaphragmes carolingiens au-dessus de la croisée. Le dôme et la tour de la croisée repose sur eux. Le transept gagne ainsi en hauteur et en volume. Les arcs de la croisée sont de grandes arcades individuelles au niveau de la voûte du chœur nettement plus basse. Au-dessus, les murs de refend atteignent la base de la voûte du dôme. En haut de ces murs se trouvent des ouvertures jumelles, chacune avec une colonne avec un chapiteau, et une grande fenêtre en plein cintre sur le côté est. La croisée est éclairée par ces ouvertures et fenêtres. Les quatre piliers de la croisée ont une section carrée. Elles sont habillées de toutes parts par des piliers couronnés de chapiteaux sculptés. Les trompes, sous la voûte du dôme, sont remarquables : elles servent généralement à transformer le carré de la croisée en octogone sur lequel repose ensuite le dôme. Les trompes sont constituées de petits arcs en plein cintre qui encadrent une niche aussi régulière que possible. Une console plate en pierre occupe la partie basse.
Au nord et à l'est de la croisée et dans le prolongement des bas-côtés, les deux tranches d'espace du massif barlong s'élèvent jusqu'à la hauteur du sommet du dôme et sont couvertes de voûtes en demi-berceau dont le sommet s'appuie contre la croisée. La lumière du soleil de l'après-midi pénètre à travers les trois fenêtres en plein cintre situées à la hauteur des trompes, puis tombe en cascades à travers les ouvertures jumelles, qui brillent ainsi de mille feux.

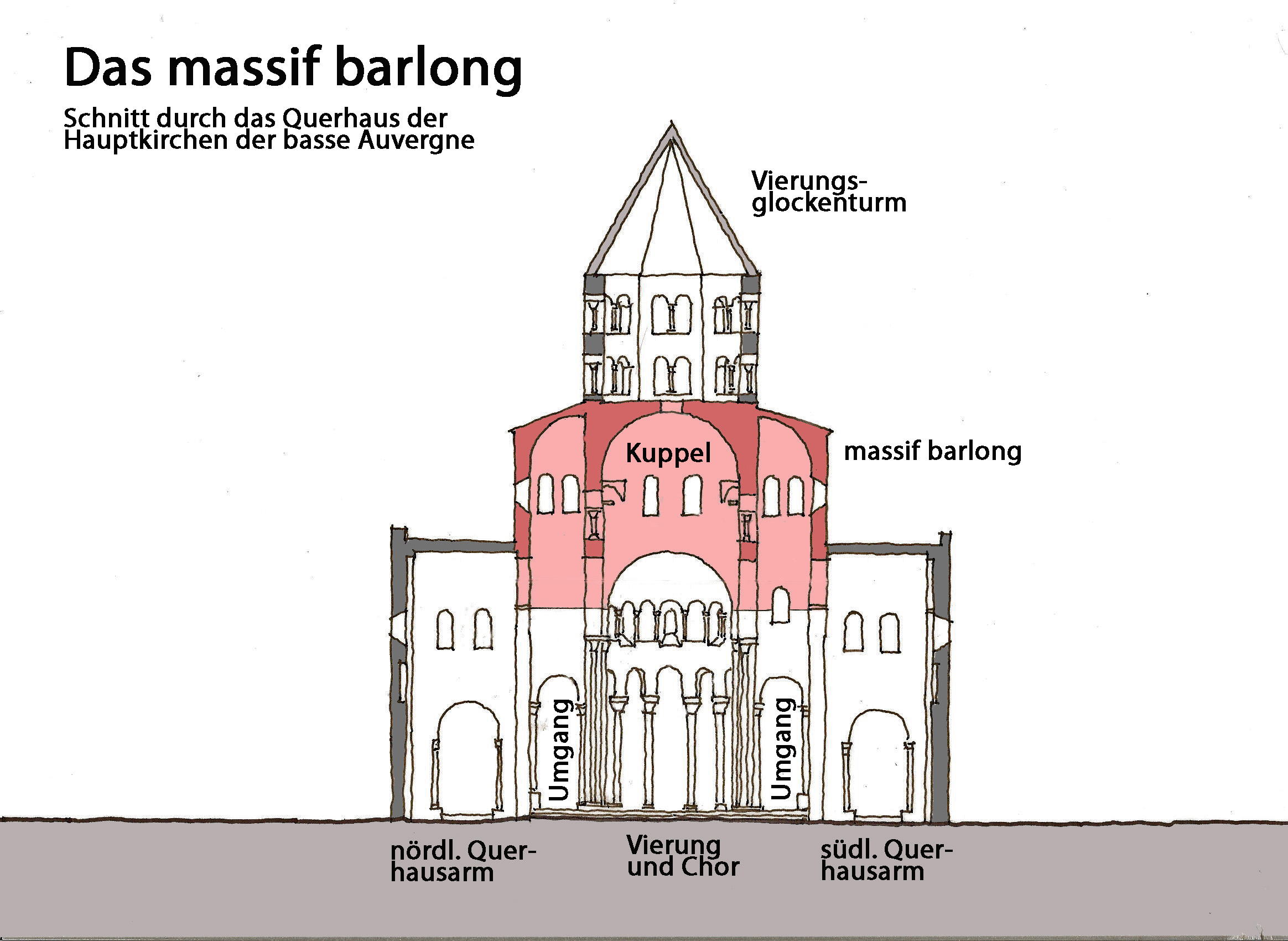
Coupe au niveau du transept : le massif barlong est en rouge.

Semblables à la nef centrale, les bras du transept extrêmement simples font saillie latéralement au-delà de la nef et sont couverts d'une voûte en berceau. Les murs extérieurs du massif barlong s'élèvent dans le prolongement des murs extérieurs du bas-côté. Ceux-ci se tiennent sur de grandes arcades individuelles, correspondant en largeur et en hauteur aux arcs diaphragmes opposés. Le mur pignon du bras du transept est entouré d'une grande arcade aveugle, qui correspond exactement à l'arcade décrite ci-dessus. Dans la partie supérieure de cette grande arcade se trouve une grande fenêtre en plein cintre aux murs inclinés. En dessous se trouve une triple arcature aveugle reposant sur des colonnes élancées aux chapiteaux sculptés. Celle du milieu est couverte d'un arc de pignon triangulaire, là encore un décor archaïque.
Une abside de chapelle semi-circulaire avec une échancrure en calotte a été ménagée dans les murs est des bras du transept. Une petite ouverture de fenêtre en plein cintre est découpée dans chacun des murs de l'abside.

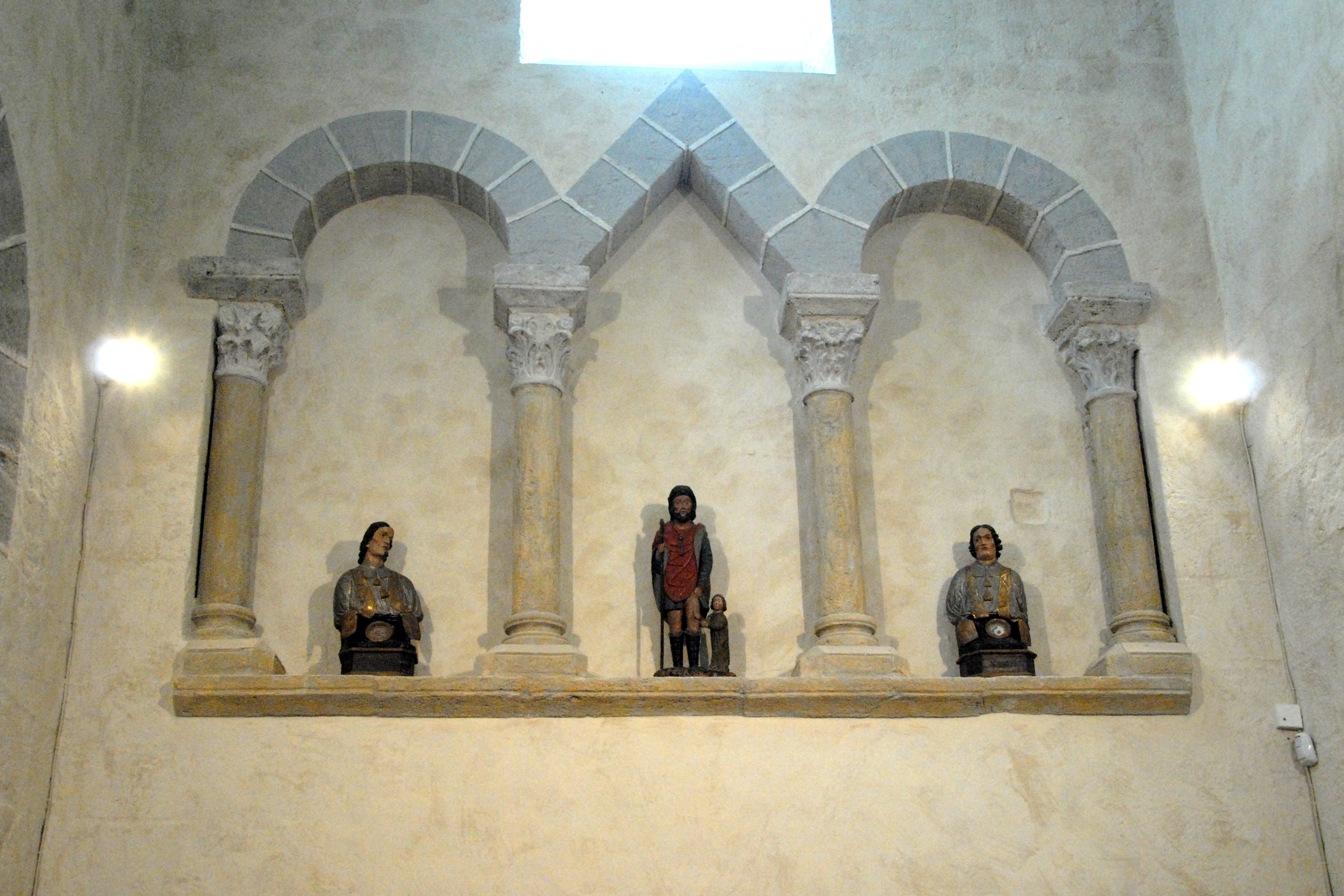
Arcature dans le bras sud du transept.
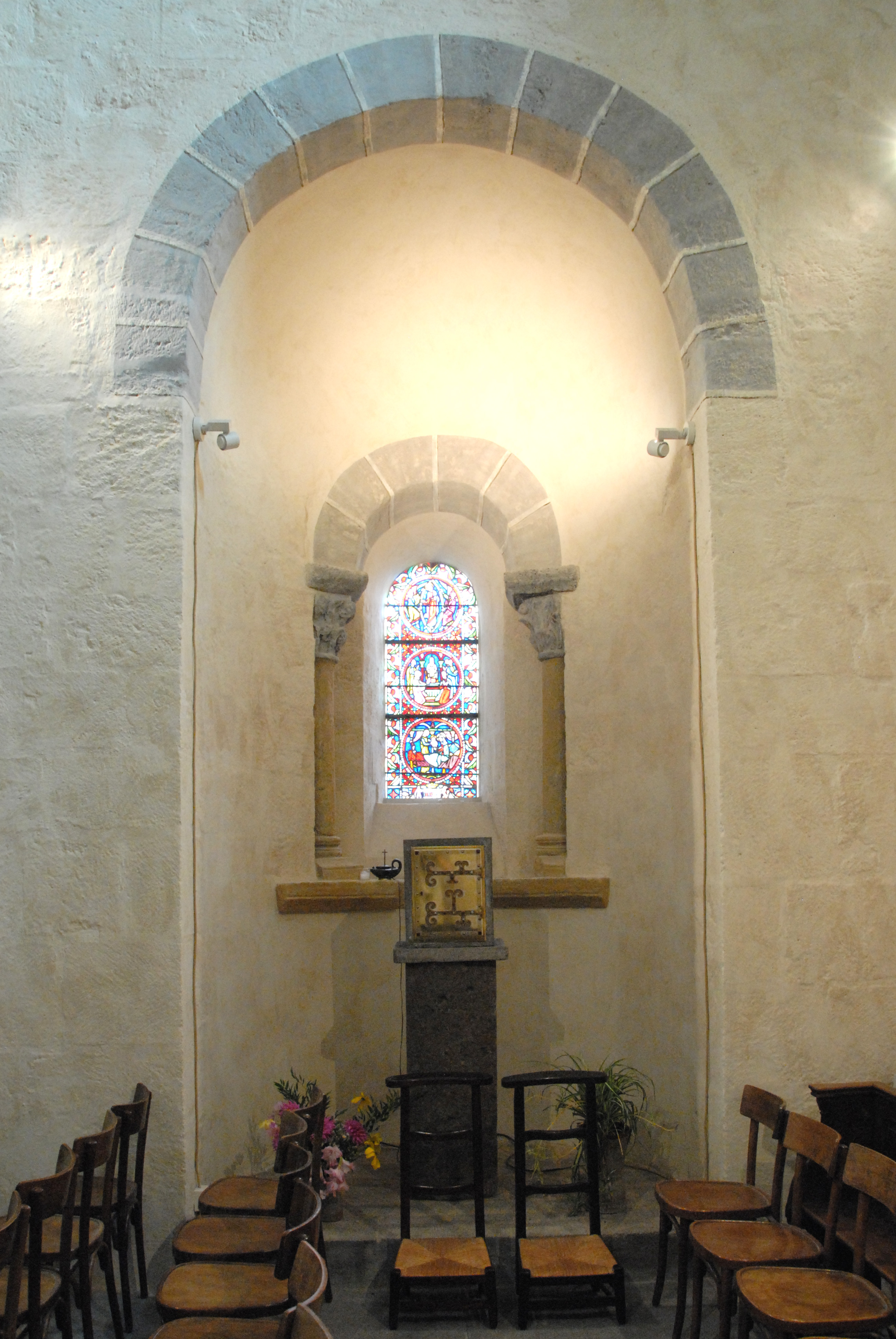
Chapelle du bras sud du transept.
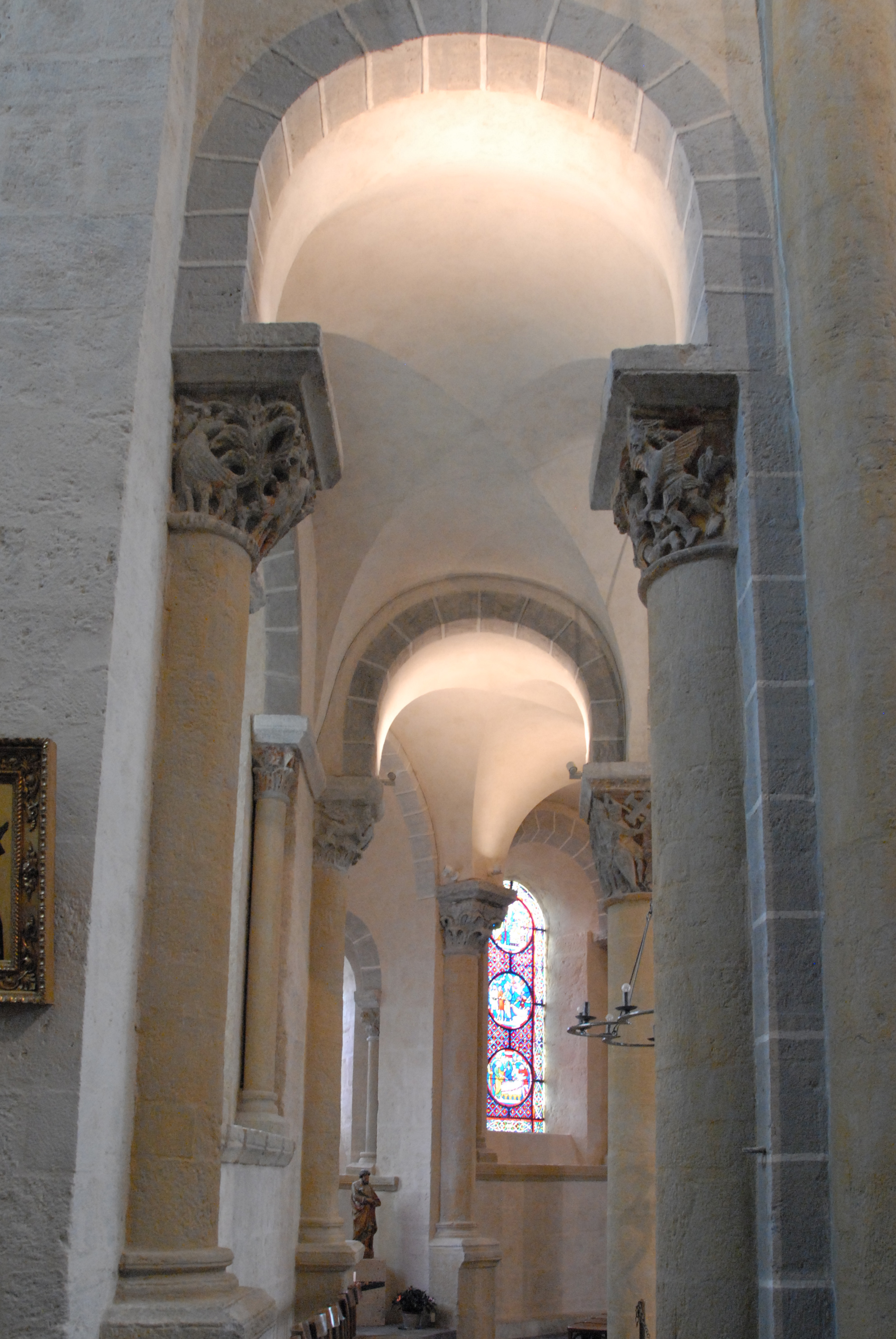
Accès nord au déambulatoire.
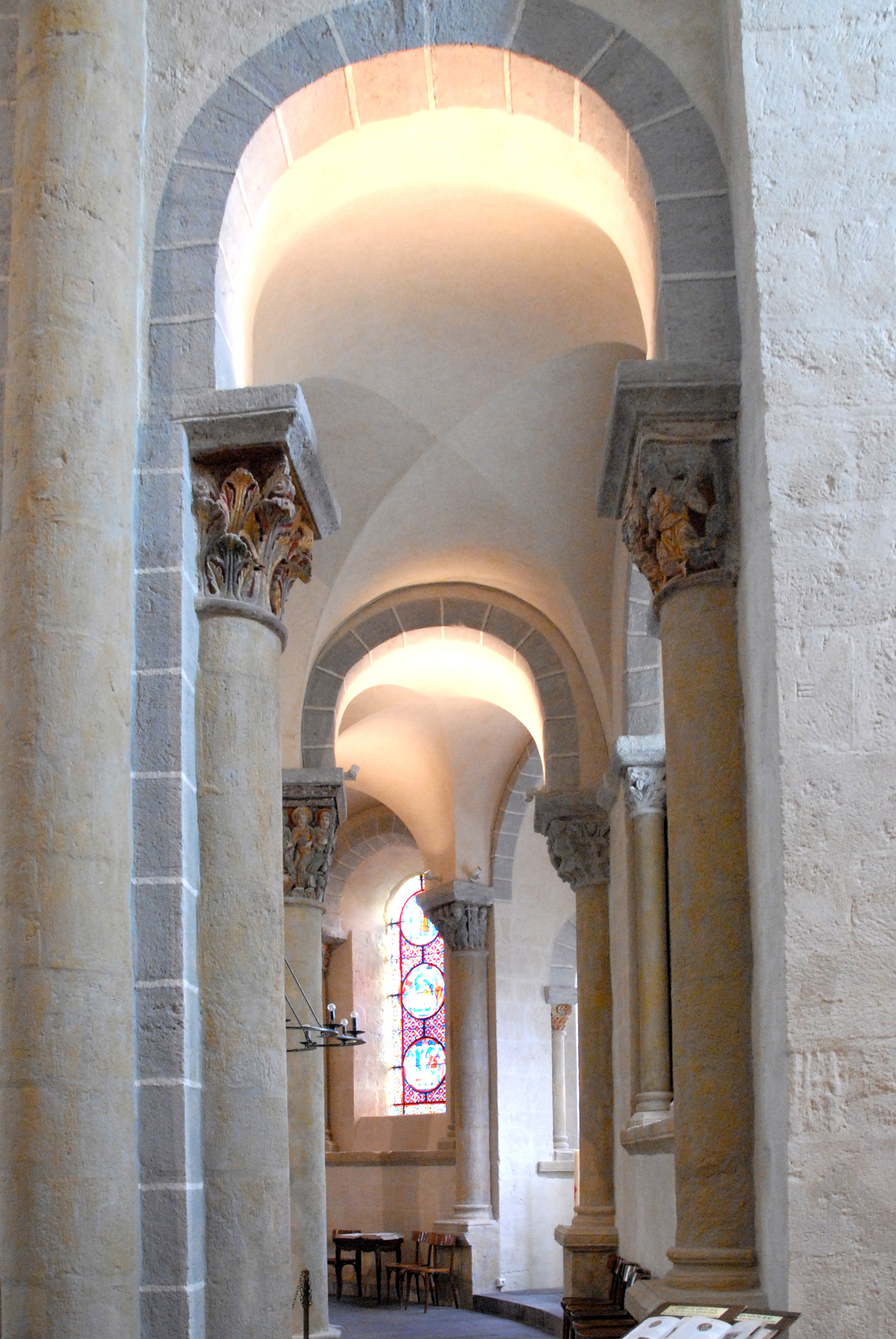
Accès sud au déambulatoire.

#### Chœur
Le chœur, voûté en cul-de-four, est entouré de six colonnes couronnées de chapiteaux historiés supportant des arcs surhaussés surmontés d'une deuxième série de baies, alternativement ajourées et aveugles. Le chœur était occupé par un autel tombeau, un reliquaire de grande taille pour célébrer sur les restes de saint Nectaire. La liturgie participait de cette mise en scène spatiale.
Les chapiteaux du rond-point représentent les Saintes Femmes au tombeau, la Passion du Christ, la descente aux limbes et la Transfiguration.
Un triplet de baies aveugles couvertes de deux arcs en plein-cintre encadrant un arc en mitre orne le fond de chaque croisillon du transept comme dans d'autres églises d'Auvergne.

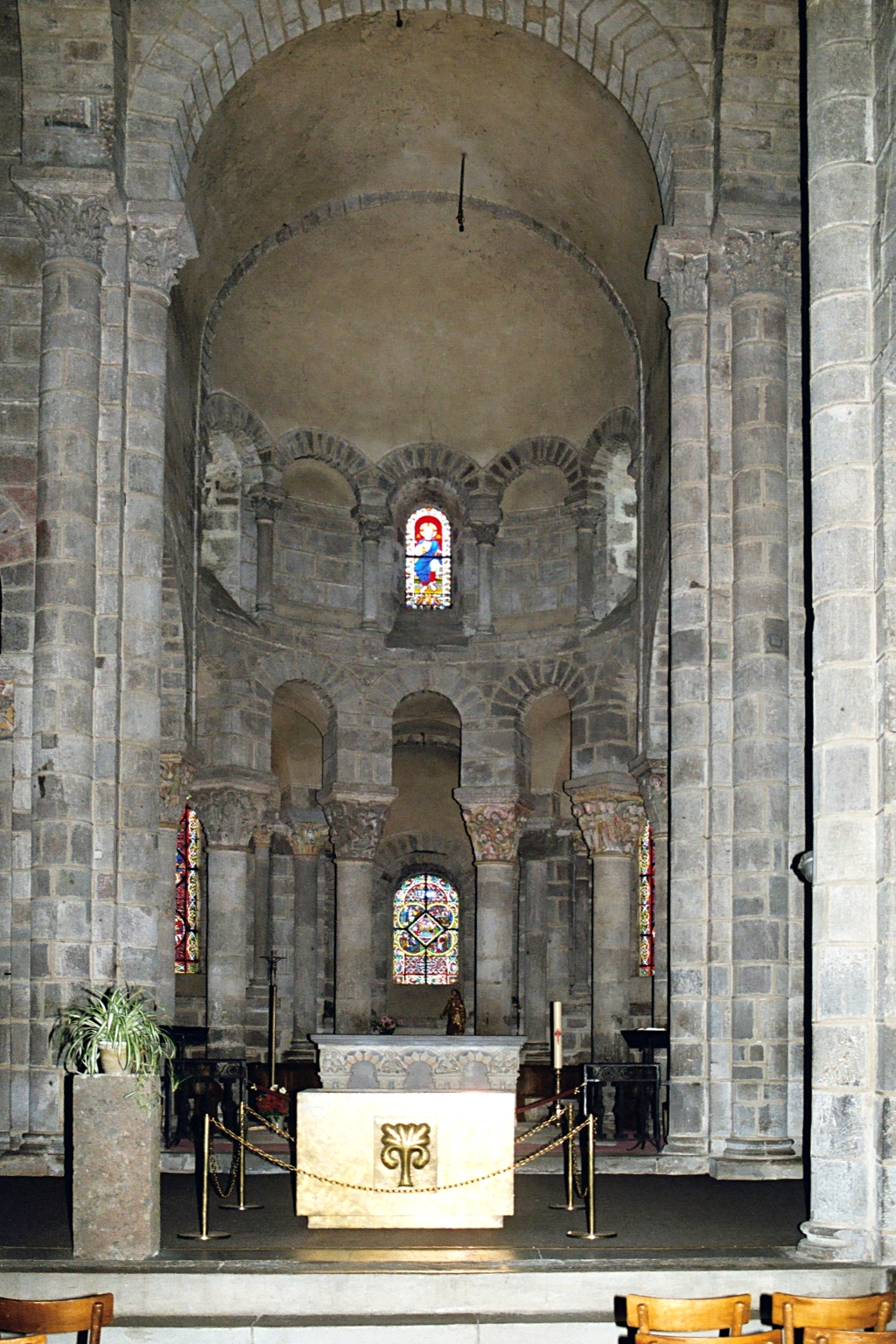
Le chœur.
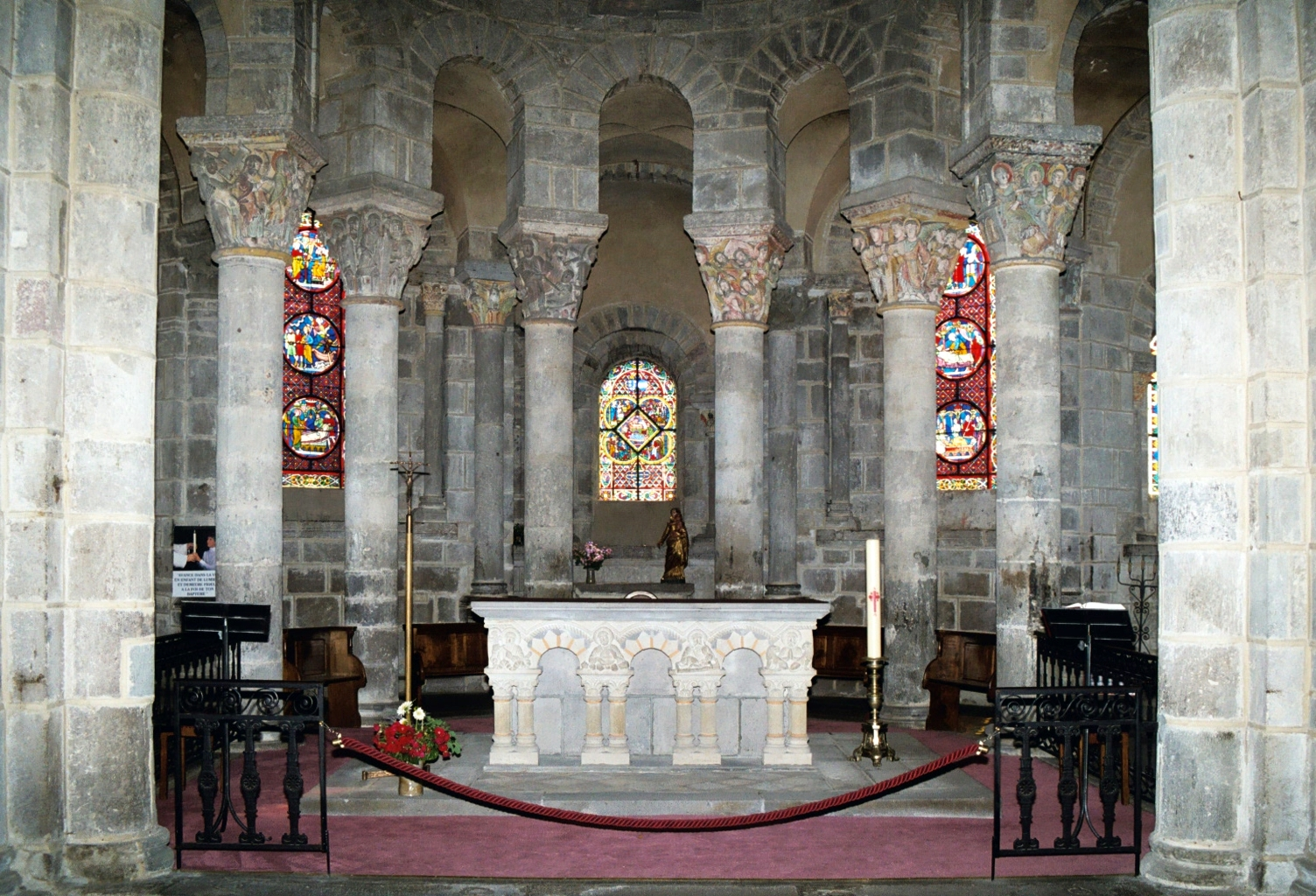
Les colonnes et chapiteaux du rond-point.
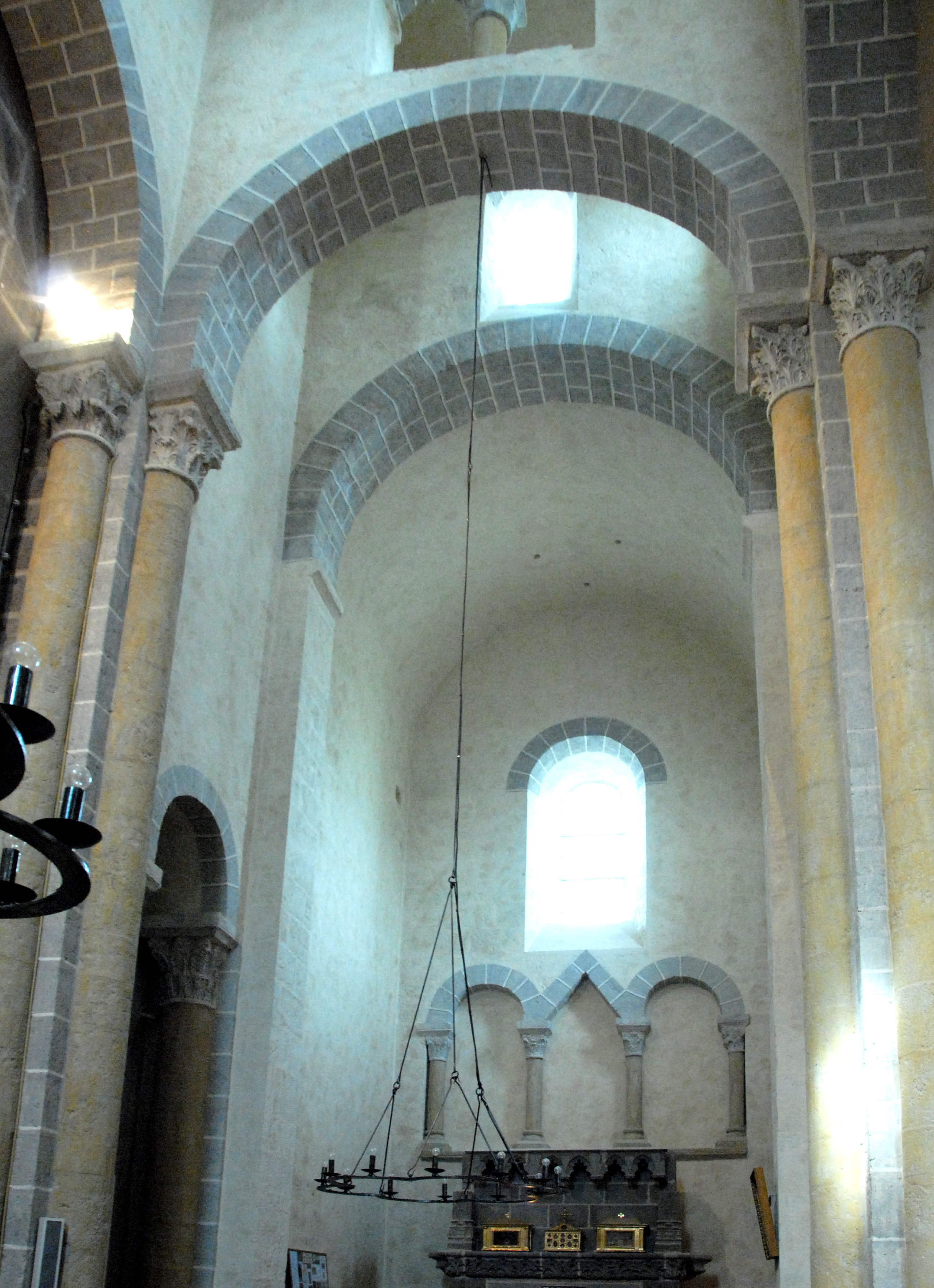
Triplet du croisillon nord.

## Décoration intérieure

### Chapiteaux historiés du déambulatoire

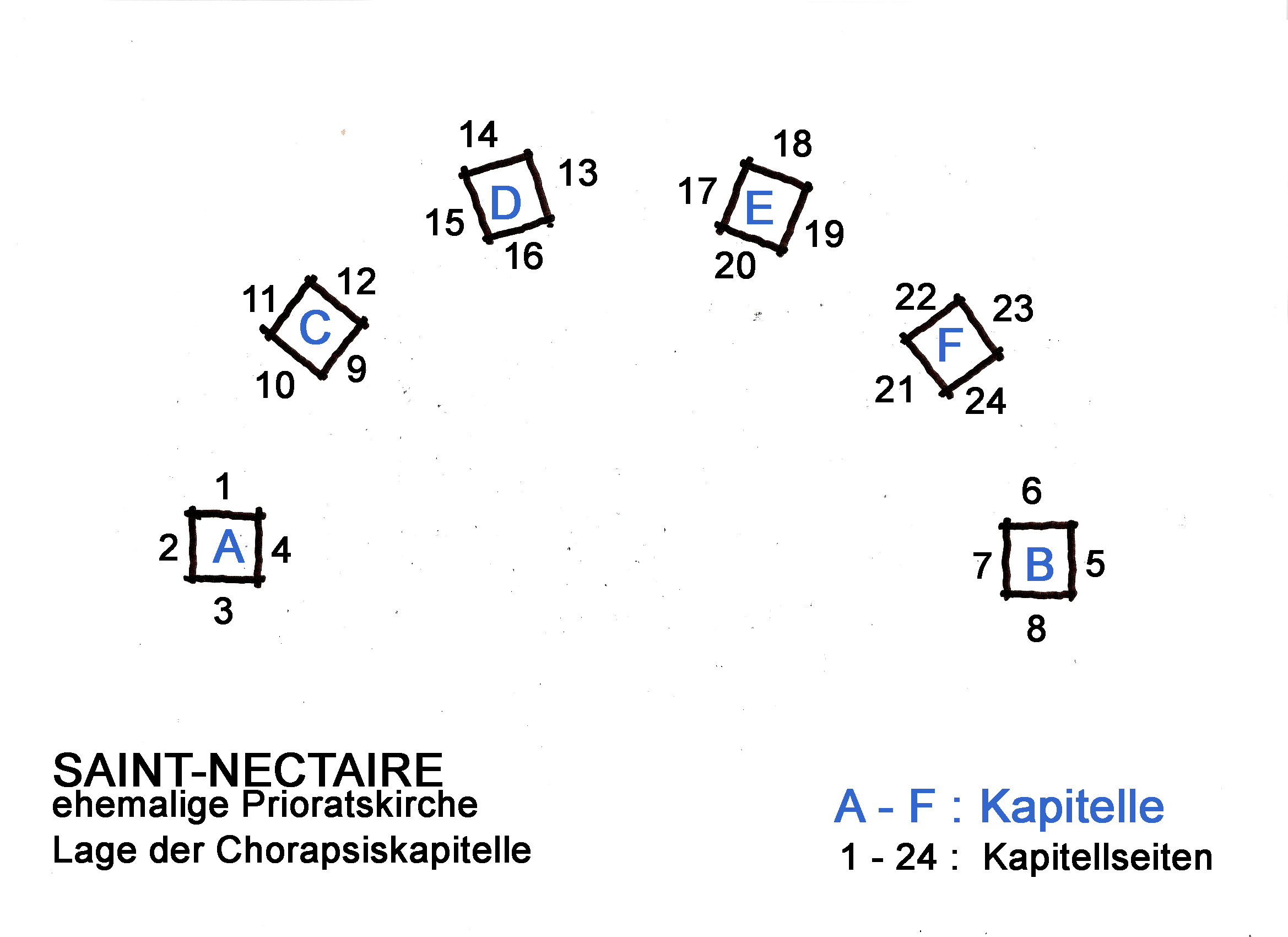
Emplacement des chapiteaux du chœur.

Les chapiteaux du déambulatoire étaient presque tous peints dans une polychromie intense, jusqu'à leur restauration de 2006-2007. Ils étaient recouverts de plusieurs couches de peinture, la dernière datant probablement du XVIIe siècle.
La restauration a mis au jour les versions les plus anciennes, qui n'ont cependant été conservées que par fragments, entre lesquels apparaît le fond de pierre dans des tons gris clair.

#### A. Scènes de la Passion

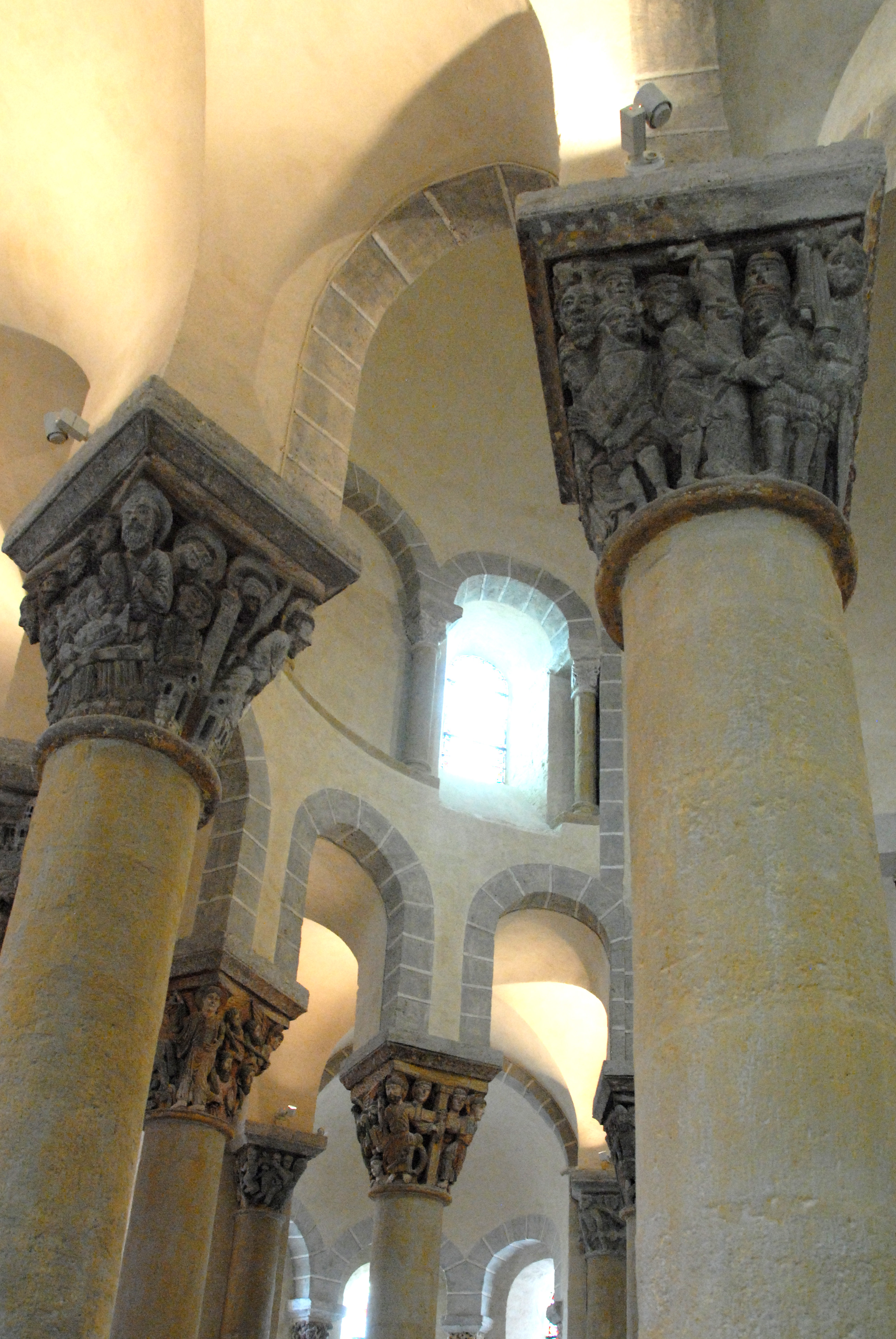
A 2 ; F 22-21. La Flagellation.

##### Face 1: L'Arrestation de Jésus sur le mont des Oliviers
Le Christ au centre de la scène guérit le soldat blessé par Pierre. Judas l'embrasse et les soldats le saisissent.

##### Face 2: La Flagellation du Christ
Jésus est attaché à un pilier, le haut du corps dénudé. Il est entouré de quelques soldats en grande tenue (cotte de mailles, casque, les épées levées) et fouetté par deux d'entre eux avec une verge en éventail qu'ils manient à deux mains.

##### Face 3: Le Portement de Croix
La scène est traitée par le sculpteur comme un cortège triomphal, comme la conclusion des épisodes de la Passion. Jésus (avec un nimbe crucifère) porte sur son épaule une lourde croix, qui est montrée ici en dimensions réduites. Il est poussé avec les mains et un bâton par les soldats qui le suivent.

##### Face 4: Le Christ ressuscité
Le Christ ressuscité des morts apparaît au disciple Thomas. Une personne non identifiable (Marie ?) occupe la partie gauche de la scène.

Chapiteau A
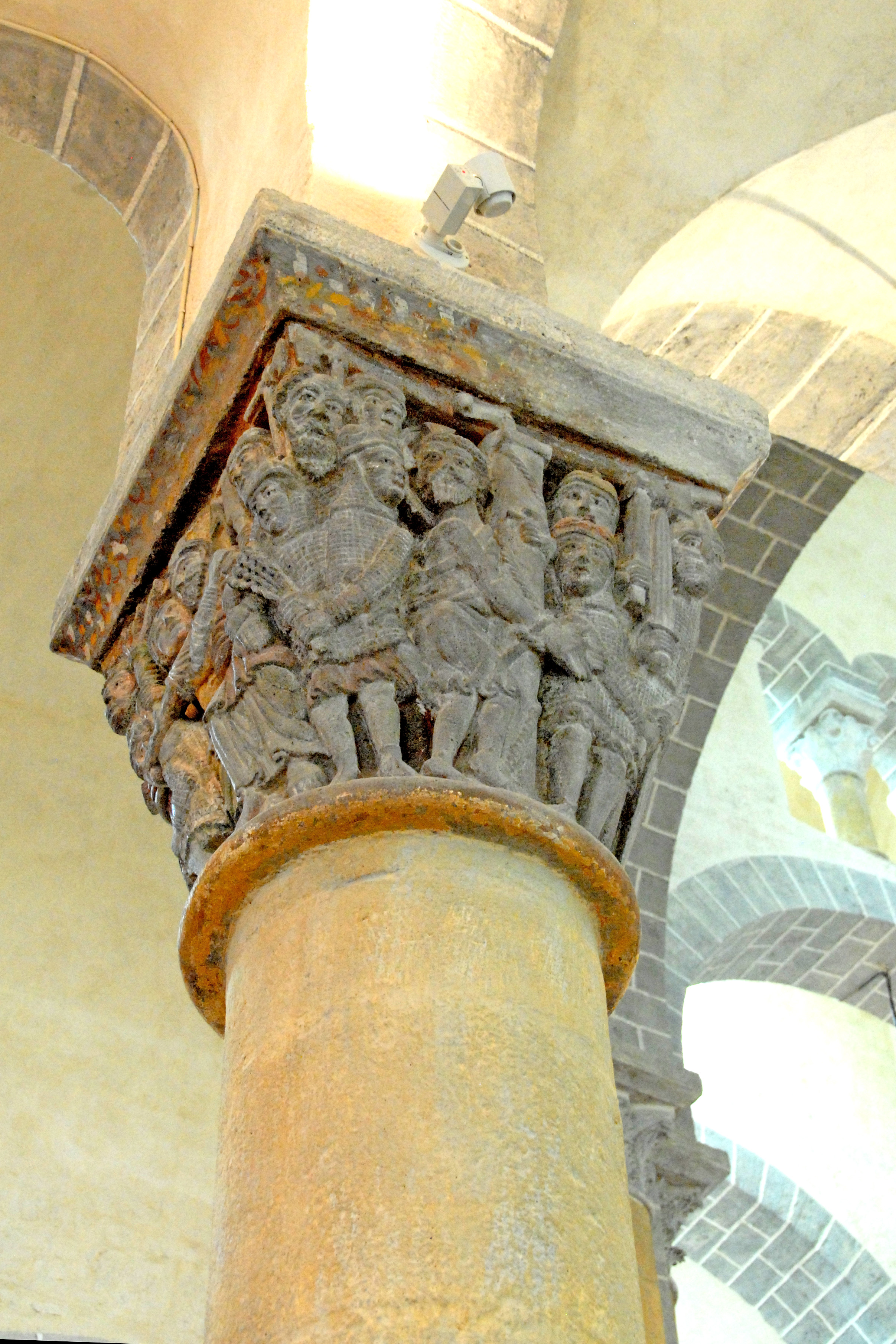
A 1-2. L'Arrestation, la Flagellation.
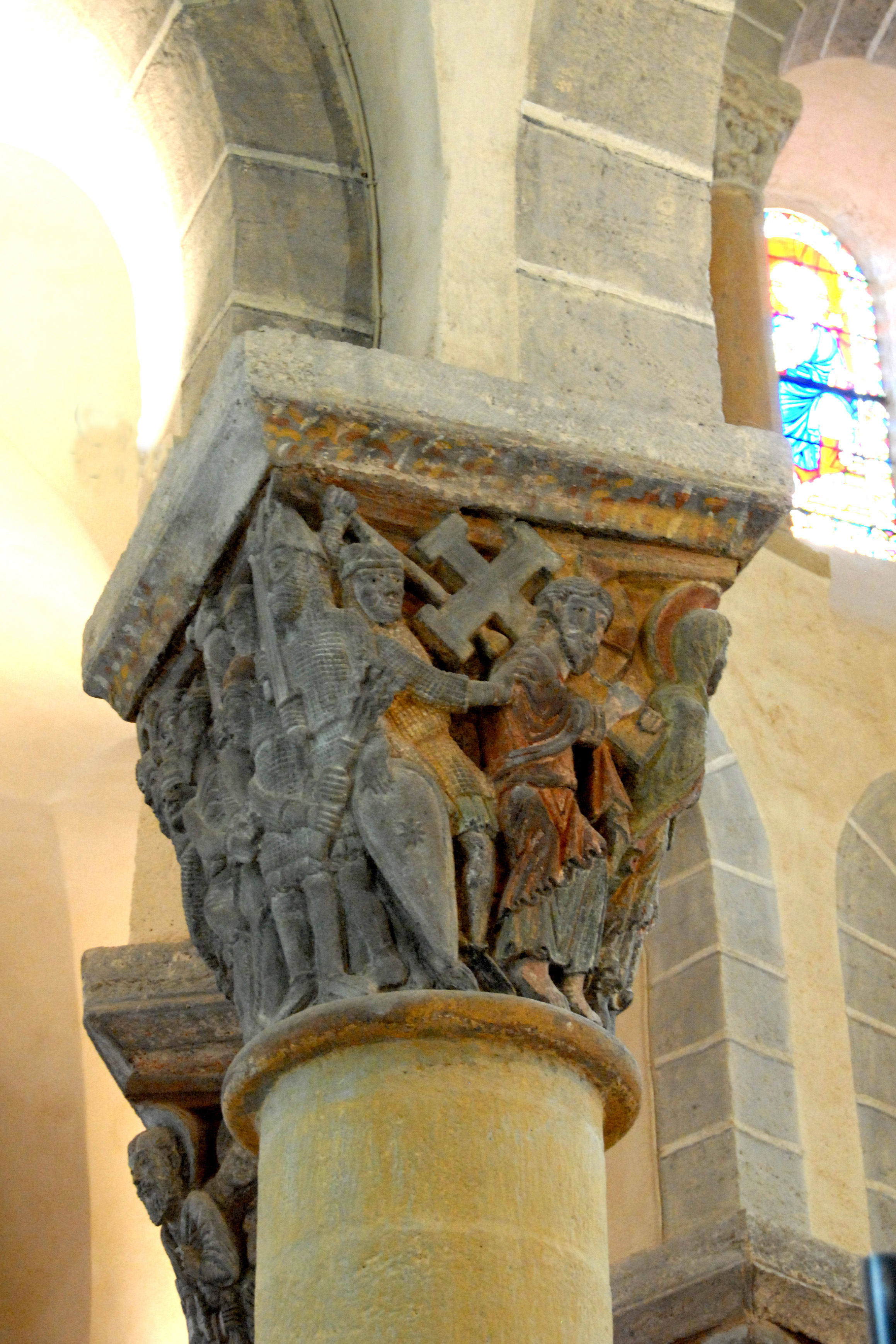
A 2-3. Flagellation, Portement de la Croix.
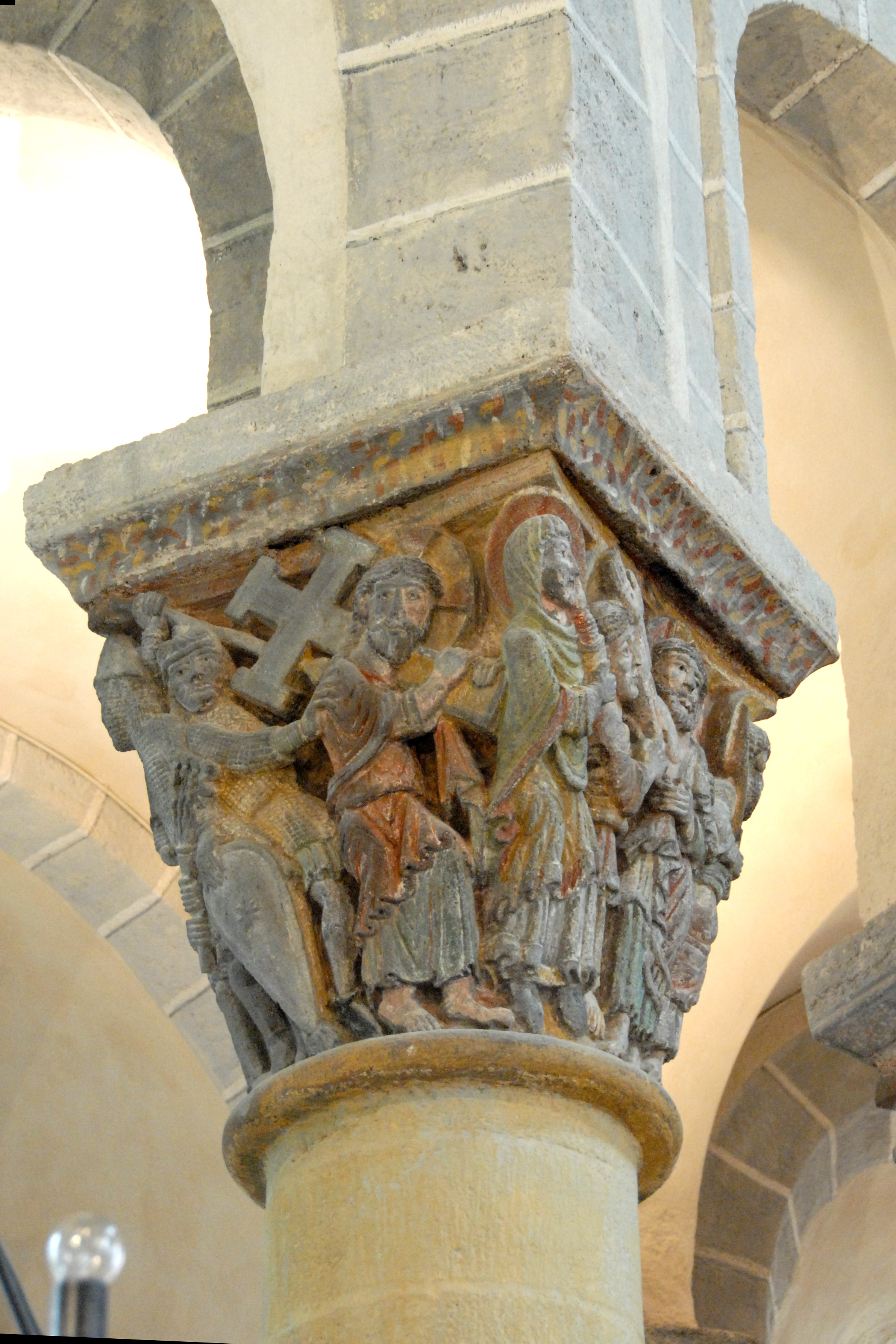
A 3-4. Portement de la Croix ; Résurrection, Thomas.
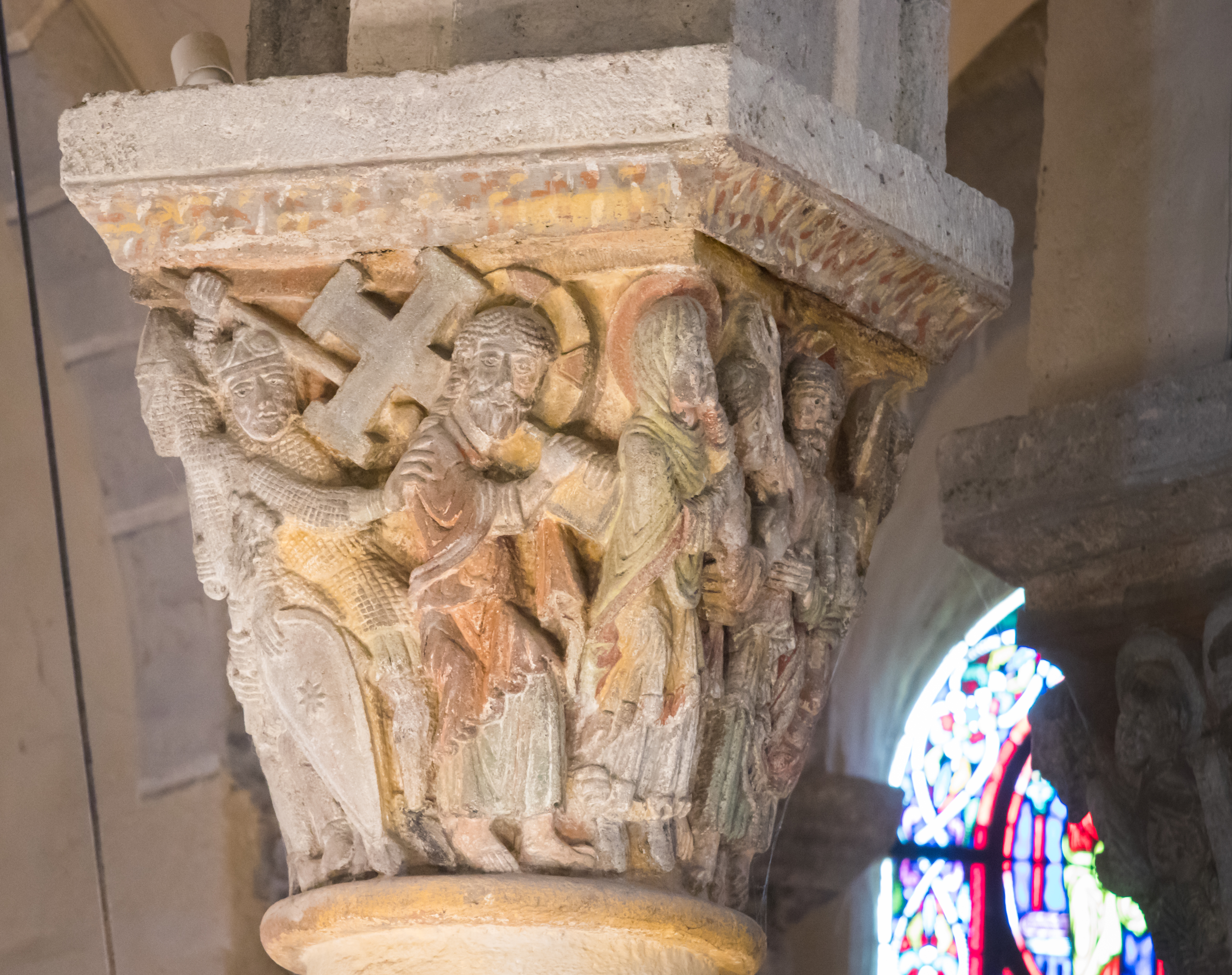
A 3. Portement de la Croix.
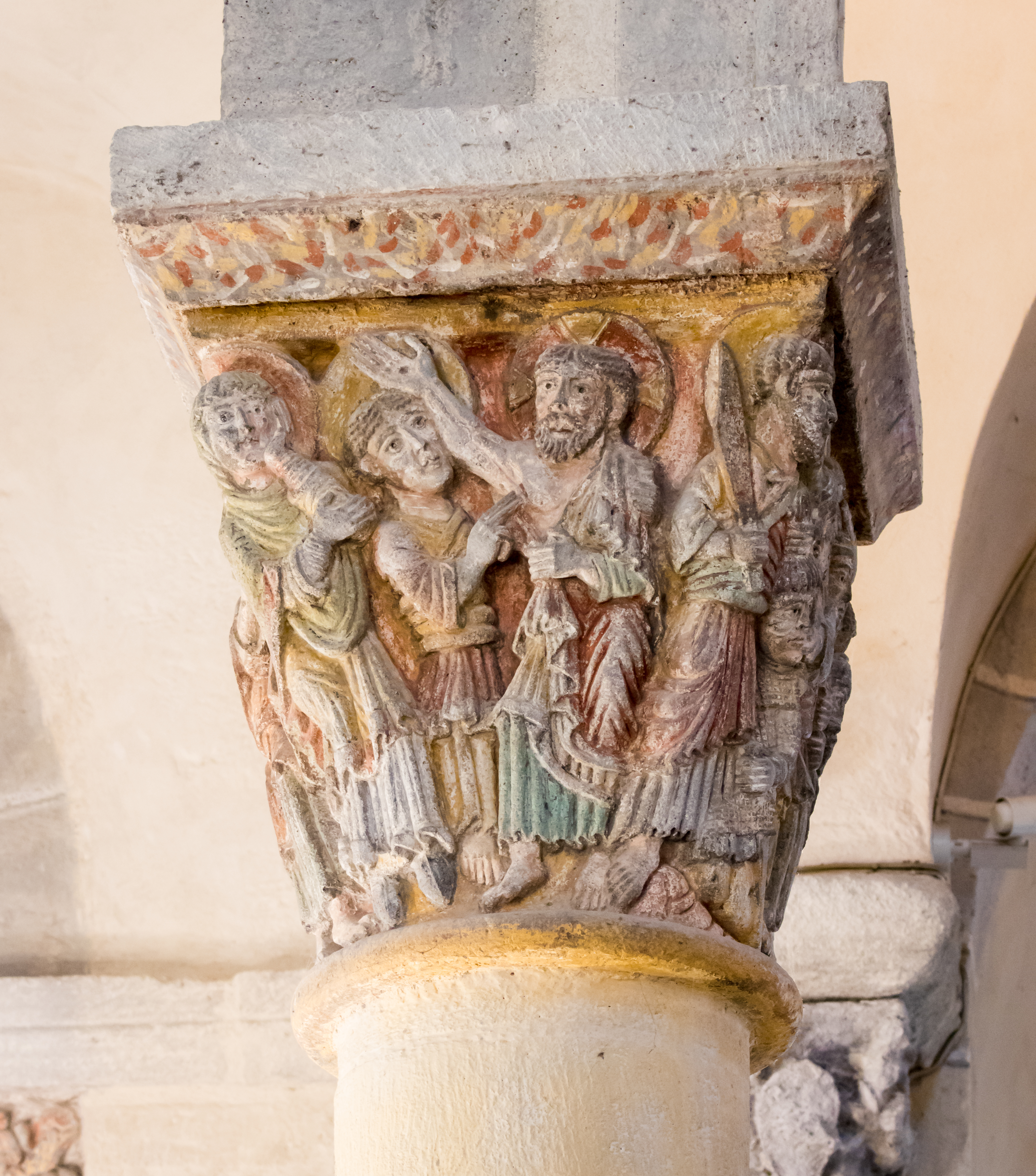
A 4. L'incrédulité de Thomas.

#### B. La Résurrection

##### Face 5: la descente aux Enfers
Le Christ pousse une porte de l'Enfer, le fût d'une croix tenu dans sa main droite. Il arrache Adam et Ève à la mort éternelle sous les yeux du diable.

##### Face 6: les soldats endormis
Les soldats endormis gardent le tombeau du Christ.

##### Face 7: le tombeau vide
Le tombeau se présente ici comme un édifice religieux, encadré par deux travées d'arcades, avec une tourelle assise sur le toit à pignon. Une lampe brûle sous les arcades, symboles de la présence divine dans l'église.

##### Face 8: les Saintes Femmes
L'ange de la Résurrection reçoit les Saintes Femmes le matin de Pâques. Ses pieds reposent sur la dalle funéraire en pierre, qui n'est plus sur le sarcophage. Son geste, la main gauche pointant vers le sarcophage et la paume droite vers le haut, révèle le récit de l'ange. Les trois femmes portent chacune une cruche d'argile.

Chapiteau B
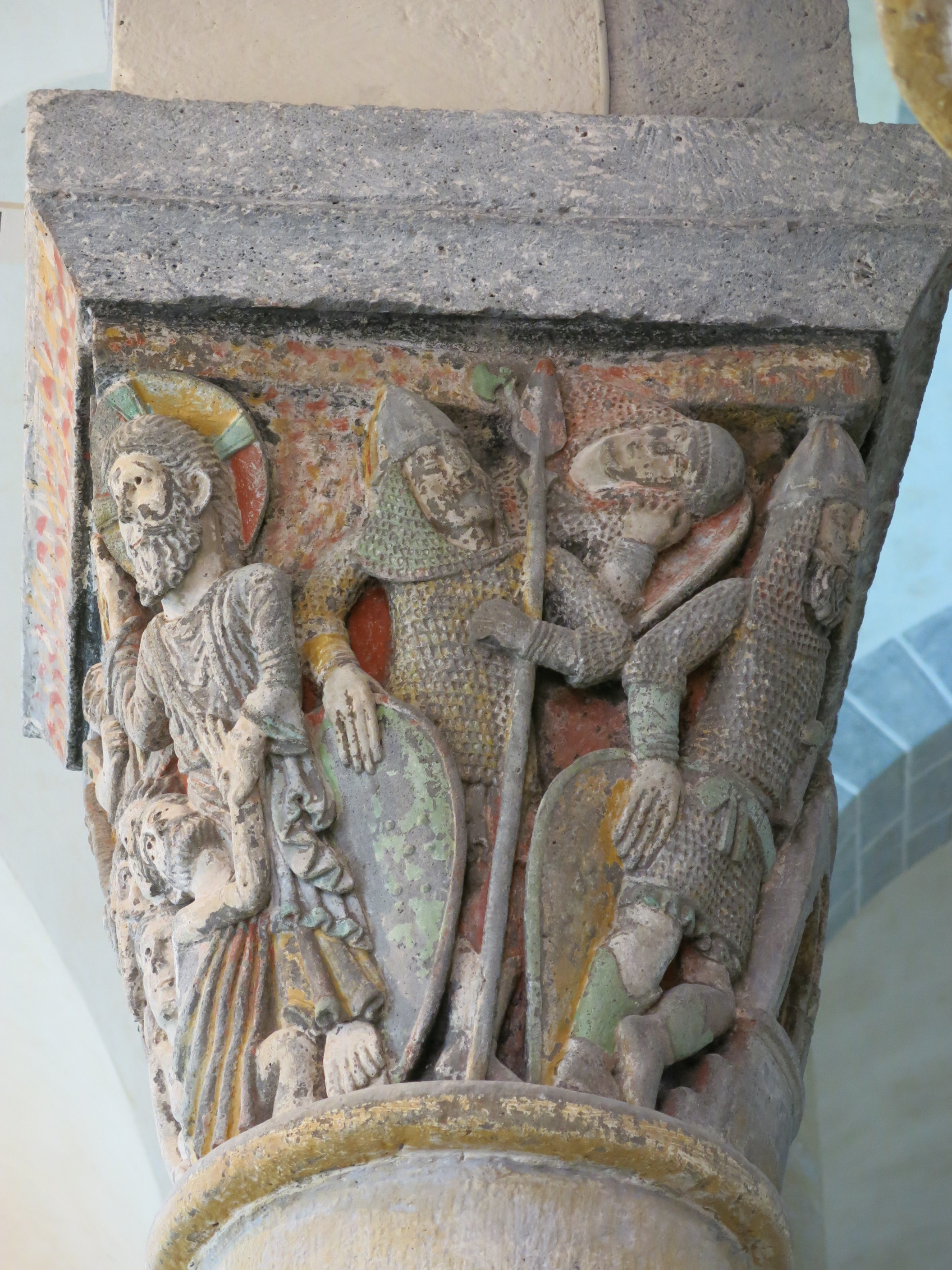
B 6. Les soldats endormis.
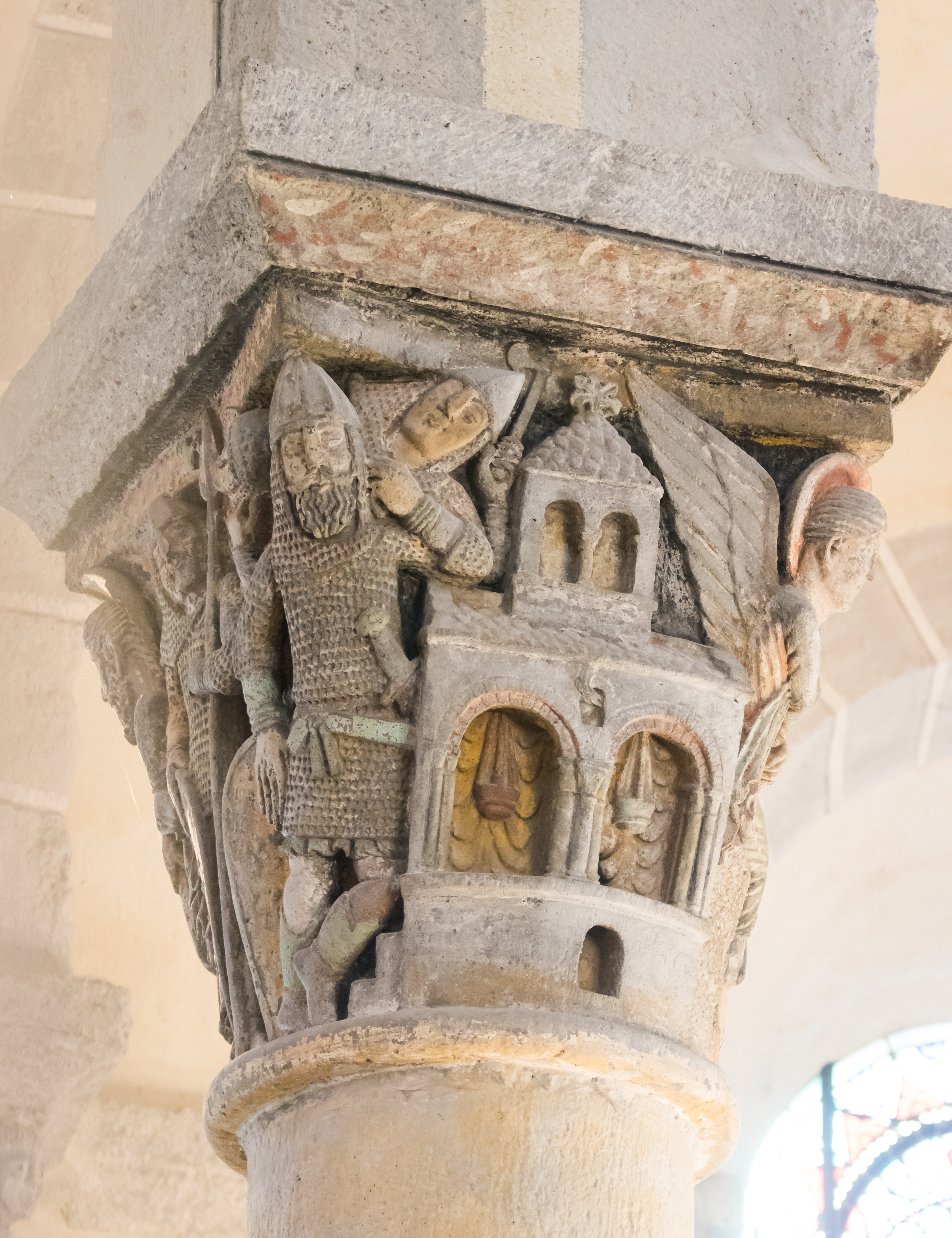
B 7. Le Tombeau du Christ.
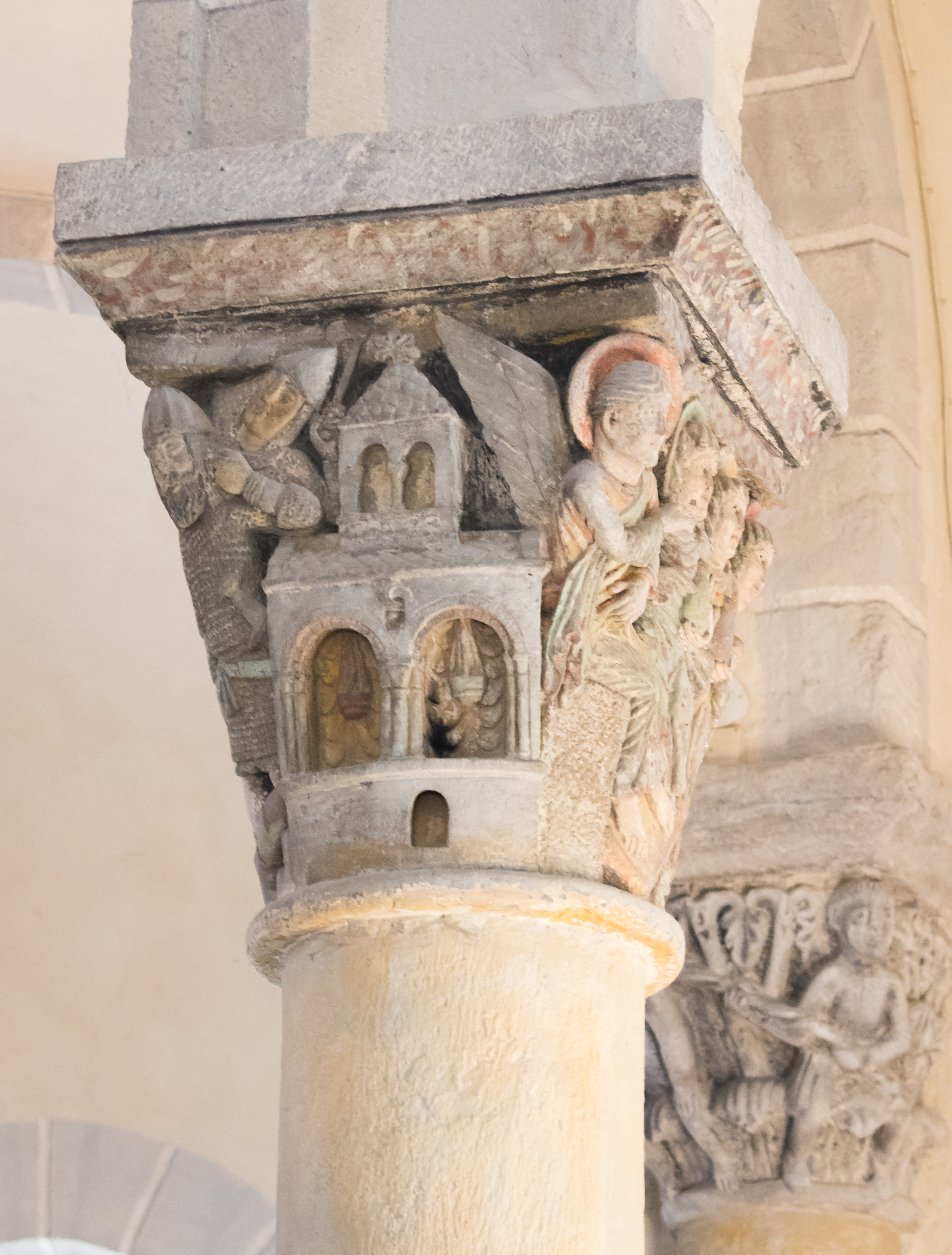
B 7. Le Tombeau du Christ.
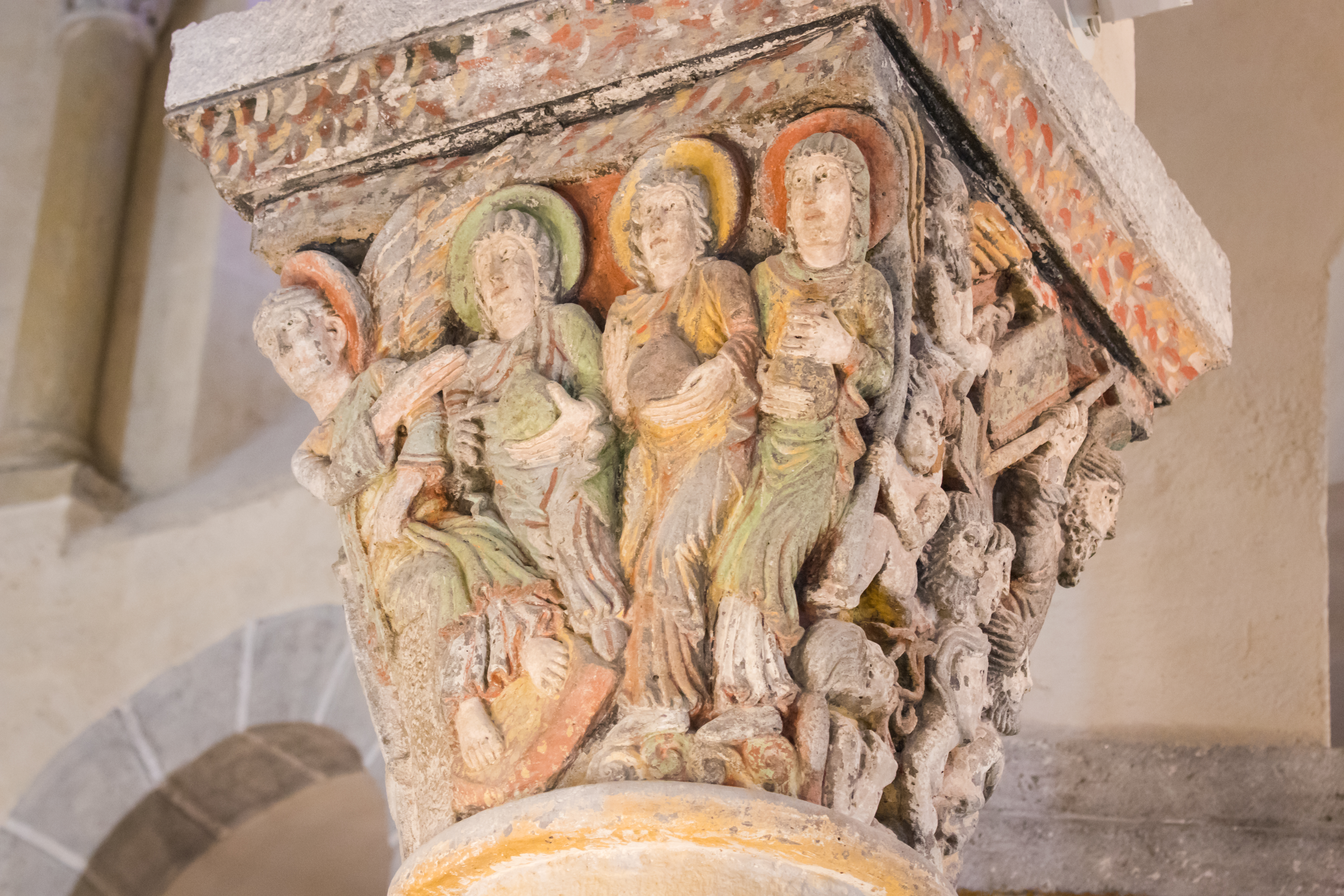
B 8-B 5. Les Saintes Femmes ; la Descente aux Enfers.

#### C. La Transfiguration

##### Faces 9 et 10: la Transfiguration de Jésus
Au bord se trouve le Fils de Dieu glorifié appuyé sur la croix à longue tige avec laquelle il a poussé les portes de l'Enfer. De chaque côté de lui se trouvent Moïse et Élie tenant des parchemins portant les paroles de Pierre : « Dressons ici trois tentes ». Le sculpteur les a représentés comme trois églises, faisant peut-être allusion à celles construites par les croisés sur le mont Thabor. Jean et Jacques sont profondément endormis, à gauche de Jésus.

##### Face 11: La Multiplication des pains
Le Christ, reconnaissable au nimbe crucifère, est assis à une table dressée et entouré de quatre disciples. Il bénit cinq pains et deux poissons. Le repas liturgique est caractérisé par l'attitude solennelle des disciples, la nappe et les croix sur les pains. Le sculpteur a probablement vu des liens avec la Cène (Eucharistie).

##### Face 12: Ranulfo
Le nom de Ranulfo, inscrit sur la colonne qu'il tient dans ses bras, est retenu comme donateur (également fondateur) de l'église.

Chapiteau C
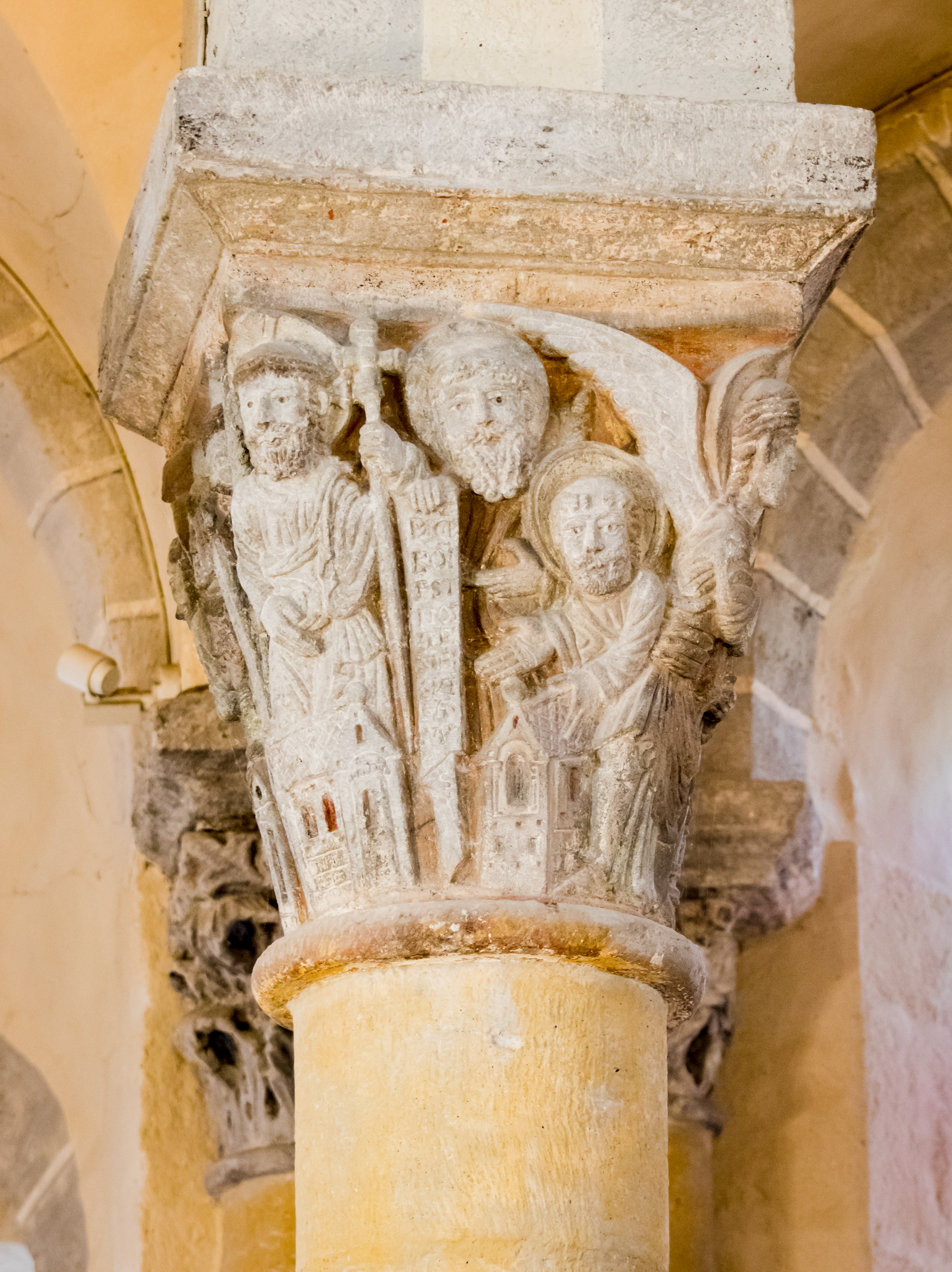
C 9. La Transfiguration.
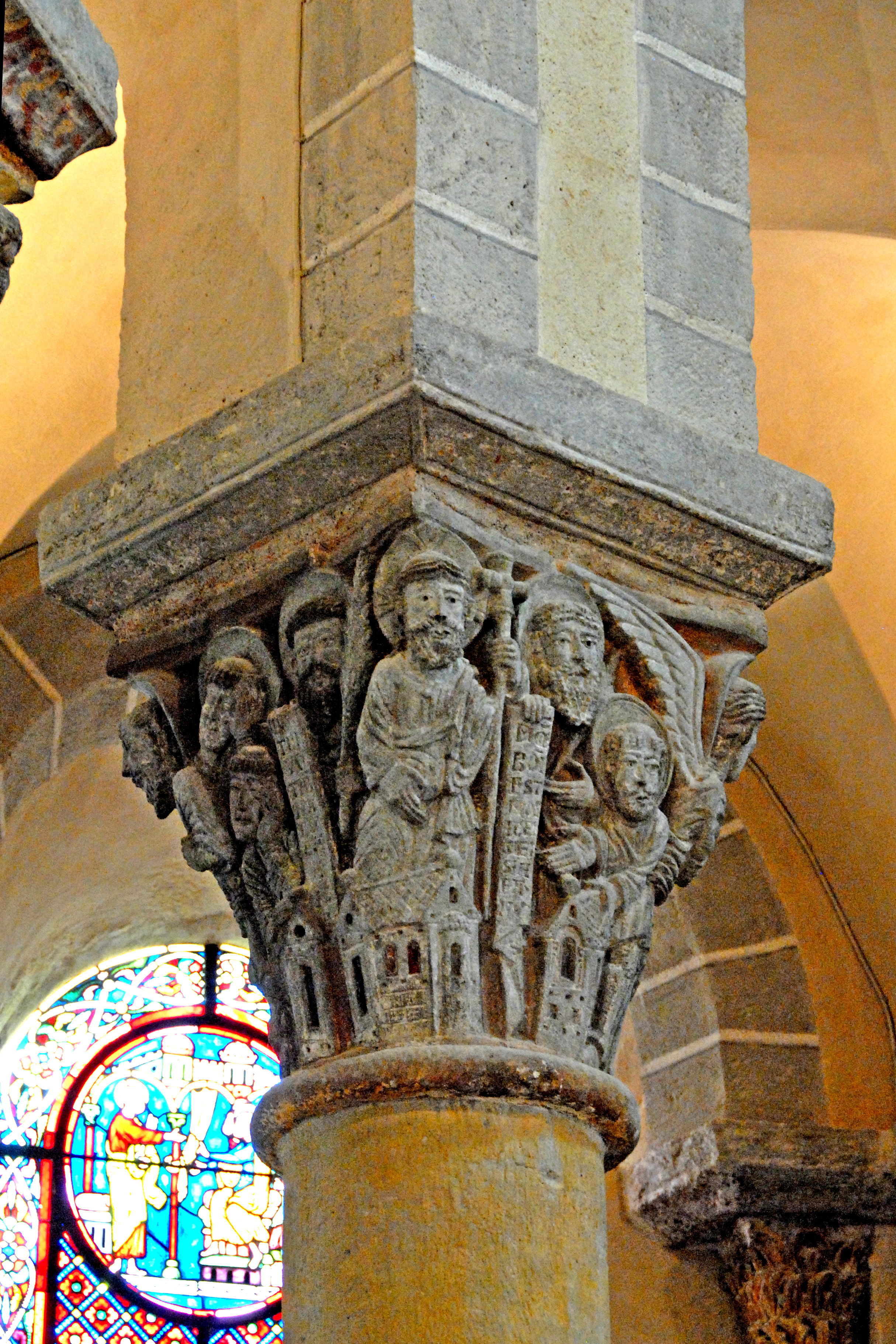
C 9-10. La Transfiguration.
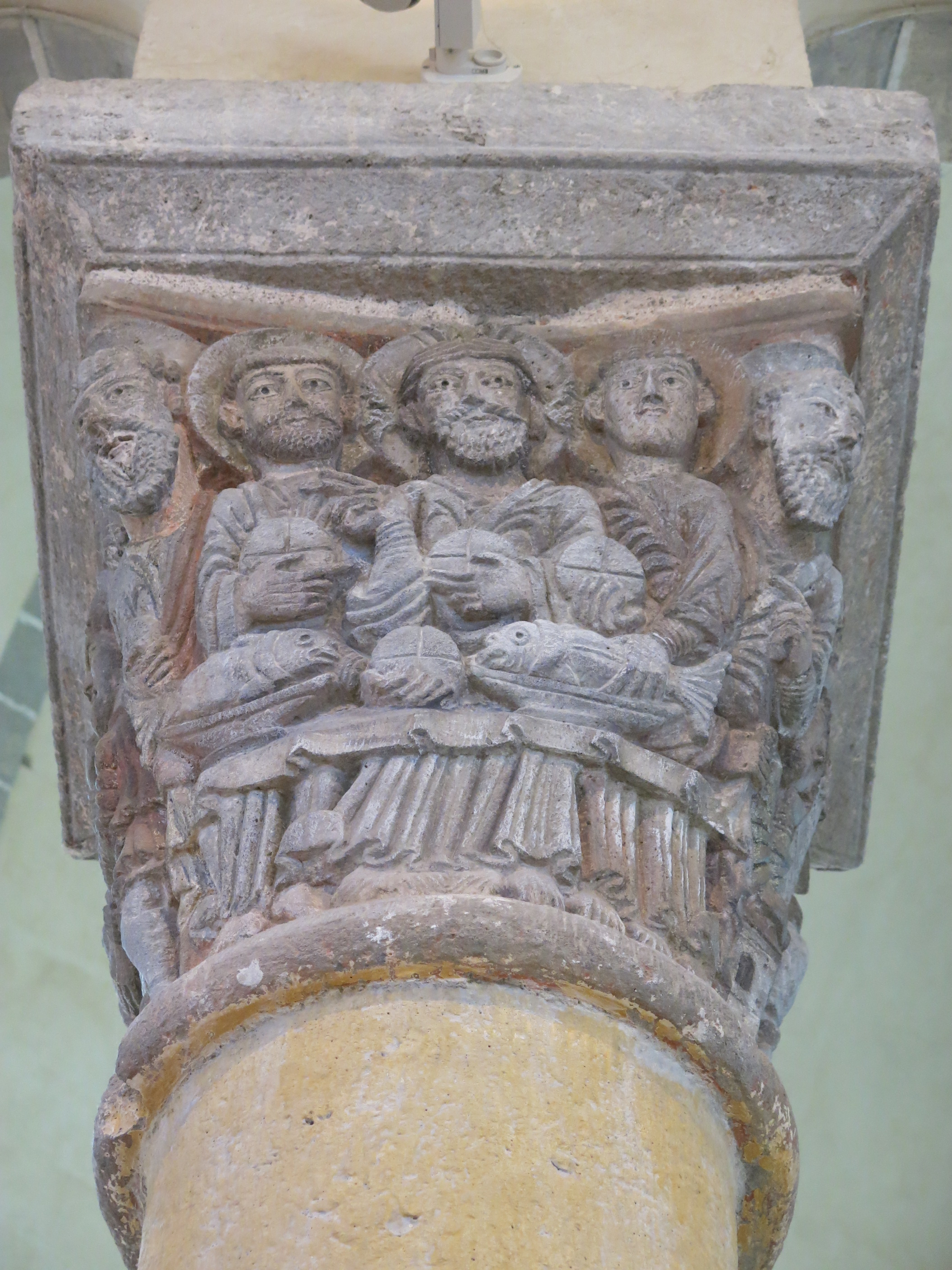
C 11. La Multiplication des pains.
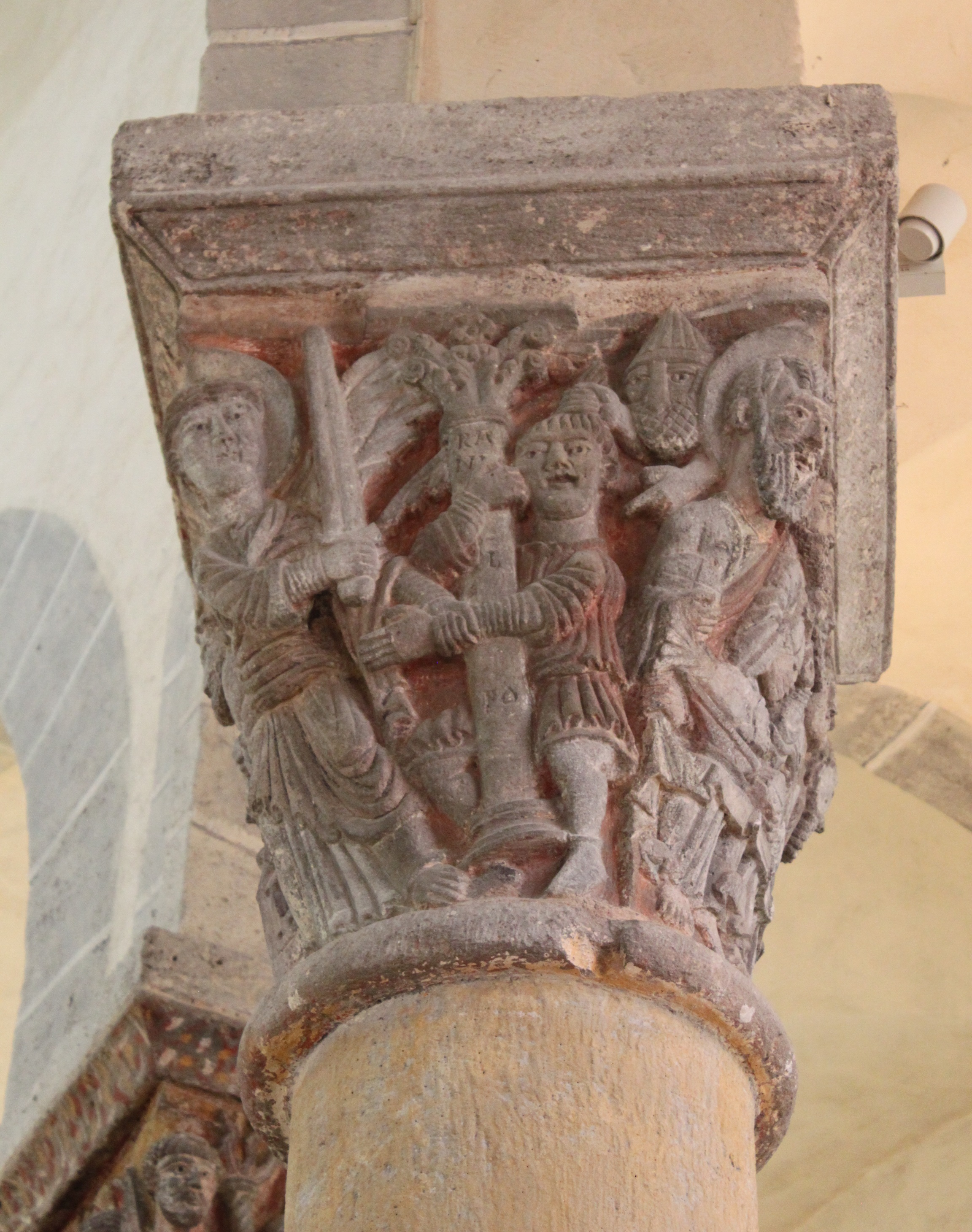
C 12. Ranulfo, fondateur et donateur de l'église.

#### D. Vie de saint Nectaire
Le chapiteau est dédié à la vie de saint Nectaire et raconte ses miracles.

##### Face 13: Sermon de Nectaire
Le sermon de Nectaire (?).

##### Face 14: Nectaire s'impose au diable
Nectaire oblige le diable à lui être docile. La croix du Christ de la Victoire en main, il force le diable, déguisé en passeur, à le transporter à travers le Tibre. Un ange qui approche ordonne au diable d'obéir à Nectarius.

##### Face 15: Résurrection de Bradulus
Scène de résurrection par Nectaire, qui se déroule au pied d'une église en construction avec des éléments de style roman auvergnat au sein d'une fortification de la ville. Saint Nectaire (nimbé) se penche sur le corps de celui qui s'est endormi.

##### Face 16: Bradulus sort de sa tombe
Résurrection d'un homme nommé Bradulus. Selon la légende, cela se passait à Augustonemetum (aujourd'hui Clermont-Ferrand). Lorsque le mort touche la croix, il ressuscite et sort vivant de sa tombe.

Chapiteau D
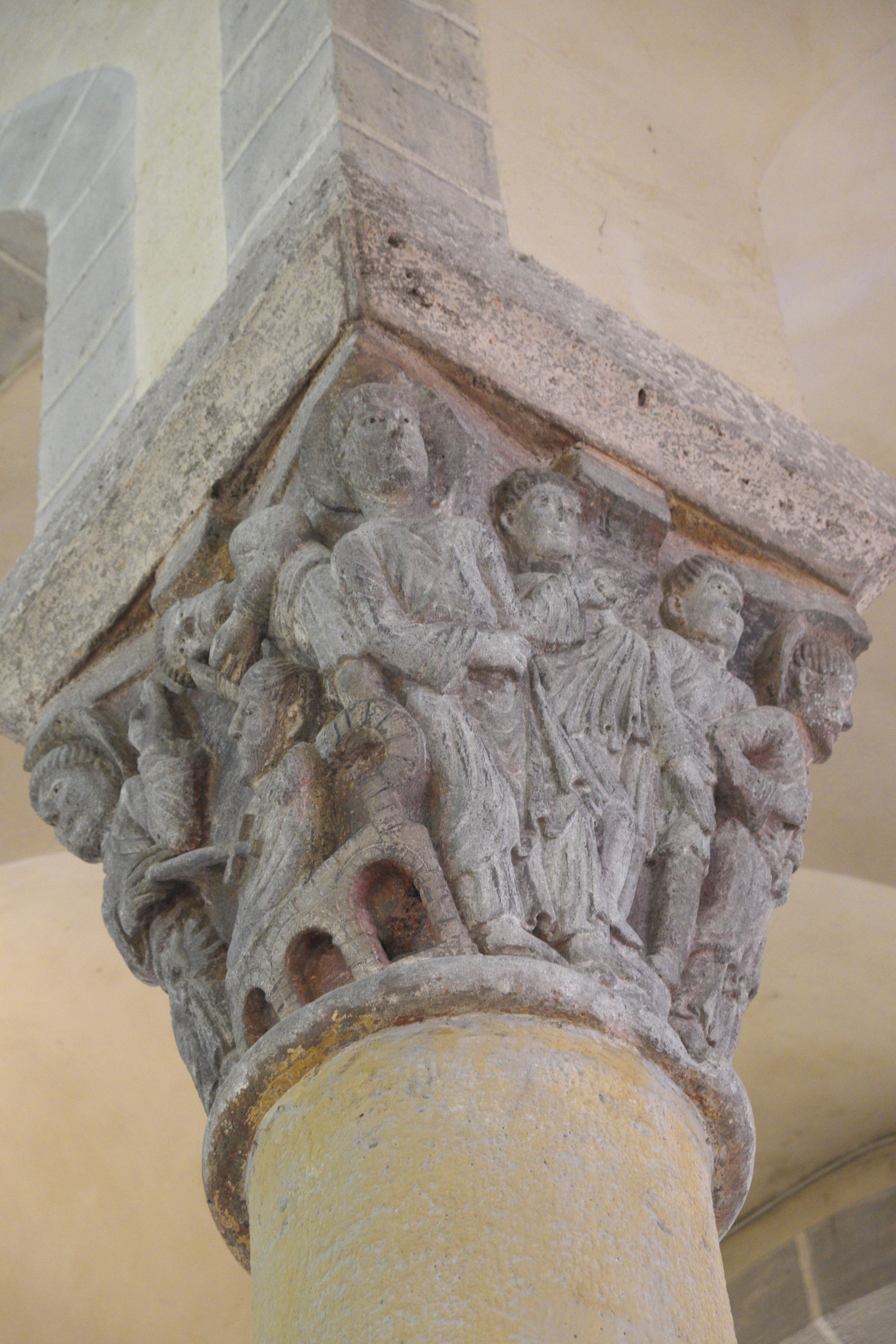
D 16 (Bradulus ressuscité) et D 13 (Sermon de Nectaire).
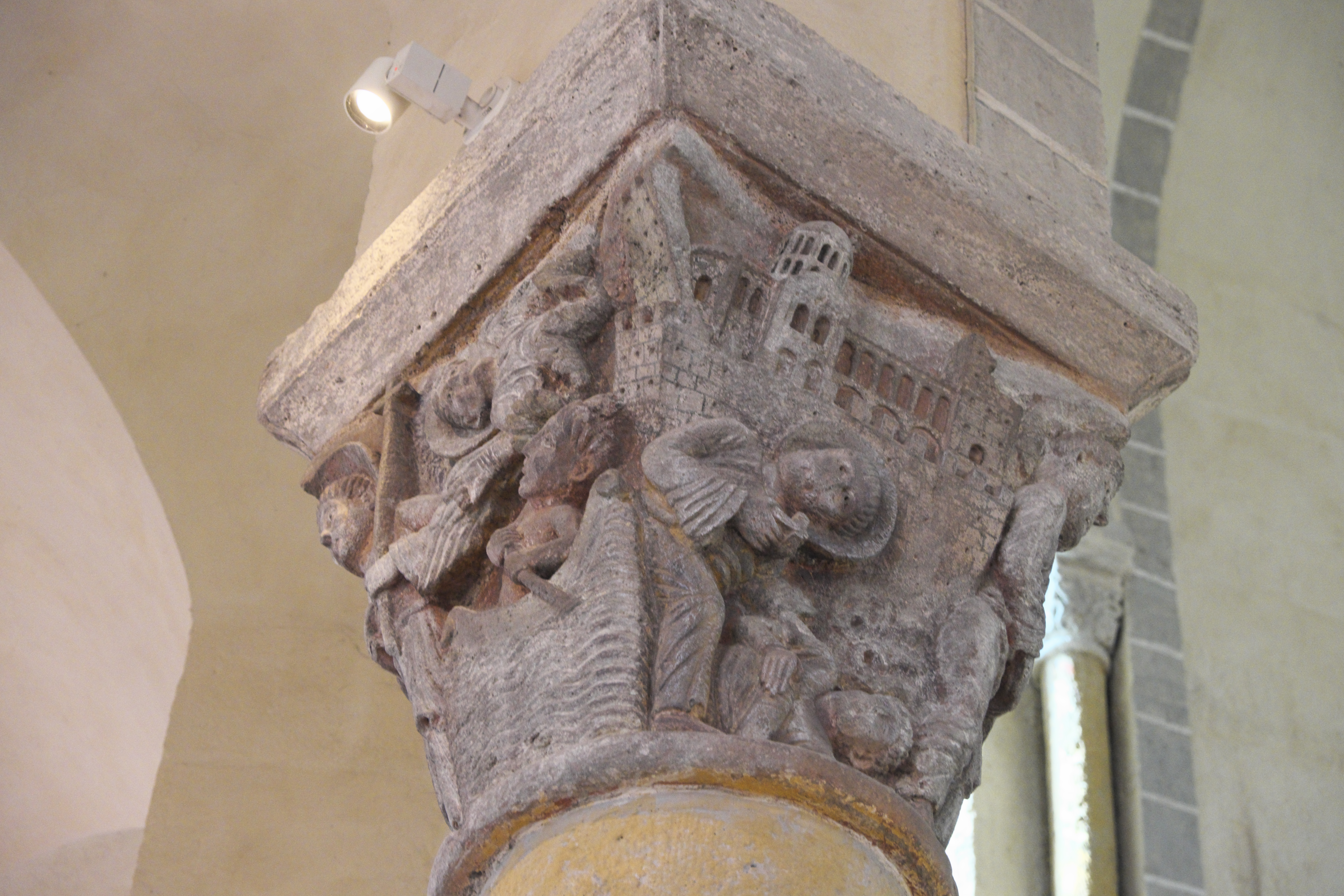
D 14 : Nectaire s'impose au diable. D 15 : Bradulus ressuscité par Nectaire devant l'église.
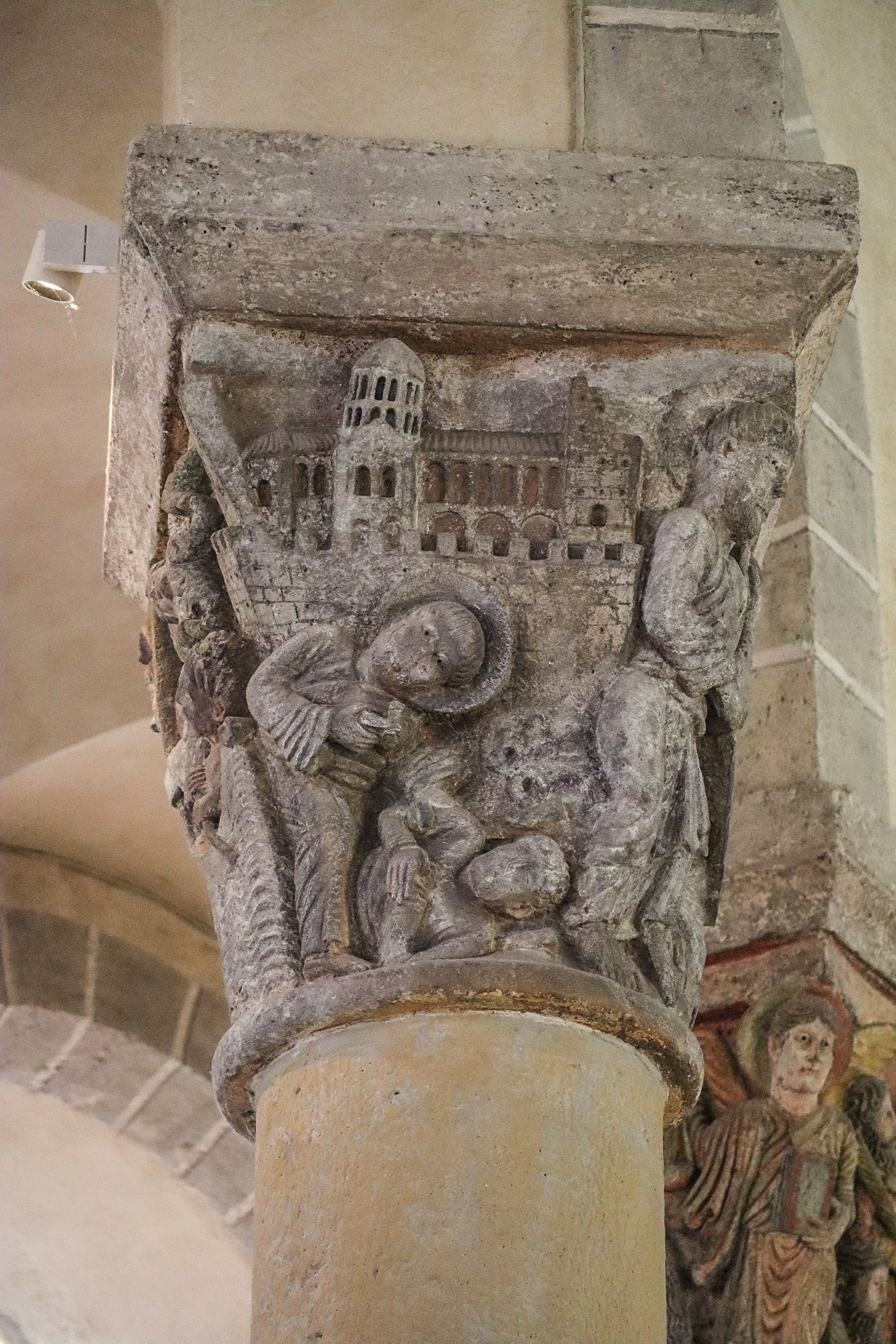
D 15. Résurrection par Nectaire au sein d'une église auvergnate.

#### E. Scènes de l'Apocalypse

##### Faces 17 et 20: La Pesée des âmes
L'archange Michel tient la balance des âmes sur laquelle sont pesés les actes de tous les hommes.

##### Faces 18 et 19: Le cavalier de l'Apocalypse
Il dit de lui : « J'ai vu un cheval pâle ; et celui qui s'est assis dessus s'appelle la Mort, et les Enfers sont allés après lui. Et ils reçurent le pouvoir sur un quart de la terre, le pouvoir de tuer par l'épée, la famine et la mort, et par les bêtes de la terre. » (Ap. 6:8)
Les fléaux sont ici symbolisés par des flèches agitées par le cavalier. Les personnes qu'il approche tombent à terre comme frappées par la foudre.

##### Face 20: les Martyrs
Les Martyrs se réveillent à la vie éternelle avec des feuilles de palmier dans leurs mains.

Chapiteau E
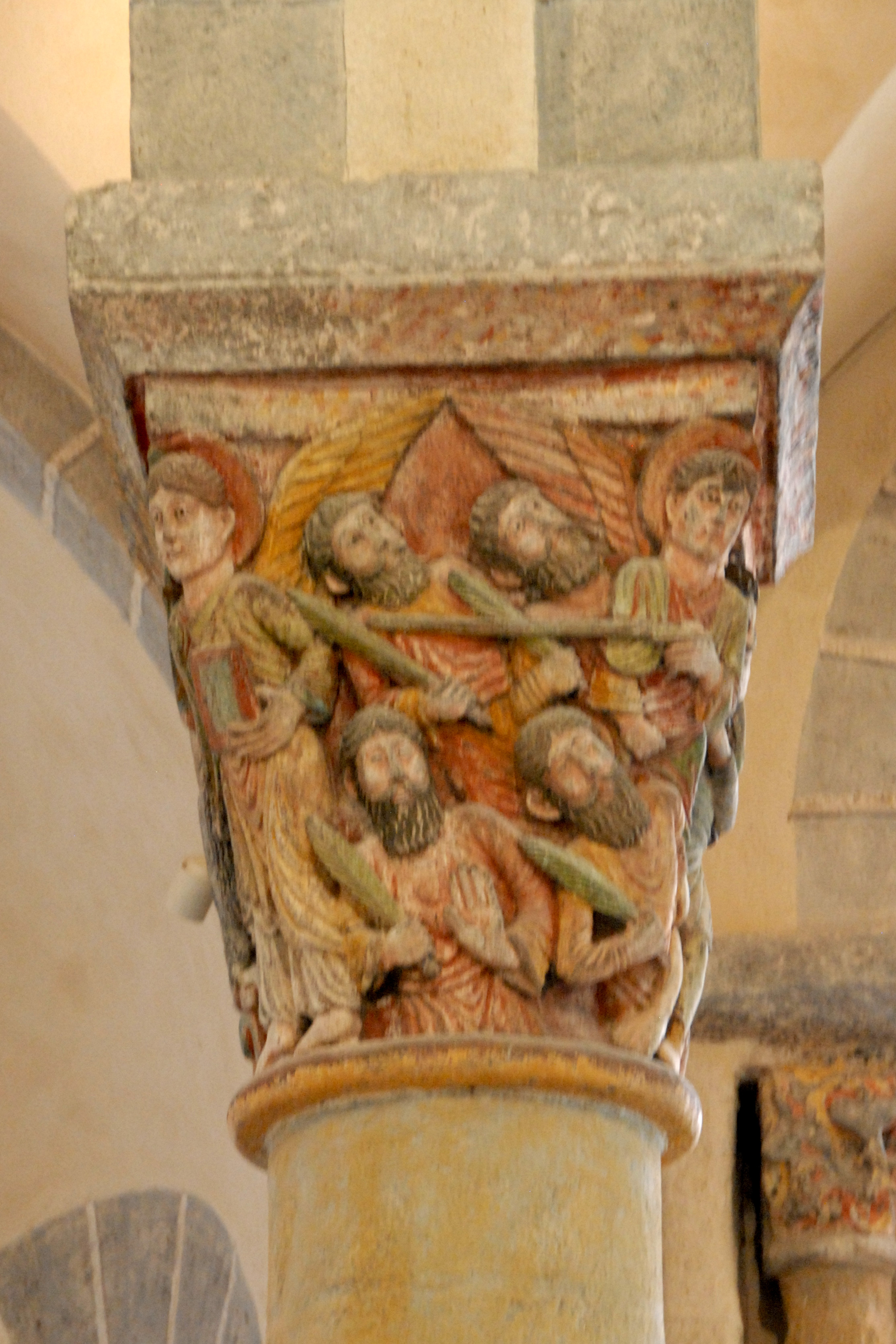
E 20. Les Martyrs.
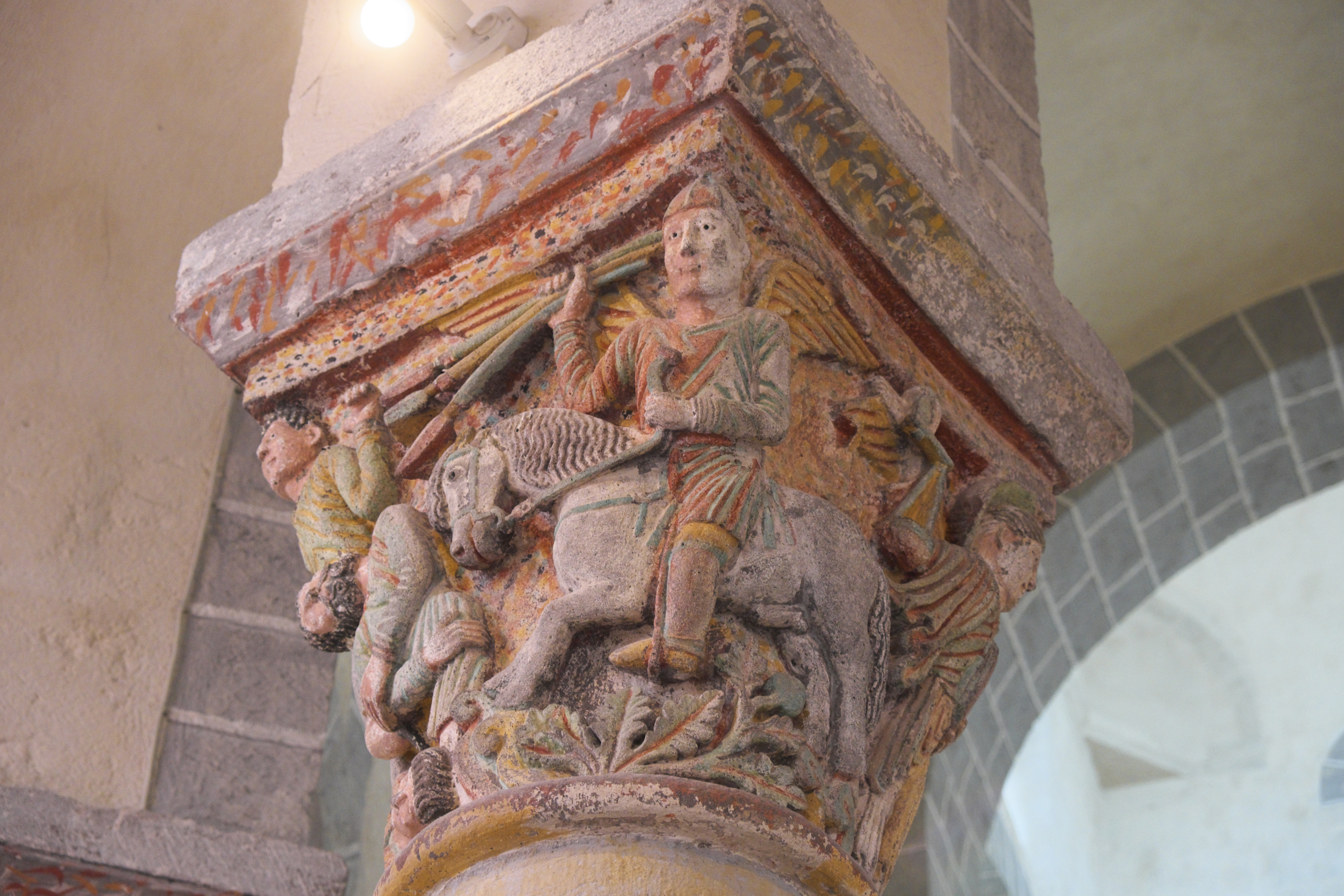
E 19-18. Le Cavalier de l'Apocalypse.
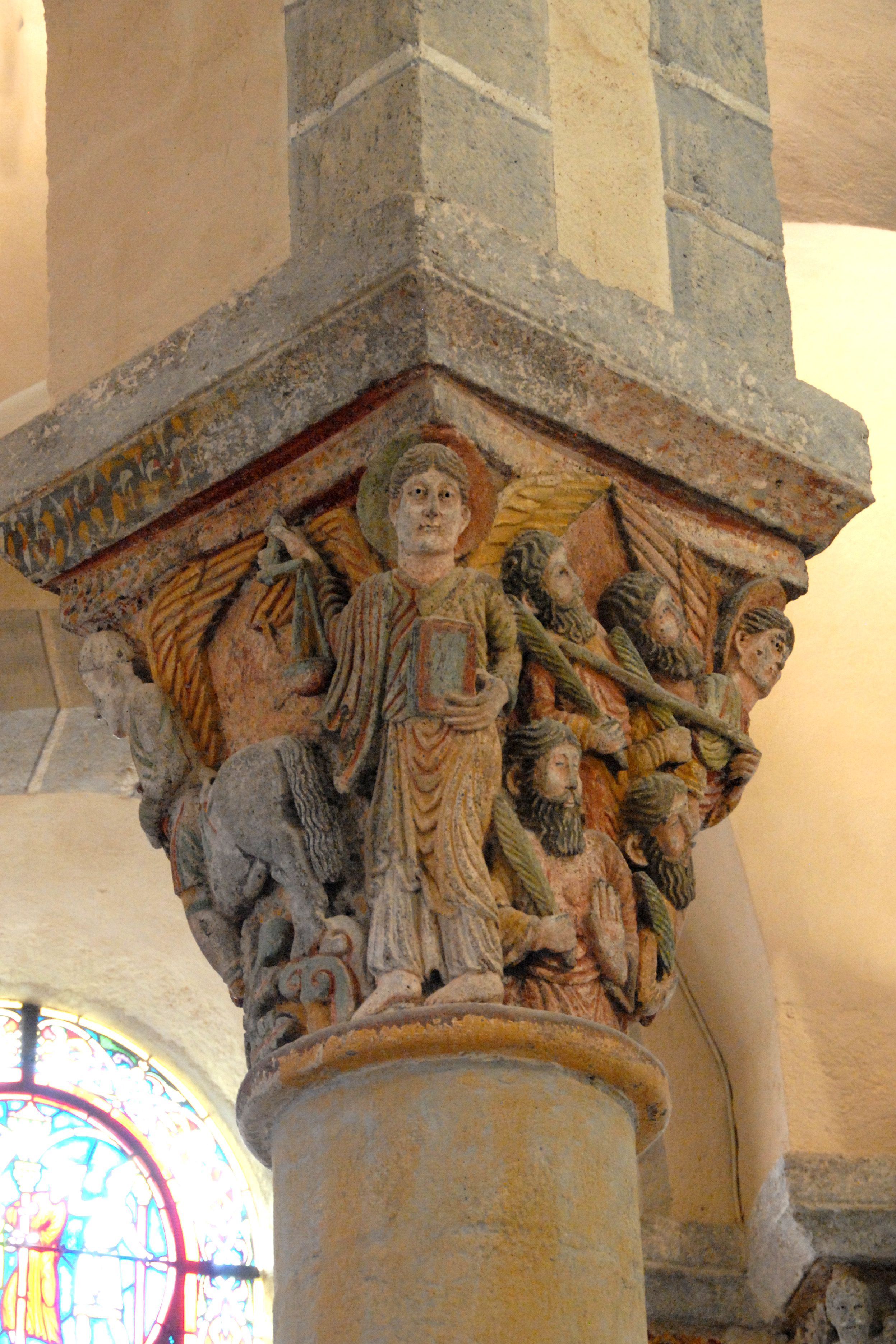
E 17-20. La Pesée des âmes ; les Martyrs.

#### F. Autres scènes de l'Apocalypse

##### Face 21: La Croix Glorieuse de la Victoire
La glorieuse Croix de la Victoire et Signe de Vie, ornée de pierres précieuses, est portée par des anges et ils la font apparaître dans le ciel. Sur le bord gauche du chapiteau, le Christ apparaît en juge du monde, tenant à la main les clous de la Crucifixion.

##### Face 22: Les Élus
Ils se tiennent à la droite de Christ.

##### Face 23: Le Jugement Dernier
Ici retentissent les trompettes du Jugement dernier. L'apôtre Jean rappelle la promesse de Jésus aux apôtres de juger les tribus d'Israël : il tient ouvert un diptyque sur lequel on peut lire : "JOAN(N)ES JVDI(CAT V)OS" (Jean vous juge).

##### Face 24: les Damnés
Ils sont représentés ici avec des traits désespérés, soutenant leur tête avec leurs mains.

Chapiteau F
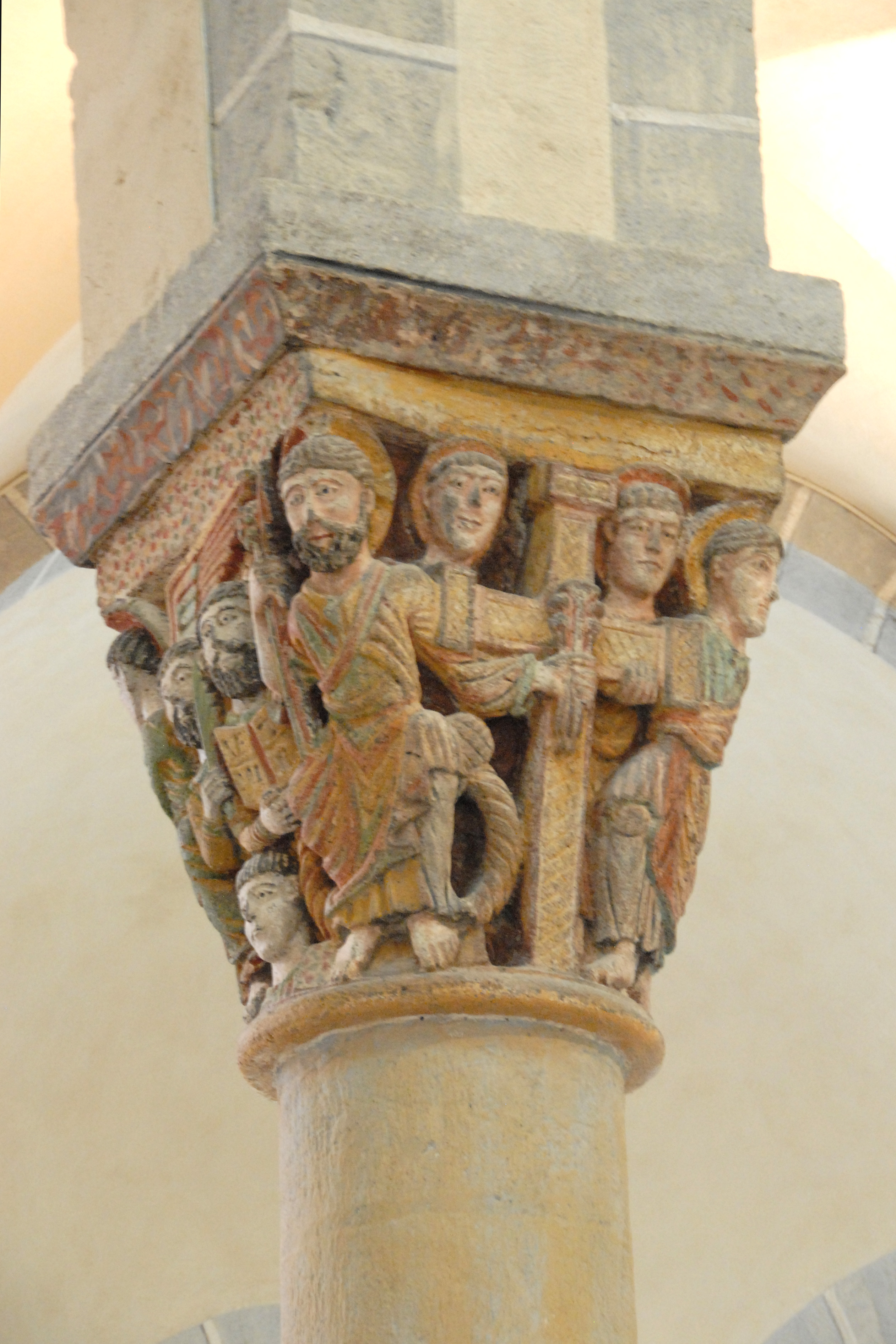
F 22-21. Les Élus, la Croix de la Victoire.
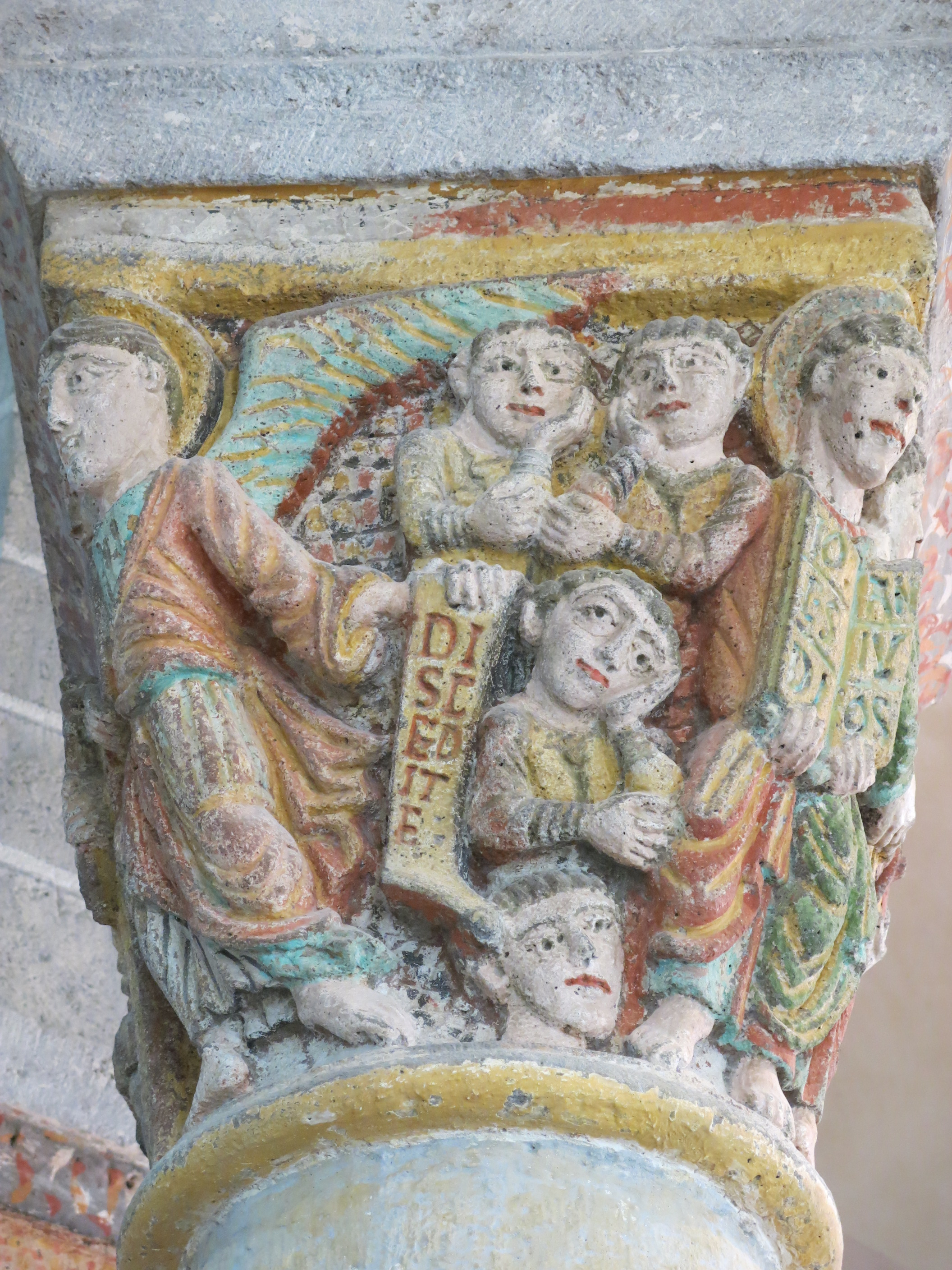
F 22. Les Élus.
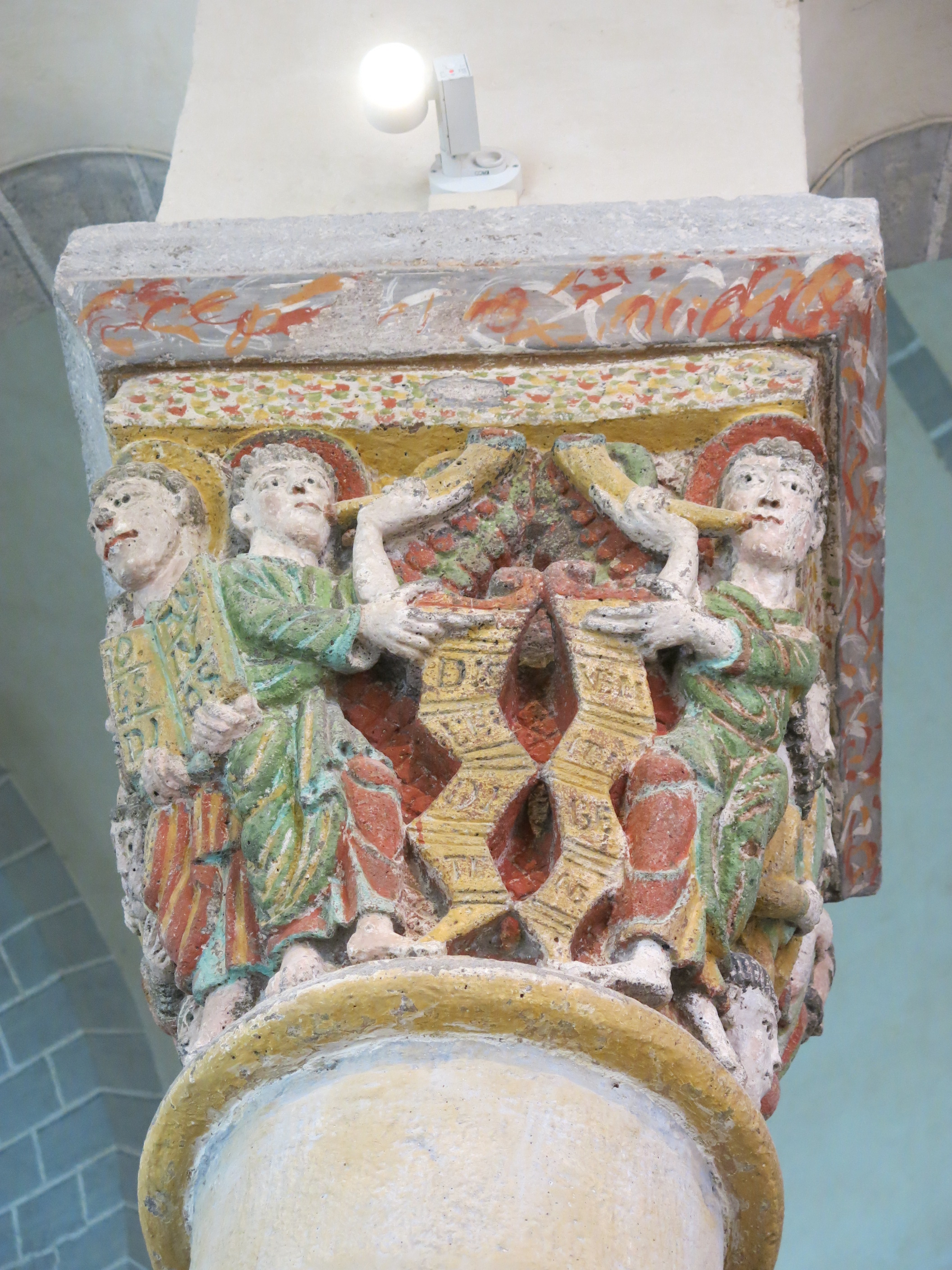
F 23. Le Jugement Dernier.
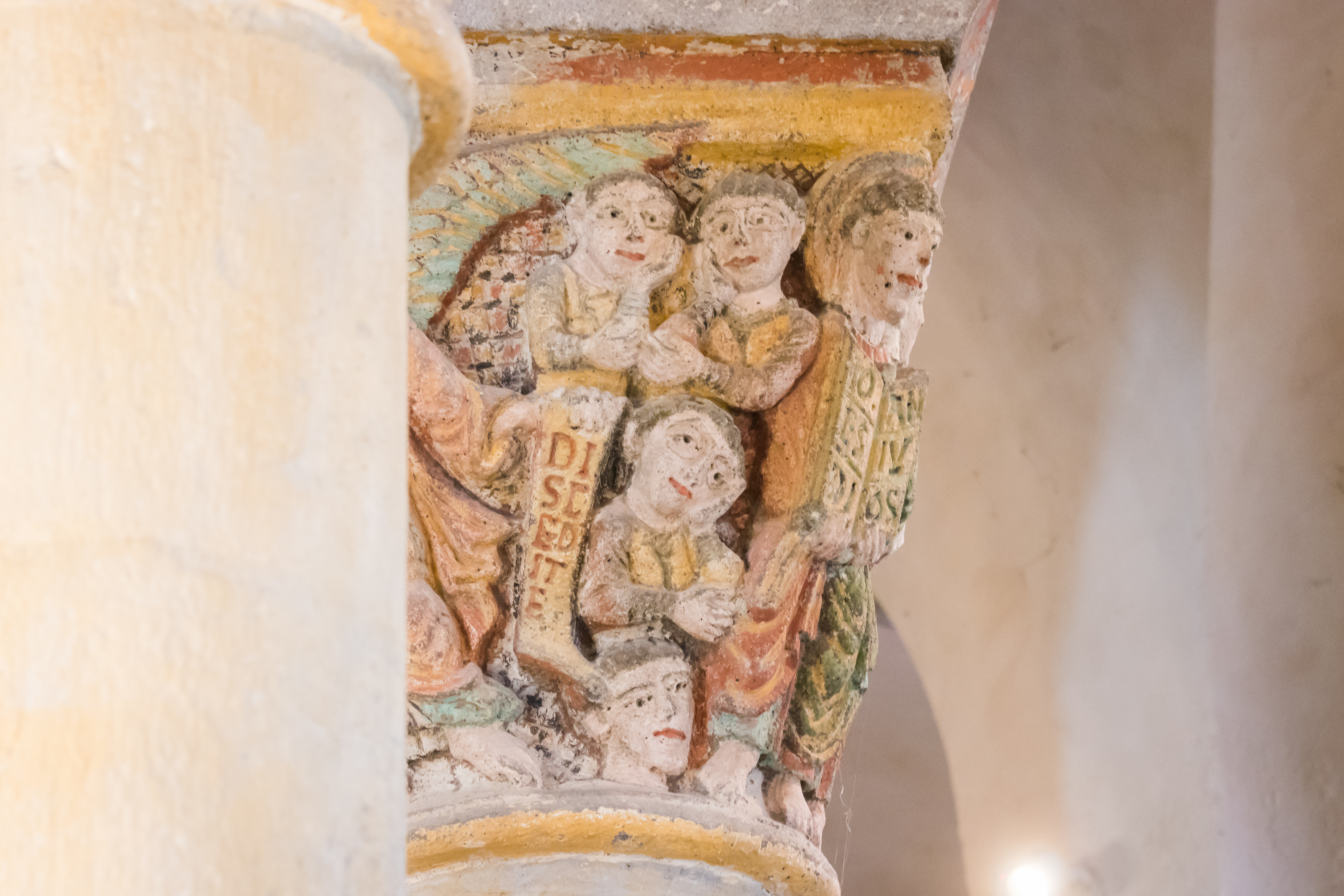
F 24. Les Damnés.

#### Autres chapiteaux
Parmi les autres chapiteaux, seuls quatre présentent des sculptures narratives.
- Dans le déambulatoire au-dessus d'une demi-colonne : l'histoire de Zacharie (père de Jean le Baptiste) ;
- Dans la dernière travée du collatéral nord : la lutte entre les anges et les démons, et la Tentation du Christ ;
- Juste à côté sur le pilier traversant (côté ouest) : un beau chapiteau au motif énigmatique. On reconnaît un saint (au nimbe) levant les mains en prière. Les pieds reposent sur une énorme tête. À gauche, un homme bande un arc.
- Dans la dernière travée du bas-côté sud, sur le pilier de la croisée : l'âne jouant de la lyre, symbole classique de la bêtise, et le garçon monté sur une chèvre (la fornication ?).

Les autres chapiteaux puisent leur inspiration dans le répertoire courant en Auvergne. On reconnaît, par exemple : les singes menés en laisse, les porteurs d'agneaux, l'agonie de l'avare (sans bourse au cou), les jeunes gens chevauchant des lions, les déesses de la Victoire écrivant sur des boucliers, les oiseaux à queue en feuillage en éventail. Ils sont tous dans le déambulatoire.

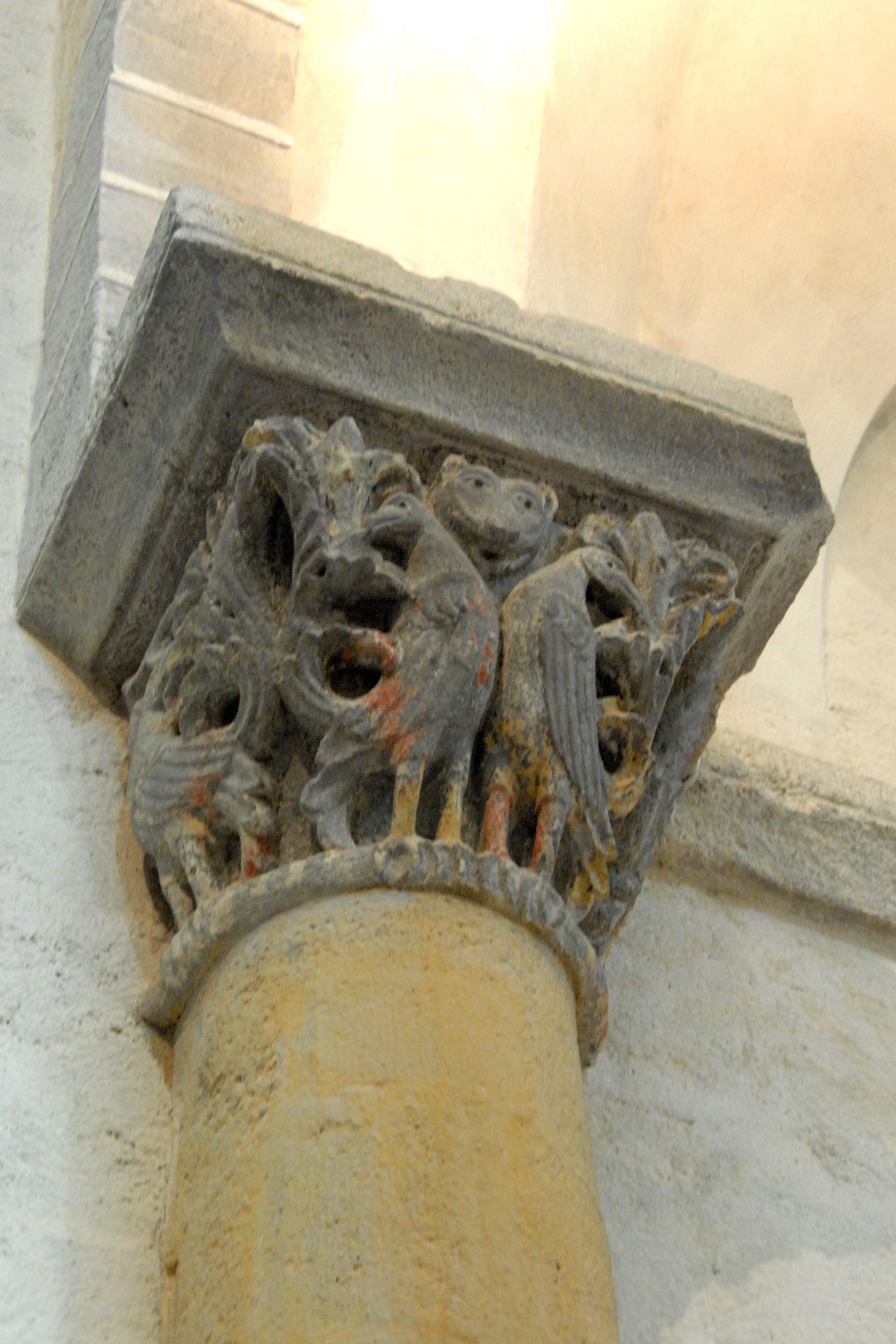
Oiseaux avec des queues faites de vrilles.
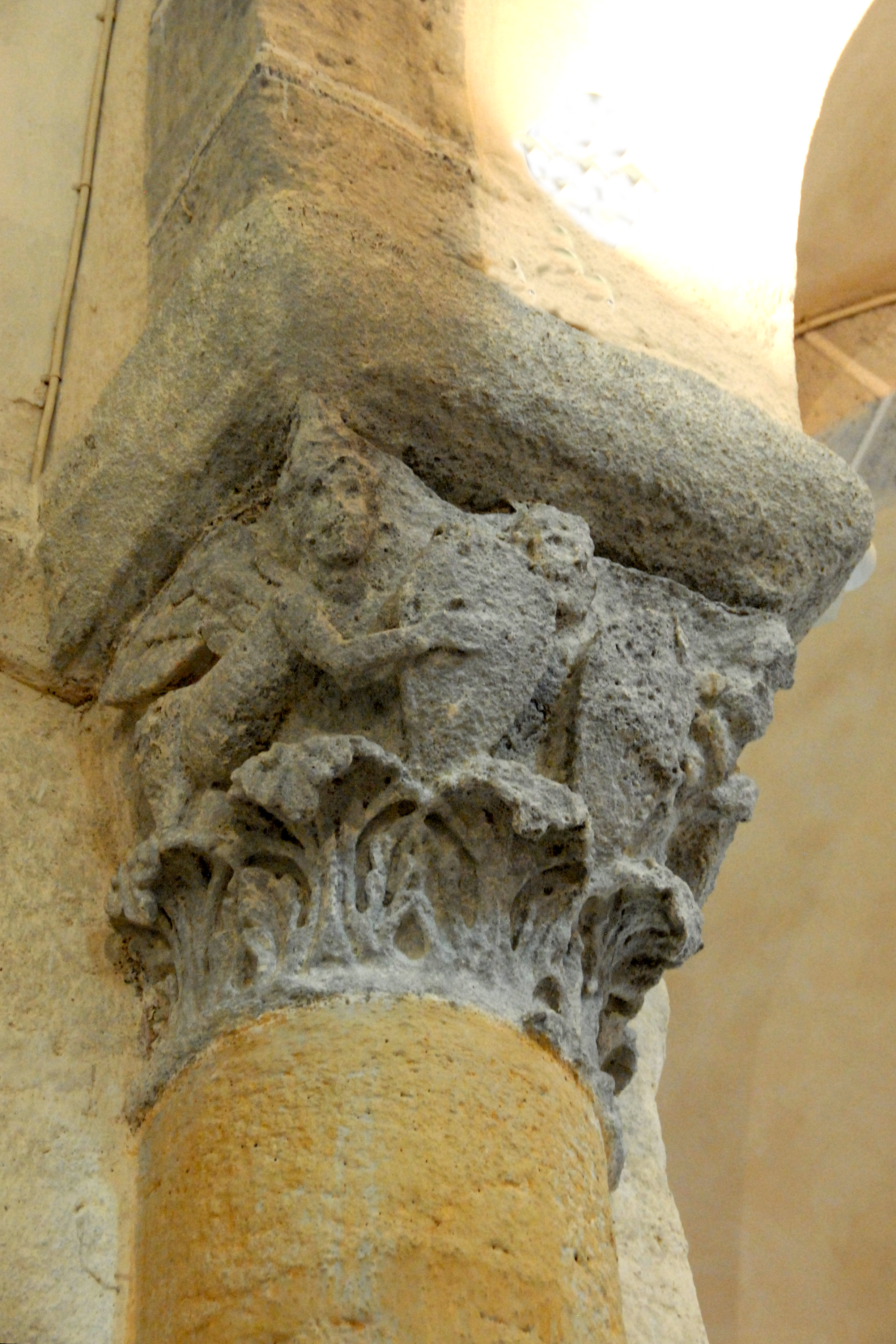
Des anges portent des boucliers.
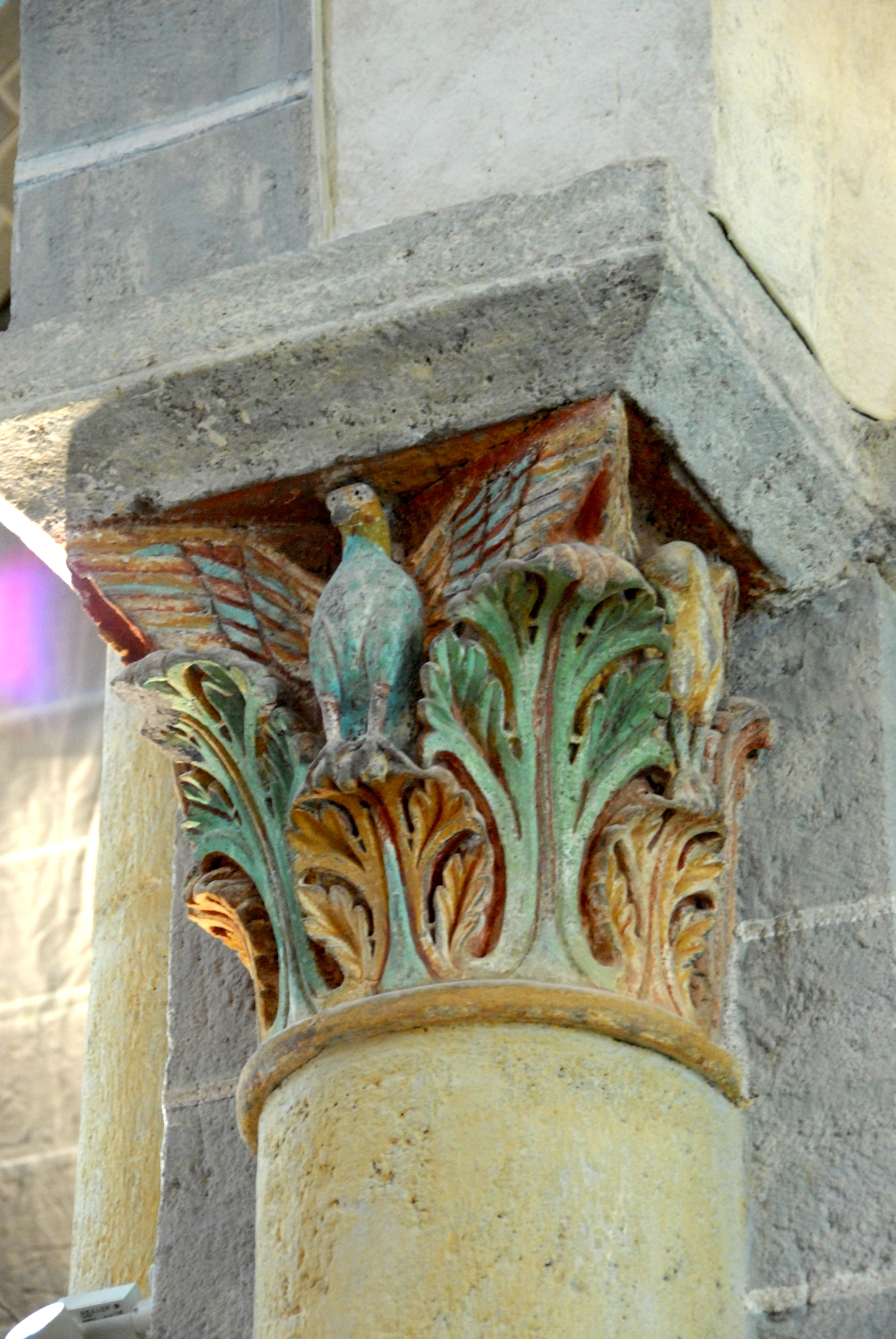
Oiseaux parmi des vrilles.
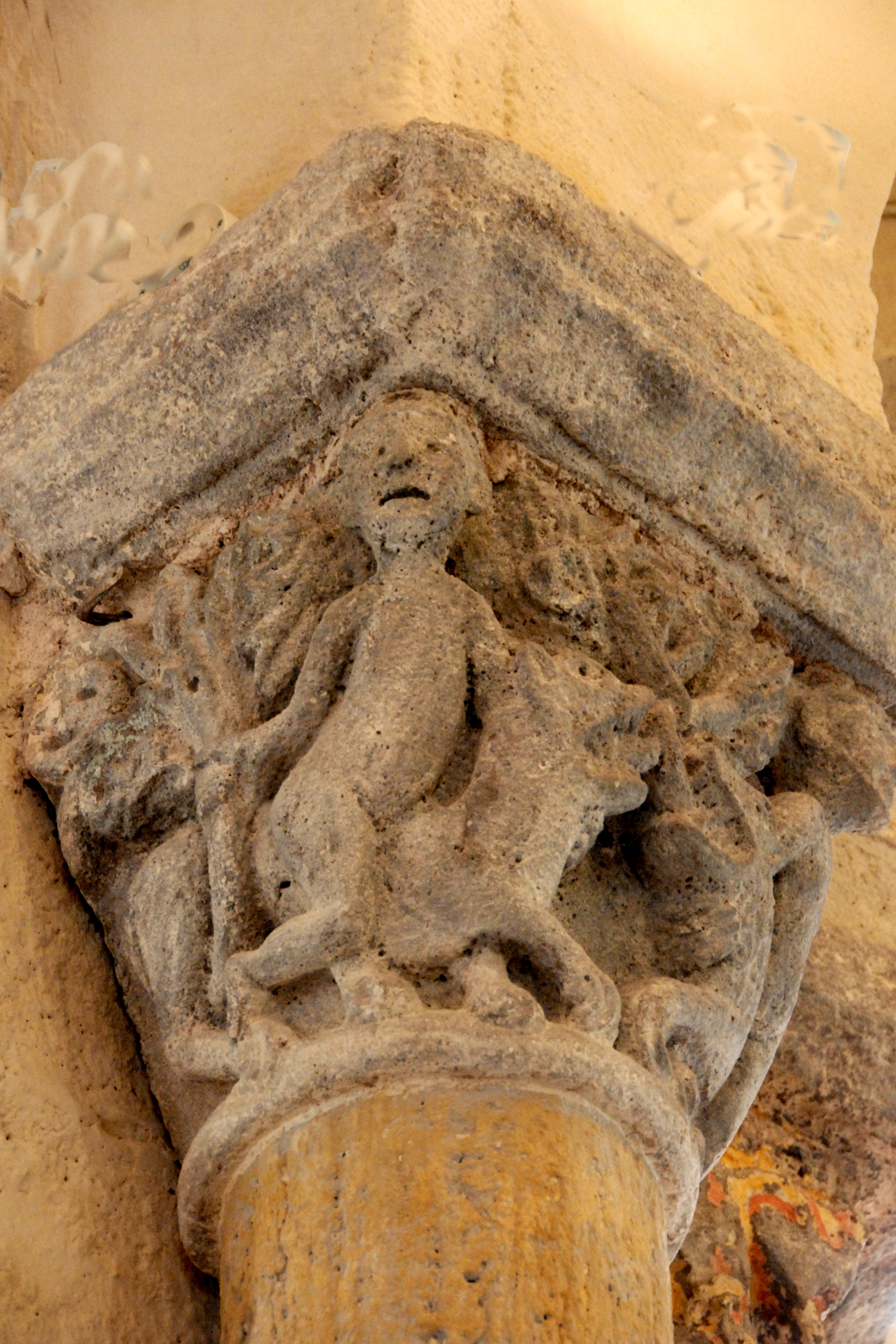
Des jeunes chevauchent des lions.
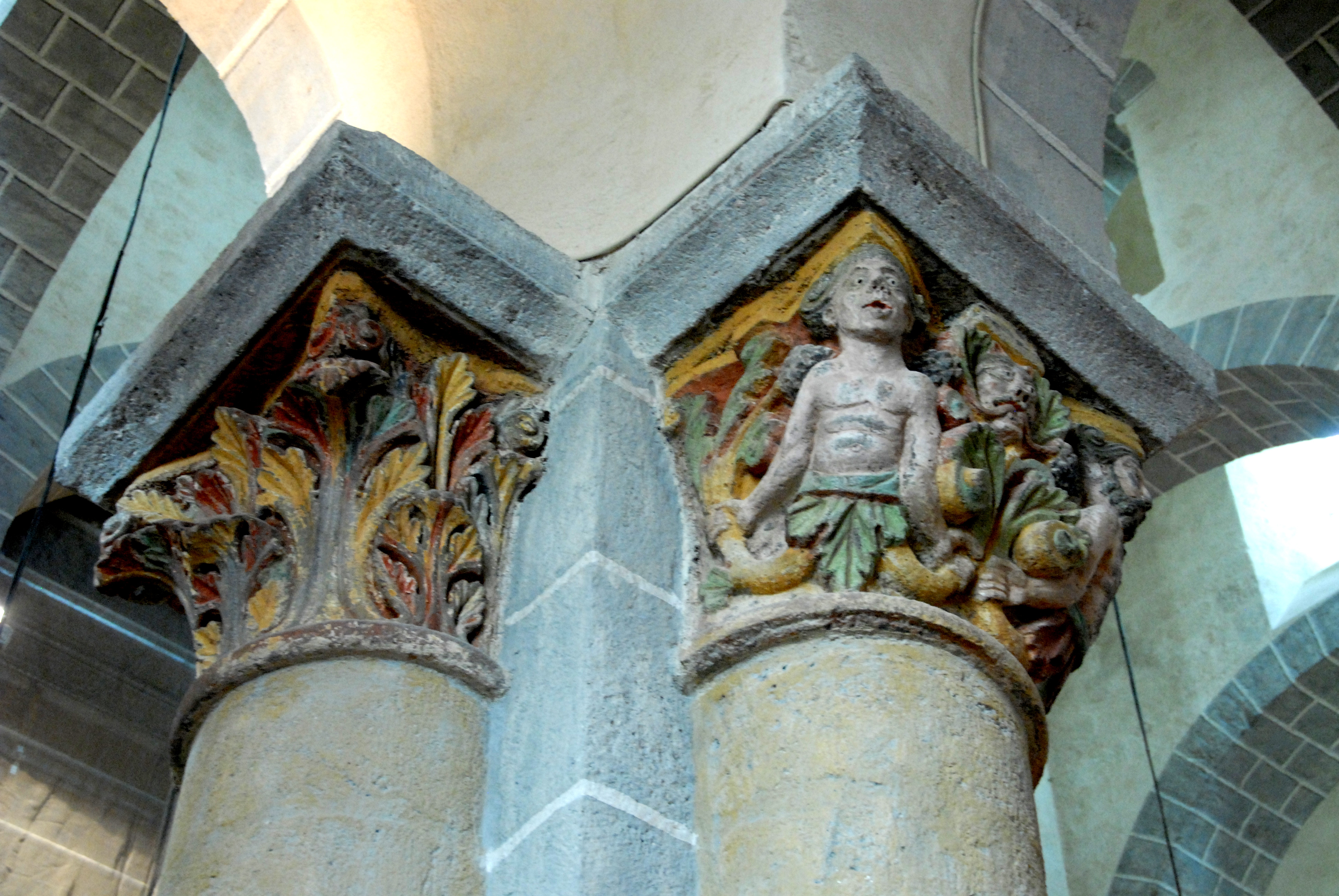
Hommes aux jambes en vrilles.
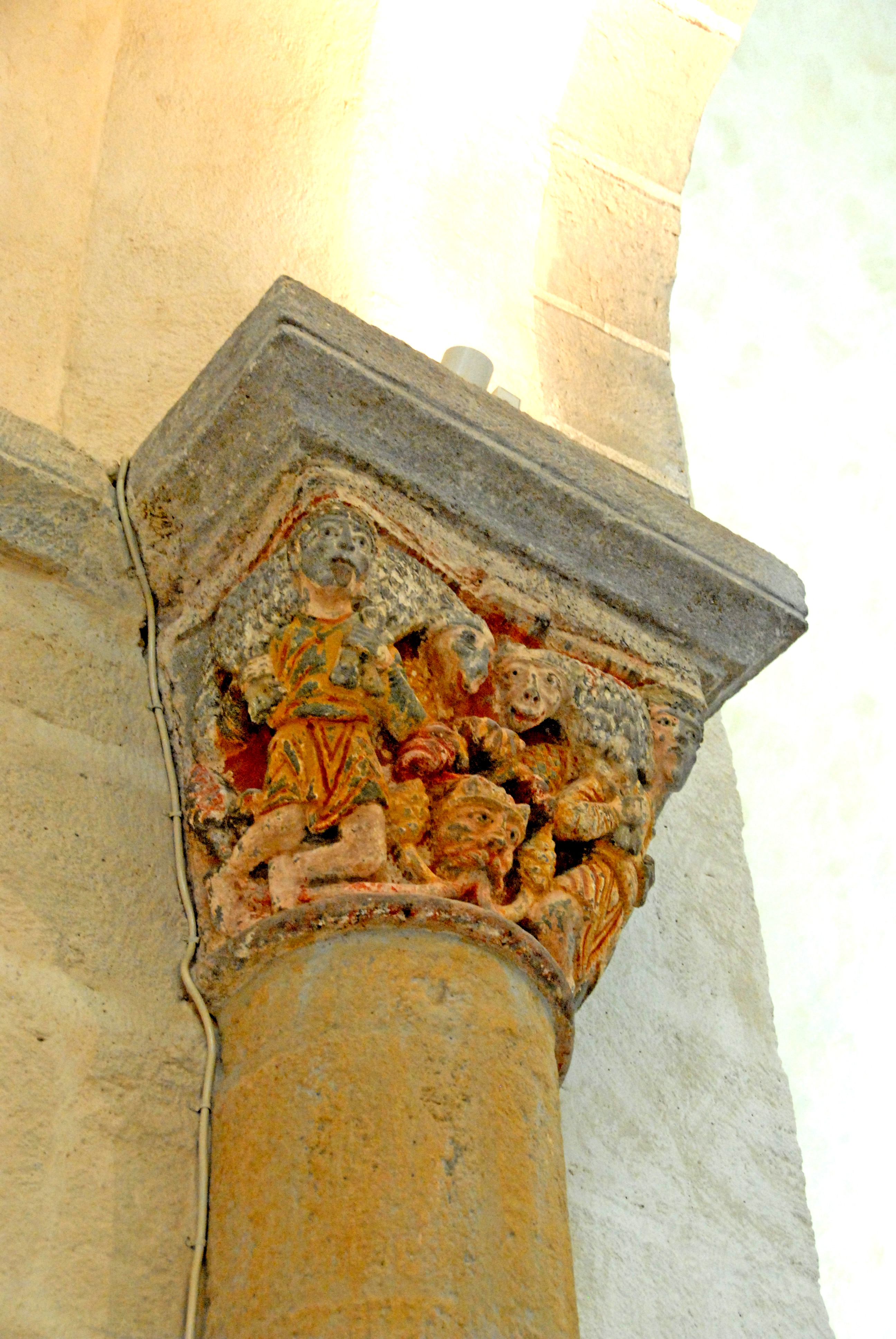
Des bergers portent des agneaux sur leurs épaules.
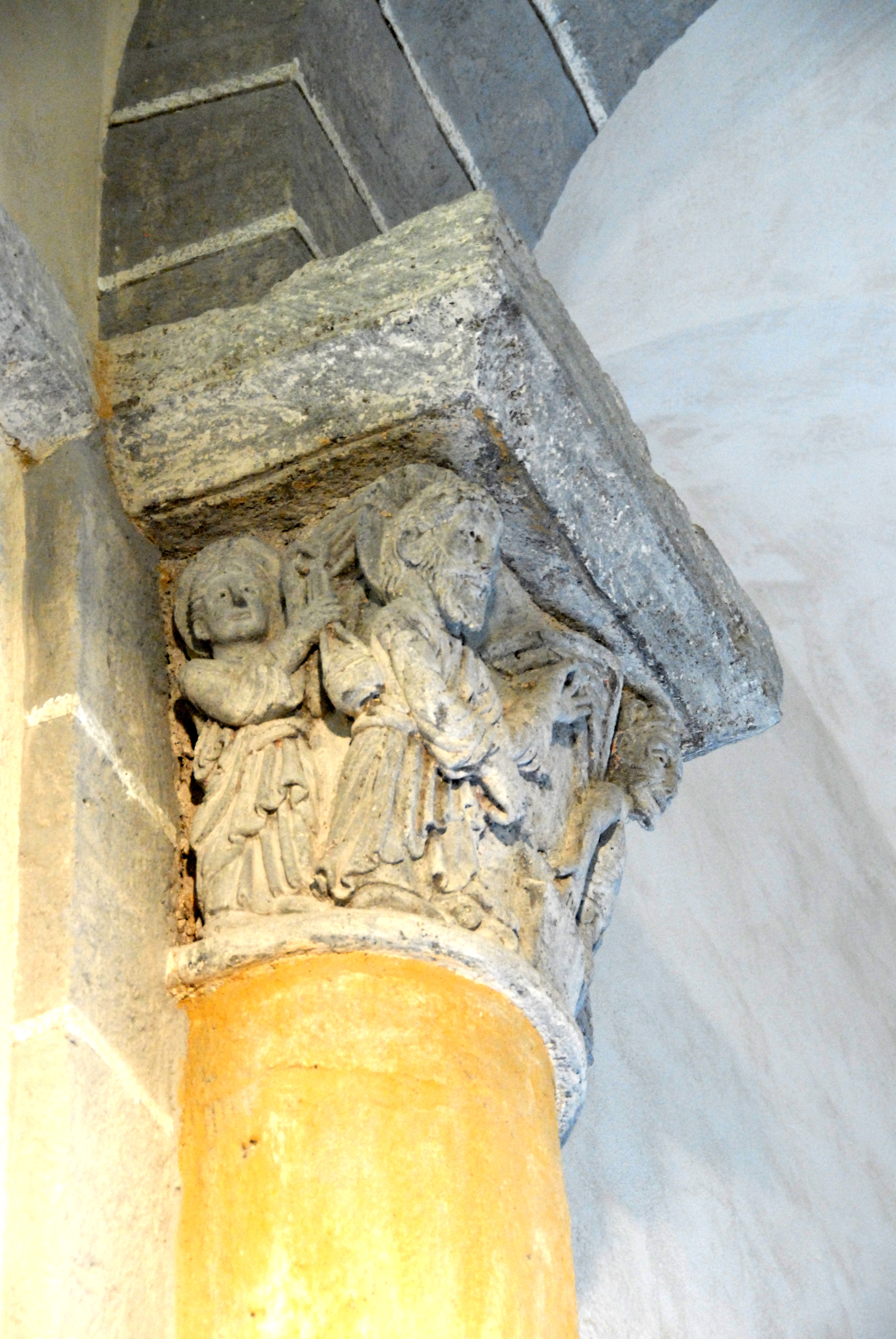
Christ nimbé de la croix avec des anges.
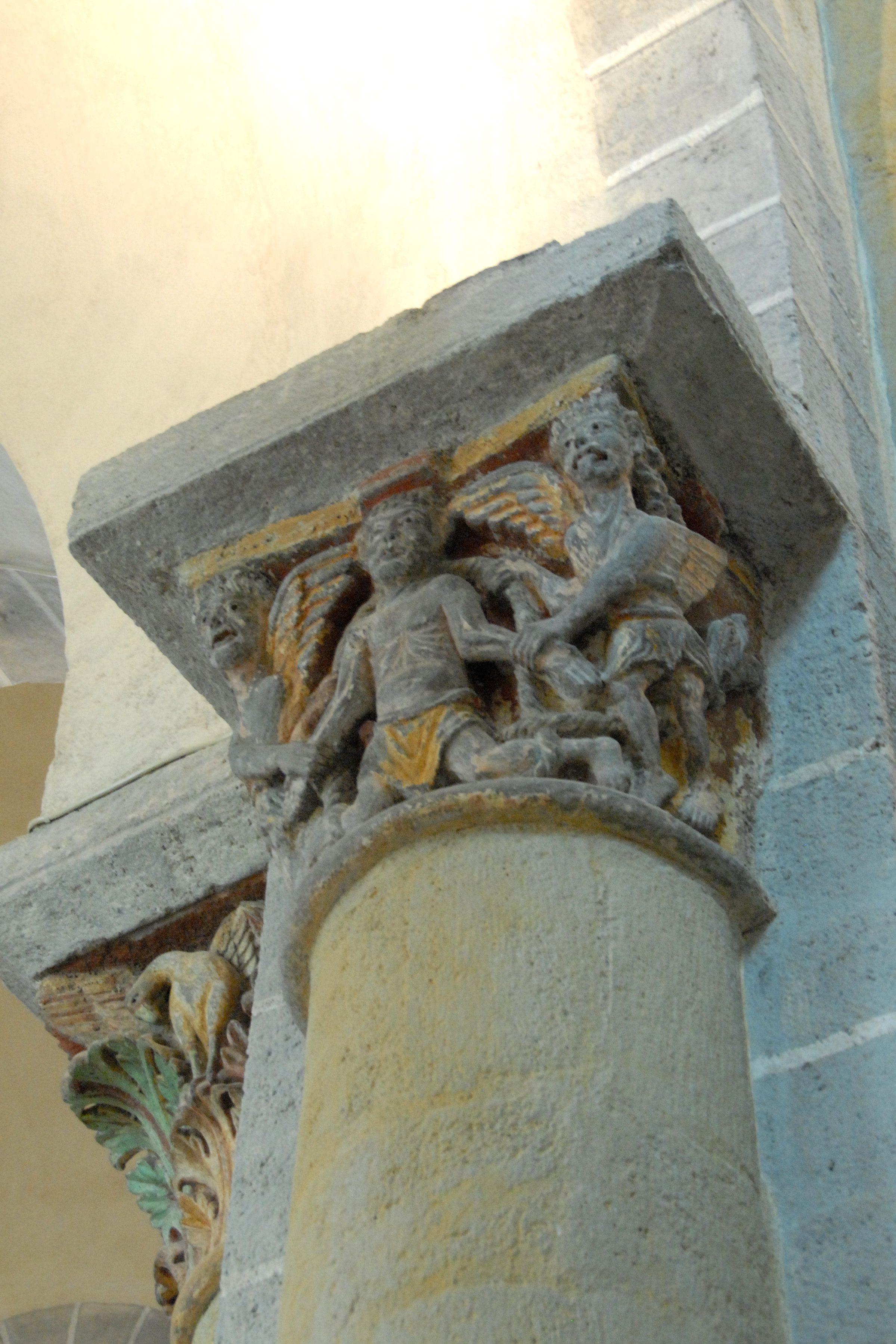
Deux démons lient un homme.

### Statuaire

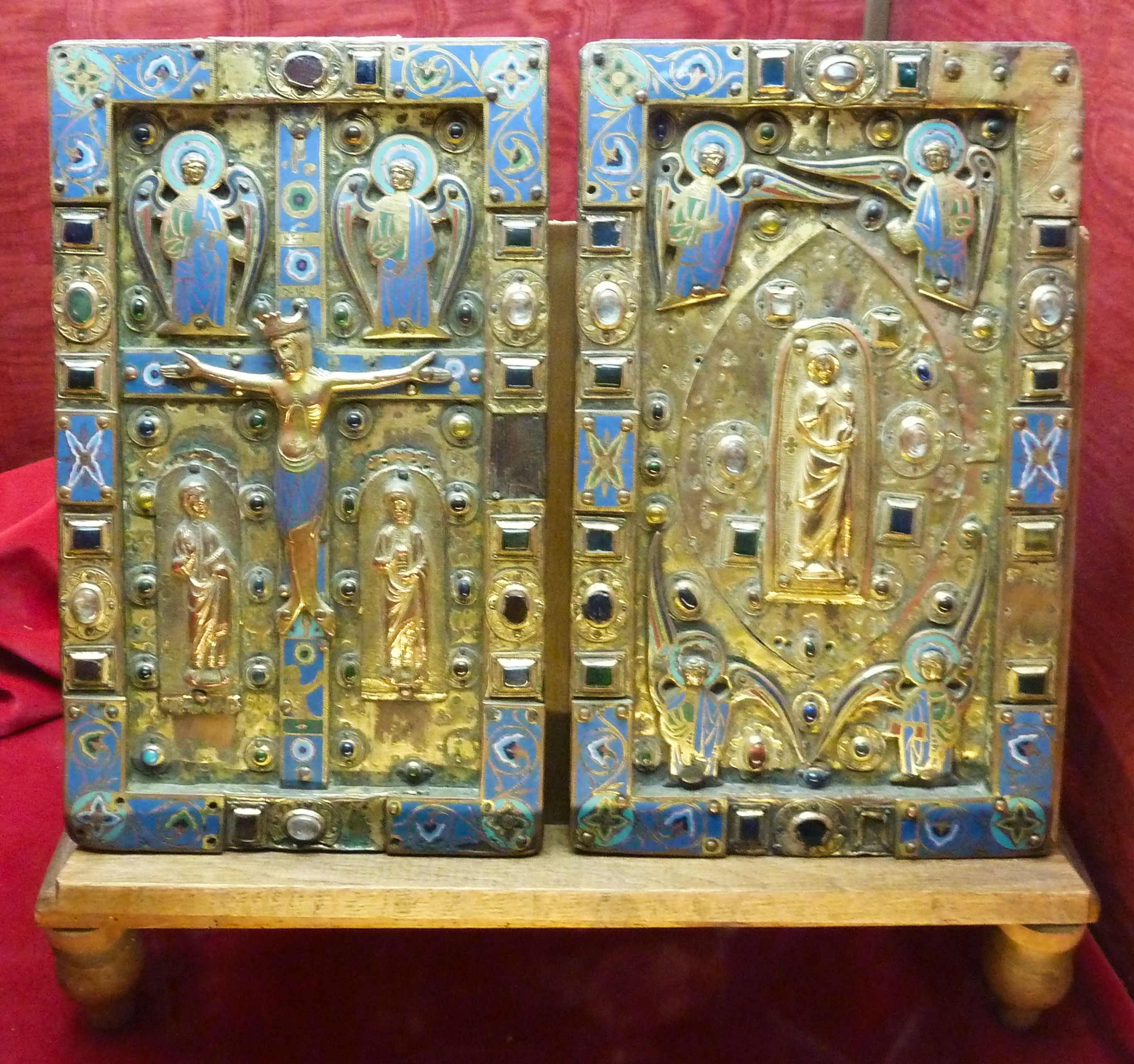
Trésor de l'église de Saint-Nectaire.

- Trésor de l'église de Saint-Nectaire (XIIe siècle).
- Statue de Notre-Dame du Mont-Cornadore : c'est une statue en bois de Vierge à l'Enfant. La Vierge, placée sur un trône impérial, porte l'Enfant Jésus sous les traits d'un adulte (ce n'est qu'à partir du XIIIe siècle qu'on le représente en enfant). Elle reprend le modèle disparu de Clermont-Ferrand et celui d'Orcival. La statue, hiératique, est en bois recouvert de plusieurs couches de tissus peints (marouflage). Dans son dos est placé un coffret à reliques[11].
- Buste de Saint-Baudime (XIIe siècle). C'est une statue allant jusqu'à la taille. La main droite bénit, la main gauche tenait un objet aujourd'hui disparu. Elle est constituée de plaques de cuivre doré repoussé sur une âme de bois. Les yeux sont en ivoire avec un iris en corne. La majorité des verreries et pierres semi-précieuses ont été volées au cours du temps[11].
- Statue de Saint-Nectaire, évangélisateur des Monts-Dore. Statue en bois du XVe siècle [11].

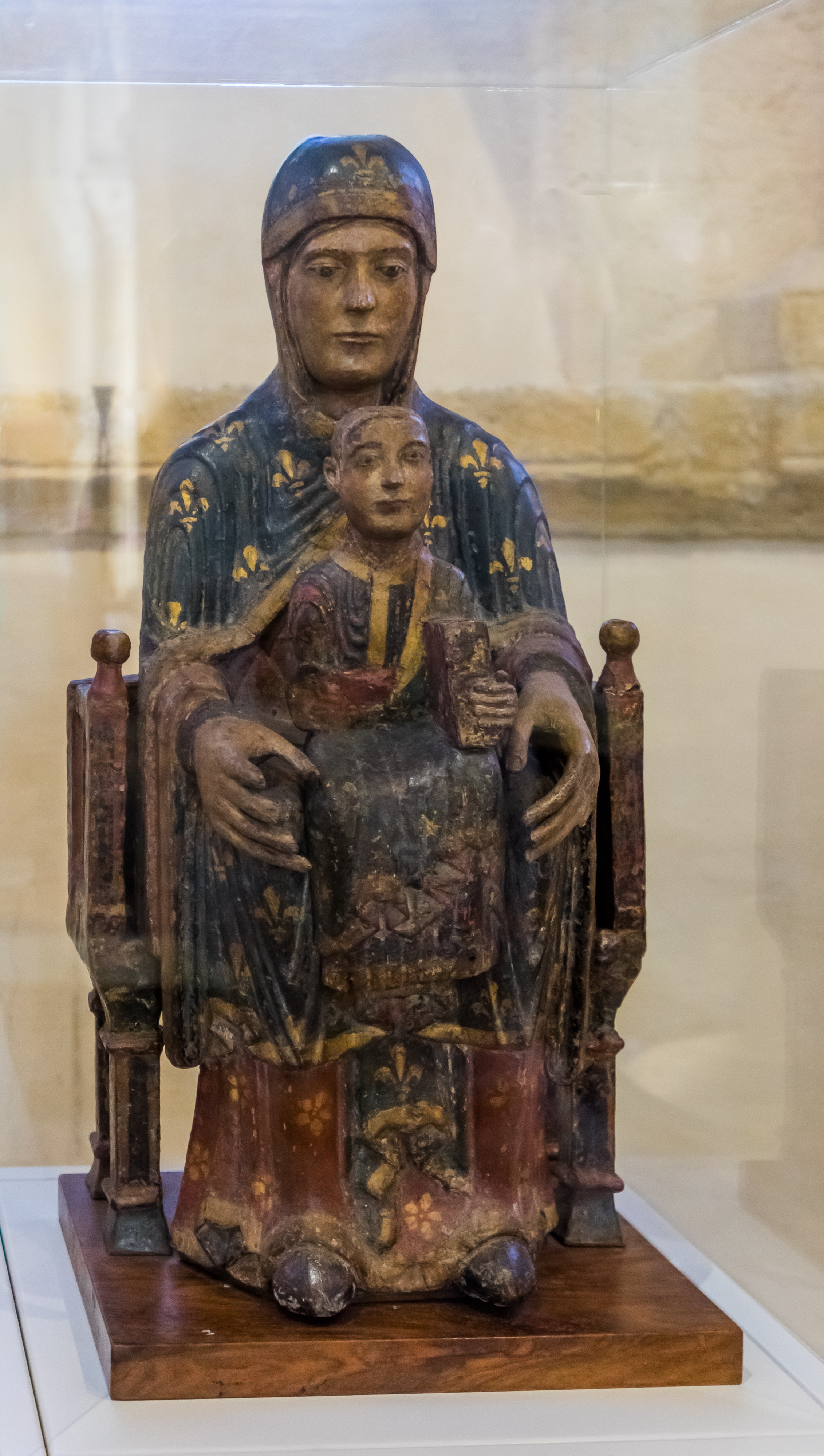
Notre-Dame-du-Mont-Cornadore.
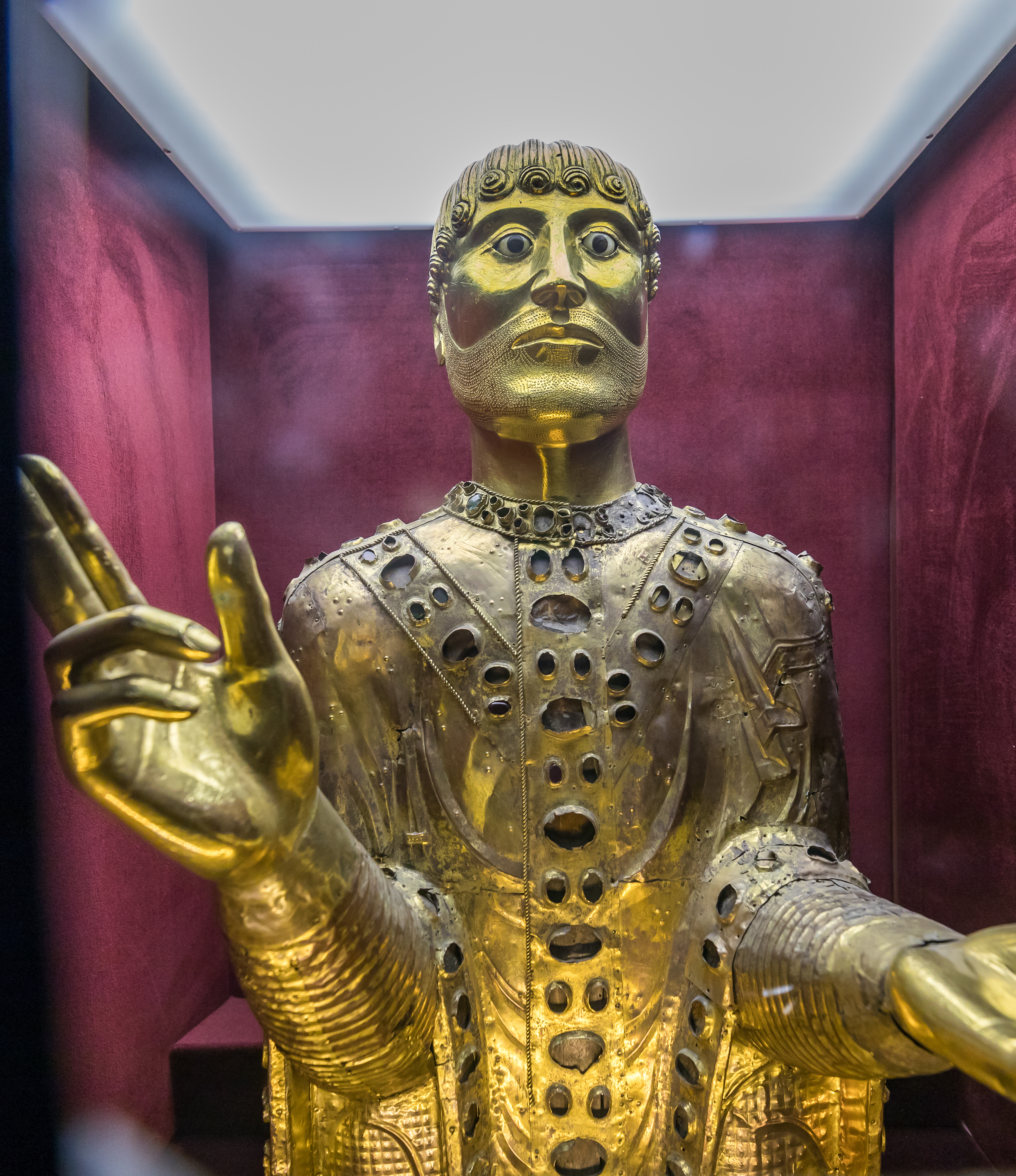
Buste de saint Baudime.
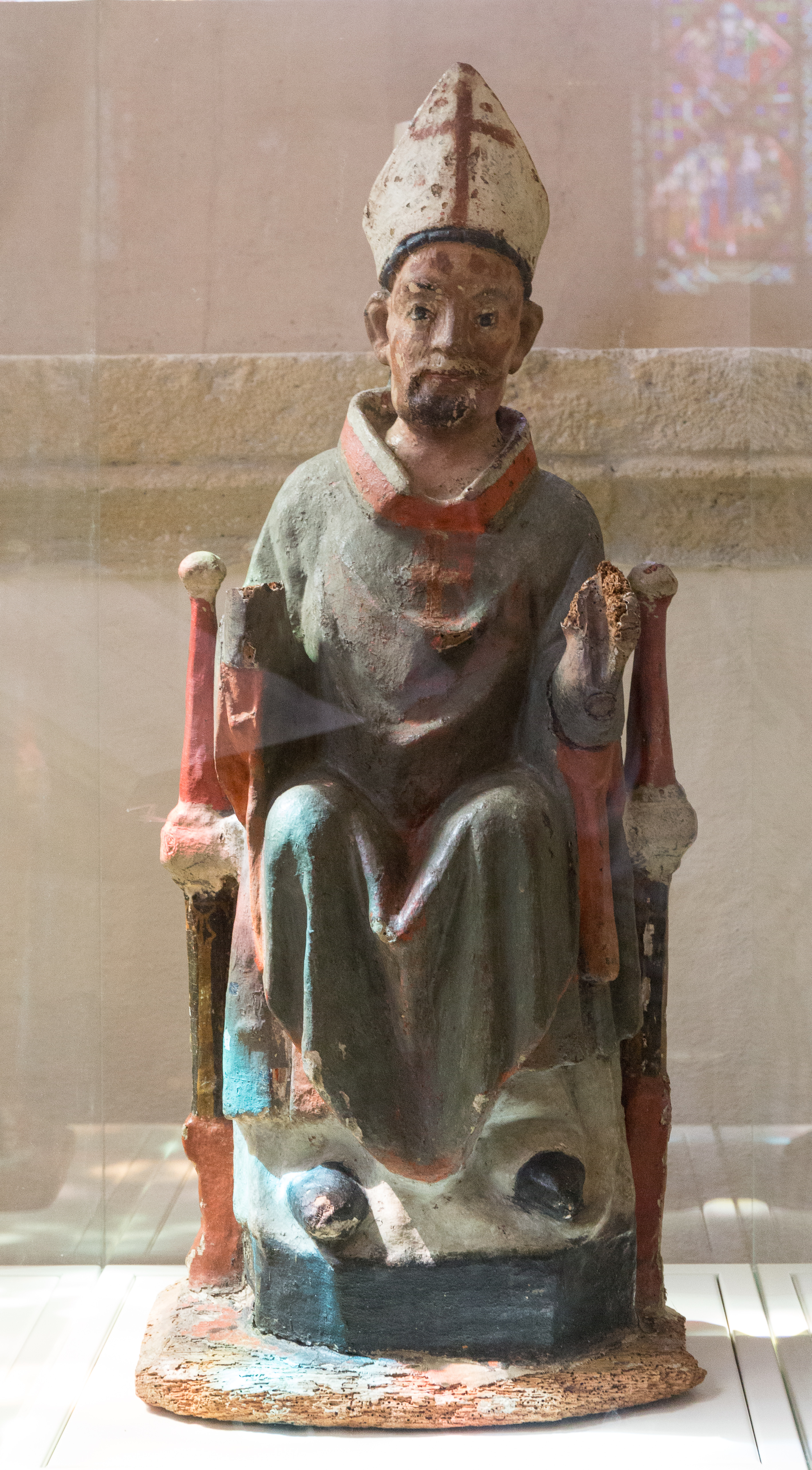
Statue de saint Nectaire.

#### Vol du trésor de Saint-Nectaire
Un quatuor de pillards d'art sacré itinérants, surnommés les « Frères Thomas et compagnie », ont remarqué que les églises de campagne n'étaient pas aussi bien gardées que les banques des villes et que leurs trésors, et « en raison de leur rareté, se vendraient à des prix très élevés ». Ainsi ils commettent sept vols en Auvergne et en Limousin. Les cinquième et sixième sont, dans la nuit du 24 au 25 mai 1907, le vol du buste de saint Baudime et du bras reliquaire de saint Nectaire. Les enquêteurs découvrent que les deux pièces sont d'abord déposées dans l'anfractuosité d'un rocher sur la route, à 7 ou 8 kilomètre du village de Saint-Nectaire en descendant vers Coudes. Le frère Anthony Thomas et Antoine Faure reviennent récupérer leur butin quelques jours plus tard en voiture.
Le 30 mai 1907, les deux compères se rejoignent à Paris pour vendre les objets subtilisés à Saint-Nectaire. Anthony Thomas ne réussit qu'à vendre le bras reliquaire à l'antiquaire Lederman pour 300 francs.
Le 6 octobre 1907, le maire de Saint-Nectaire rédige une lettre au juge d'instruction de Clermont accompagnée d'une carte postales du buste de saint Baudime.
Le 15 octobre 1907, le buste de saint Baudime est retrouvé dans une cave appartenant aux frères Thomas, mais sans la majorité des cabochons, les verreries et pierres semi-précieuses qui semblent avoir été dispersées. La Vierge de La Sauvetat, aussi volée est également retrouvée.
Les frères Thomas et Antoine Faure sont inculpés le 1er novembre 1907. Ils sont jugés en assises à Limoges pour 5 vols dans le Limousin entre le 29 février et le 3 mars 1908, puis à Riom également en assises le 3 et 4 décembre 1908. Les œuvres retrouvent par la suite leurs places.